# Storia della schiavitù
(Charles Darwin, Viaggio di un naturalista intorno al mondo (1839).)

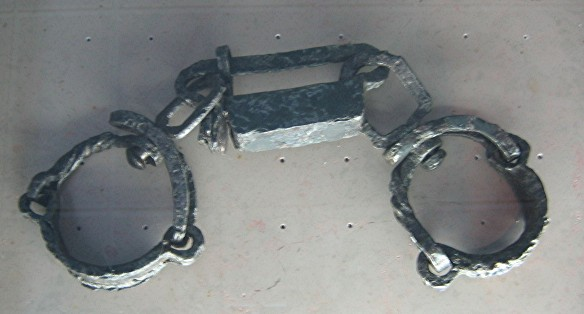
Ceppi utilizzati per incatenare schiavi (Musée de la civilisation celtique, Bibracte, Francia)

La storia della schiavitù si inserì come istituto formale in molte culture, nazionalità e religioni, dai tempi antichi fino ai giorni nostri. Tuttavia le posizioni socio-economiche, lo status giuridico e le funzioni a cui erano preposti gli schiavi – esseri umani privati del diritto di proprietà su se stessi – risultarono anche essere notevolmente differenti e variabili all'interno dei diversi sistemi di schiavitù, in funzione sia dei tempi che dei luoghi presi in esame.
La schiavitù può essere ricondotta ai primi documenti legali scritti, fra tutti il babilonese Codice di Hammurabi (1860 a.C.), il quale si riferisce ad essa come ad un'istituzione consolidata e del tutto comune tra i popoli dell'antichità. Se si parla dello stato di schiavitù nelle prime civiltà dotate di scrittura le condizioni della sua nascita sono, in assenza di fonti, impossibili da determinare con precisione. Le fonti, le giustificazioni, le posizioni e le attività materiali attribuite agli schiavi oltre che le condizioni per la loro liberazione contribuiscono a dare una sua specificità ad ogni configurazione storica.
La schiavitù fu rara tra le popolazioni di cacciatori-raccoglitori preistorici, poiché essa iniziò a svilupparsi come un sistema di stratificazione sociale. Conosciuta tra le prime civiltà, come quella dei Sumeri in Mesopotamia risalente al 3.500 a.C., quasi ogni altra civiltà dell'epoca la praticò. La schiavitù divenne comune in gran parte del continente europeo durante i secoli bui e continuò per tutto il corso del Medioevo, anche a causa delle guerre bizantino-ottomane (1265-1479, parte delle guerre ottomane in Europa) le quali portarono alla cattura di un gran numero di schiavi cristiani.
Commercianti ed avventurieri francesi, spagnoli, portoghesi, inglesi, arabi ed un certo numero di regni autoctoni dell'Africa occidentale svolsero un ruolo di primo piano nella tratta atlantica degli schiavi africani, soprattutto dopo il 1600. L'autore David P. Forsythe ha scritto che "la pratica proseguì fino all'inizio del XIX secolo circa, quando i 3/4 di tutti gli esseri umani viventi vennero intrappolati in una qualche forma di schiavitù o di servitù della gleba contro la loro volontà". Il regno di Danimarca-Norvegia divenne il primo paese europeo a proibire il commercio degli schiavi nel 1802.
Anche se la schiavitù non è più ufficialmente legale in nessuna nazione del pianeta il traffico di esseri umani rimane un grave problema internazionale; si stima che tra i 25 e i 40 milioni di persone si trovino attualmente ancora in uno stato di effettiva schiavitù. Durante la seconda guerra civile in Sudan (1983-2005) i prigionieri di entrambe le parti vennero ridotti in schiavitù. Inoltre, anche se la schiavitù in Mauritania è stata criminalizzata nell'agosto del 2007 si stima che fino a 600.000 persone (il 20% dell'intera popolazione) siano oggi schiavi, molti dei quali utilizzati nel lavoro forzato a seguito di una servitù debitoria.
Evidenze emersero alla fine degli anni novanta nei riguardi di una schiavitù sistematica tramite il lavoro minorile attuata nelle piantagioni di cacao dei paesi africani occidentali. La schiavitù richiede tipicamente una mancanza di manodopera e un surplus di terra per poter essere vitale.

## Origini neolitiche

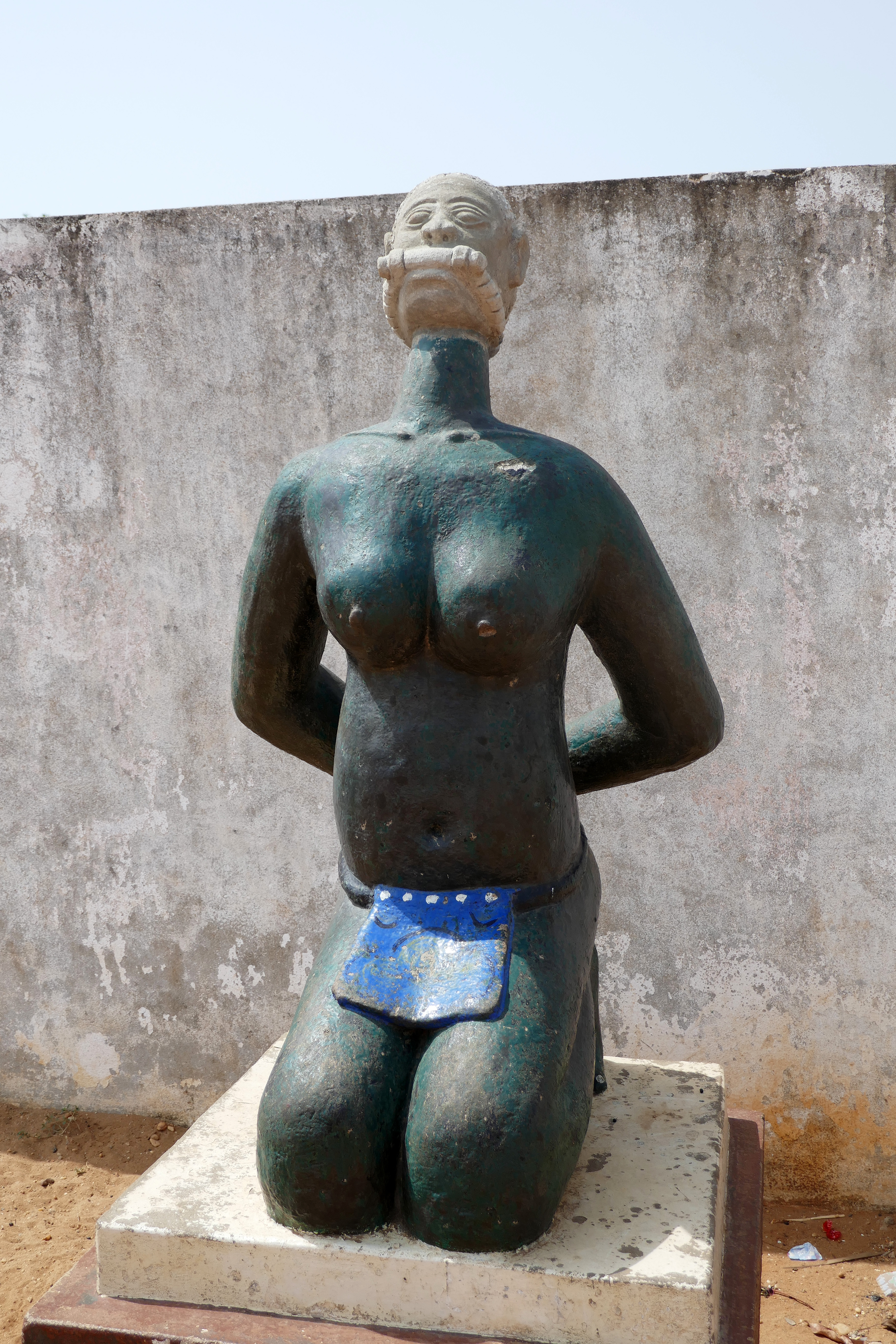
Memoriale in ricordo del commercio schiavista africano (Benin)

La prova dell'esistenza della schiavitù precede i registri scritti ed è esistita in molte culture, fu tuttavia rara tra le popolazioni nomadi preistoriche; la schiavitù di massa richiede difatti eccedenze economiche ed un'alta densità di popolazione per poter essere vitale. Anche e soprattutto a causa di tali fattori la pratica sarebbe proliferata solo a seguito dell'invenzione dell'agricoltura durante la rivoluzione neolitica, all'incirca 11.000 anni fa.
Lo specialista di antropologia Alain Testard, nella sua recensione dei dati storiografici ed etnografici su un vasto gruppo di tombe risalenti al periodo Neolitico, distingue diverse categorie di morti che accompagnano il defunto: le loro mogli o concubine, i servi reali, i compagni di guerra ed infine anche gli schiavi fatti uccidere per seguire il loro padrone nell'oltretomba. Questi ultimi vengono riconosciuti dal fatto che sono stati gettati senza alcuna forma di rispetto accanto a un morto sepolto in decubito laterale, spesso in fosse circolari disseminate nell'habitat circostante.
Secondo Friedrich Engels: "per lo stadio barbaro inferiore uno schiavo aveva un suo valore. Così hanno proceduto i nativi americani con i loro nemici sconfitti, in una maniera diversa da quella eseguita ad uno stadio superiore. Gli uomini furono uccisi o adottati come fratelli nella tribù dei vincitori; hanno sposato le donne o li hanno adottati, anche con i loro bambini sopravvissuti. In questa fase la forza lavoro non fornisce ancora un apprezzabile eccesso nel suo controvalore. È stato abbastanza differente con l'introduzione dell'allevamento, della lavorazione dei metalli, della tessitura e, infine, dell'agricoltura. Le donne, che era assai facile procurarsi, avevano assunto un valore di scambio e sono state acquistate; lo stesso è accaduto alla forza lavoro, in particolare dal momento in cui le greggi sono diventate definitivamente sedentarie con l'istituzione della fattoria. La famiglia non si è moltiplicata così rapidamente come ha fatto il bestiame. Più persone erano necessarie per controllare le mandrie; poteva essere utilizzato per questo scopo il nemico fatto prigioniero che, del resto, poteva essere concepito come facente parte dello stesso bestiame".

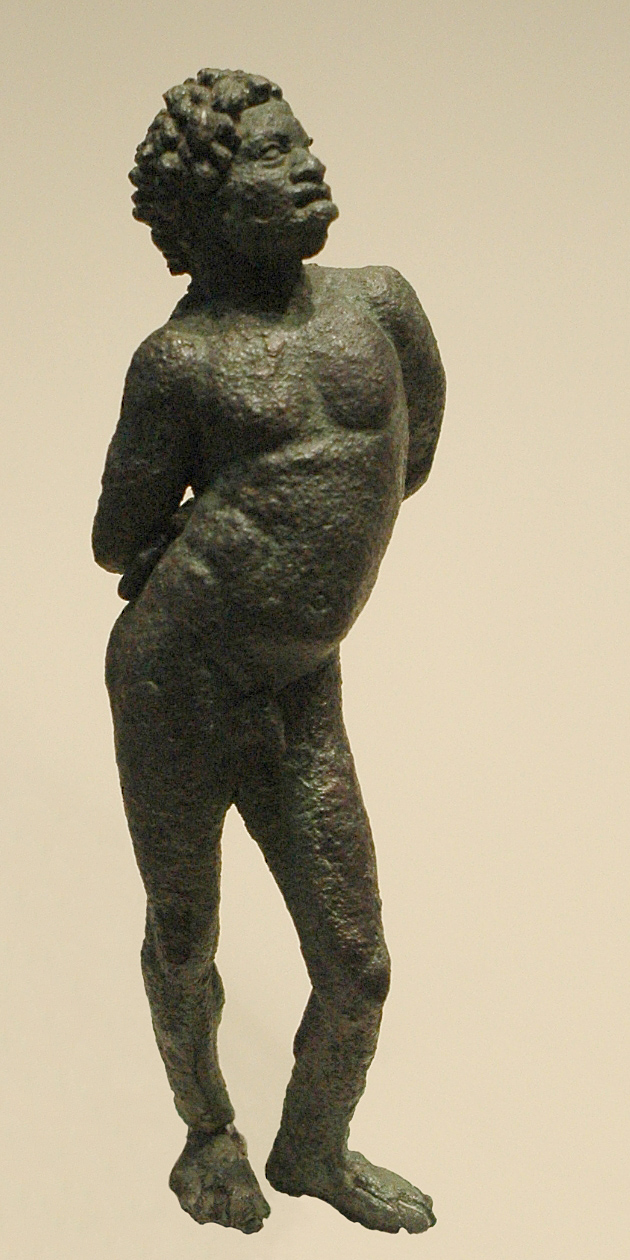
Statuetta in bronzo raffigurante uno schiavo adolescente Negroide rinvenuta a al-Fayyum e risalente al II-I secolo a.C. circa.

### Civiltà antiche

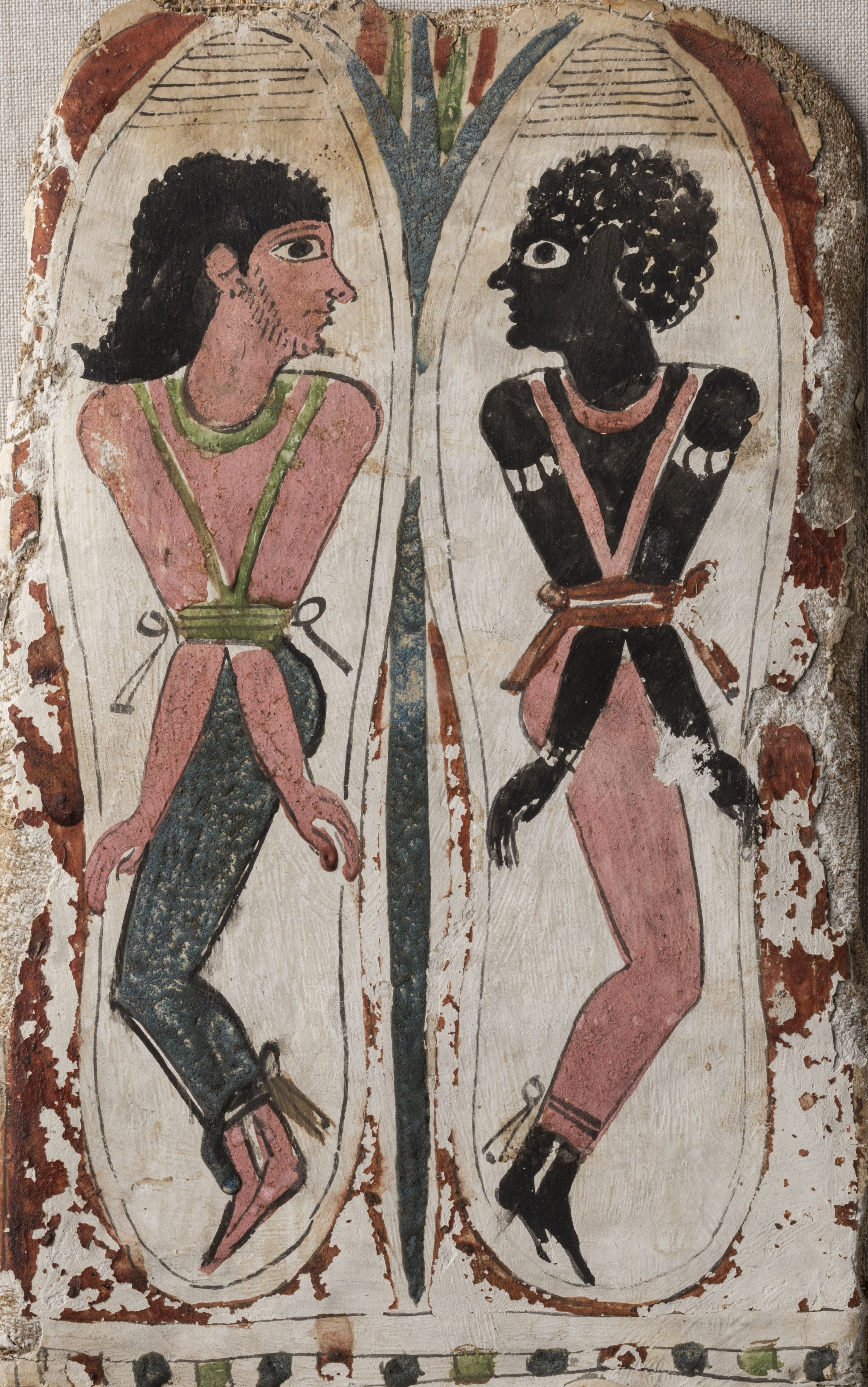
Suole di mummia egizia che ritraggono due stranieri prigionieri, un siriano (a sinistra) e un nubiano (a destra), tra il 332 a.C. e il 395 d.C. (Periodo Tolemaico o romano). Questo motivo di figure di prigionieri si può ritrovare su suole del precedente Periodo tardo dell'Egitto

La schiavitù fu ben conosciuta nelle civiltà antiche, dall'Antico Egitto alla Cina, dall'Impero di Akkad all'Assiria, dalla civiltà babilonese all'impero achemenide, dall'antica Grecia alla India all'impero romano, dal califfato al sultanato del mondo arabo, dalla Nubia alle civiltà precolombiane delle Americhe. Tali istituzioni furono una miscela di schiavitù debitoria, pena per crimini, schiavitù dei prigionieri di guerra, abbandono di persone minori o incapaci e nascita di figli schiavi.
La schiavitù esistette con certezza fin dai tempi antichi: essa viene menzionata nei primi grandi documenti legali scritti, come ad esempio il Codice di Hammurabi, e altri scritti analizzati come trascrizioni di storia orale. I criteri di proprietà della schiavitù implicano un certo livello di organizzazione delle società, fatto questo che rende la sua esistenza incerta per i tempi preistorici. Le prove sicure dell'esistenza della schiavitù cominciano dalle società storiche in possesso della scrittura e possono essere estrapolate con cautela fino alle civiltà protostoriche che le precedono. Le deduzioni basate esclusivamente sull'imponente entità di alcune vestigia (piramidi, monumenti, dighe, ecc.) rimangono largamente congetturali.
Per Aristotele il punto di partenza è la Natura (φύσις), che crea alcuni esseri umani dotati di un'intelligenza destinata a controllare gli altri esseri per i quali la loro unica qualità consiste nella forza fisica destinata all'obbedienza; come corollario sia i comandanti che i comandati mantengono anche un proprio specifico interesse.
Quindi, per il grande esponente della filosofia greca, la schiavitù è la riduzione di una persona in uno stato di privazione di ogni libertà, quest'ultima passando dalle libertà sociali fino a quelle più fondamentali. Lo schiavo è escluso dalla società, mentre all'interno delle comunità di schiavi rappresenta una forza trainante, un "motore".
Alexis de Tocqueville ha scritto che "tra gli antichi lo schiavo apparteneva alla stessa razza del suo padrone e spesso possedeva un'istruzione superiore e illuminata". Questo fatto è dato dall'esempio di alcuni artisti dell'Antichità come il favolista greco Esopo (VI secolo a.C.), uno schiavo liberato. Il drammaturgo latino Terenzio (184-159 a.C.) era uno schiavo, il che stupisce Denis Diderot. Il filosofo greco Epitteto (50-130) era anch'egli uno schiavo.

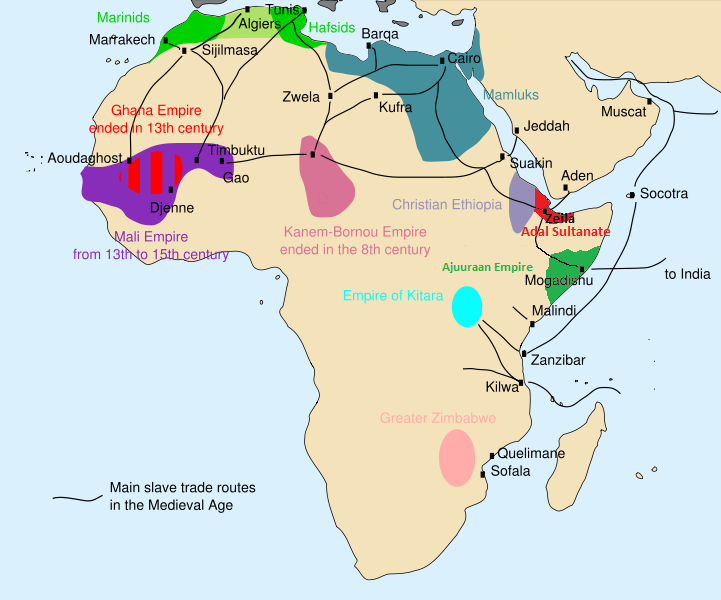
Tratta araba degli schiavi nell'Africa medioevale.

## Africa
Lo storico francese Fernand Braudel ha osservato che la schiavitù fu endemica in Africa, nonché parte stessa della struttura della vita quotidiana: "la schiavitù si è sviluppata in diverse forme nelle differenti civiltà; vi erano schiavi per sentenza giudiziaria, schiavi incorporati negli eserciti dei principi, schiavi domestici e di famiglia, schiavi che lavoravano nella terra, in campo industriale, come corrieri e intermediari ed infine anche in qualità di commercianti".
Nel XVI secolo per la prima volta la civiltà occidentale superò per volume di traffico delle esportazioni la tratta araba degli schiavi, attraverso la tratta atlantica degli schiavi africani. L'impero coloniale olandese importò schiavi asiatici da impiantare nella propria colonia del Capo. Nel 1807 la Gran Bretagna, che governava già estesi territori coloniali – anche se ancora principalmente costieri – rese illegale il commercio internazionale degli schiavi in tutto il continente africano (con lo Slave Trade Act 1807), seguita l'anno successivo dagli Stati Uniti d'America nord-orientali.

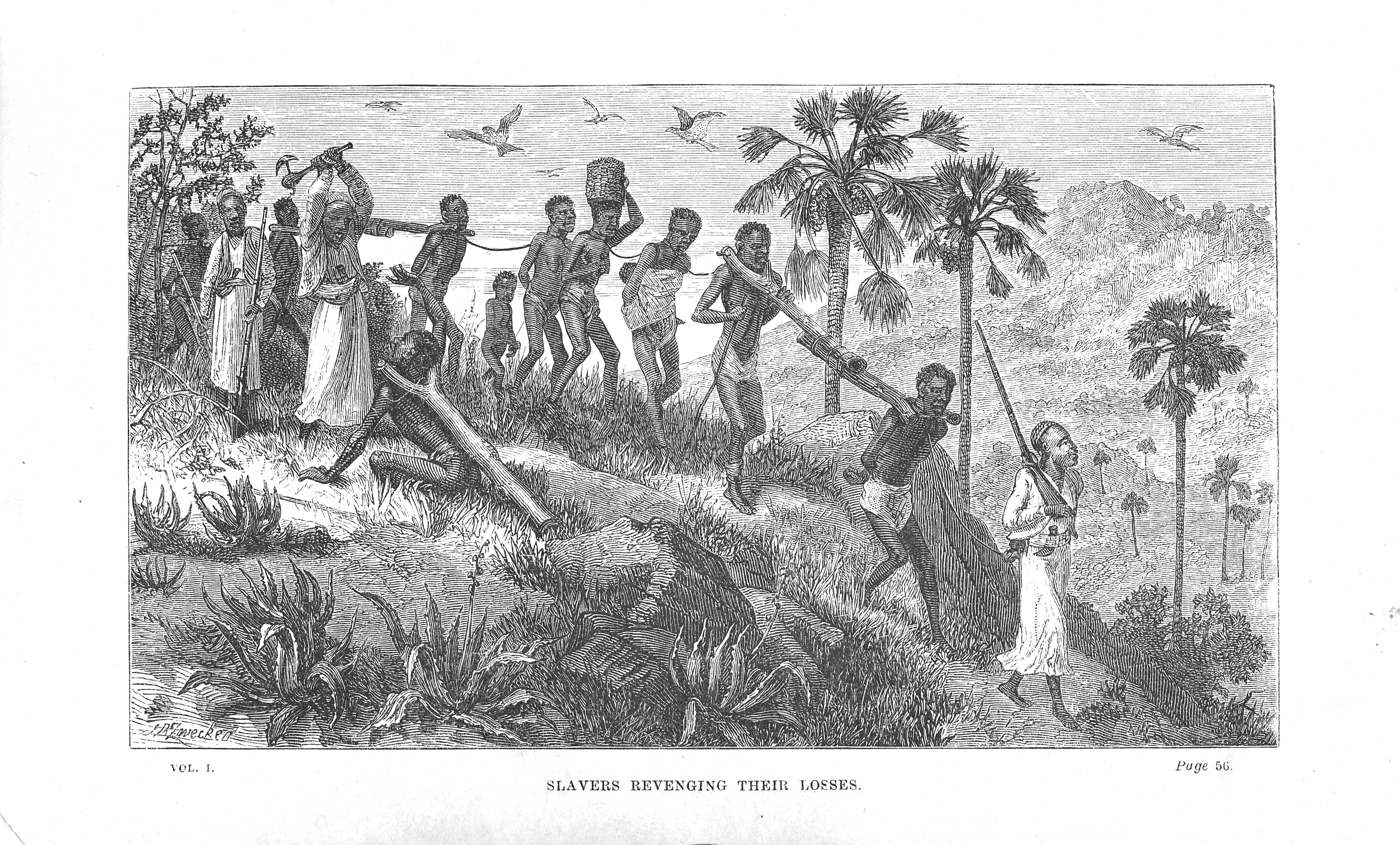
Illustrazione di una spedizione schiavista (1866).

Nel Senegambia tra il 1300 e il 1900 quasi 1/3 della popolazione si trovò in condizione di schiavitù. Nei primi stati islamici della savana sudanese, inclusi l'impero del Ghana (750-1076), l'impero del Mali (1235-1645), l'impero Bamana (1712-1861) e l'impero Songhai (1275-1591) all'incirca 1/3 della popolazione rimase in una qualche maniera schiava. In Sierra Leone nel corso del XIX secolo circa la metà dell'intera popolazione era composta da schiavi.
Sempre nell'Ottocento almeno metà della popolazione risultava essere schiava tra il popolo dei Duala nell'odierno Camerun, tra gli Igbo ed altre popolazioni lungo il corso inferiore del Niger, nel regno del Congo, nel regno Kasanje dell'Africa centrale e tra i Chokwe dell'odierna Angola. Tra gli Ashanti e gli Yoruba almeno 1/3 della popolazione era composta da schiavi e lo stesso fu nell'impero Kanem e all'incira il 40% nell'impero Bornu (1396-1893).

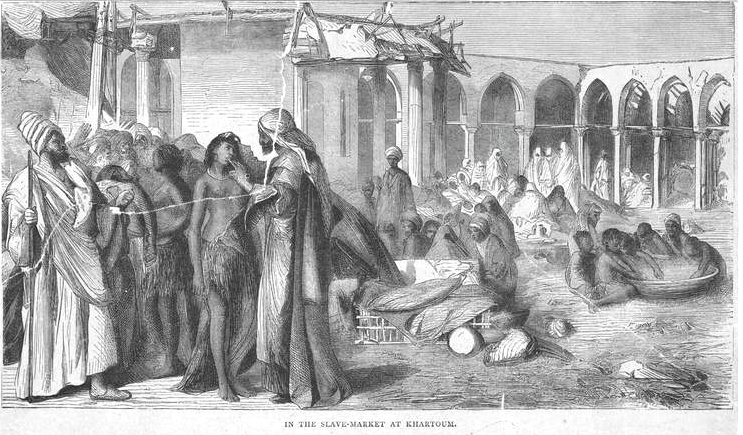
Mercato degli schiavi a Khartoum (XIX secolo).

Tra il 1740 e il 1900 da 1 a 2/3 dell'intera popolazione degli Stati partecipanti alla guerra Fulani consistette in schiavi. La popolazione musulmana dei Sokoto e degli Hausa negli odierni Nigeria settentrionale e Camerun era per metà schiava durante il XIX secolo. Si stima che fino al 90% degli abitanti di Zanzibar e tra gli Swahili fosse schiava. Circa la metà della popolazione del Madagascar era schiava.

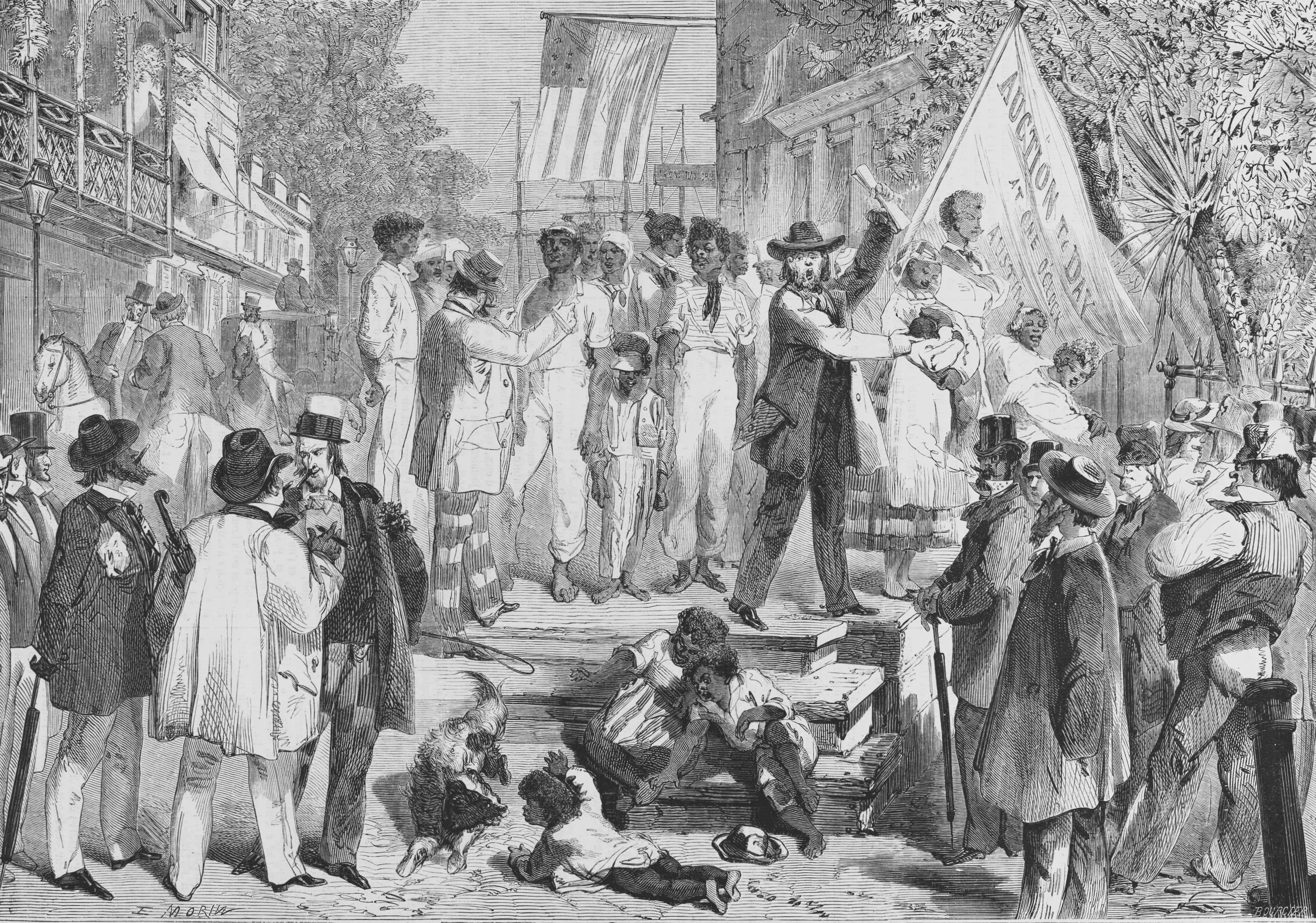
Mercato degli schiavi a Richmond (Virginia) nel 1861.

L'Anti-Slavery Society (fondata nel 1823) stimò che nel decennio 1830 l'odierna Etiopia avesse 2 milioni di schiavi, su una popolazione totale compresa tra gli 8 e i 16 milioni; qui la schiavitù continuò fiorente fino allo scoppio della guerra d'Etiopia nel 1935, quando venne abolita per ordine delle forze di occupazione italiane. In risposta alla pressione degli Alleati della seconda guerra mondiale l'Etiopia abolì ufficialmente la schiavitù, dopo aver riconquistato l'effettiva indipendenza dall'impero italiano nel 1942: il 26 agosto di quell'anno l'imperatore d'Etiopia Hailé Selassié emanò un proclama che la proibiva.
Quando il diritto inglese venne adottato per la prima volta nei territori dell'impero Fulani e nelle aree circostanti del Nord nigeriano sottomesse all'impero britannico, tra i 2 e i 2,5 milioni di persone si trovavano in una condizione di schiavitù; nel settentrione musulmano della Nigeria fu bandita ufficialmente solo nel 1936.
Lo storico congolese Elikia M'Bokolo ha dichiarato nel 1999 a Le Monde diplomatique: ""il continente africano è stato sanguinariamente privato delle proprie risorse umane attraverso tutti i percorsi possibili: attraverso il Sahara, attraverso il Mar Rosso, dai porti affacciati sull'Oceano Indiano e dall'altra parte dell'Oceano Atlantico: almeno X secoli di schiavitù a beneficio del mondo islamico (dal IX secolo fino all'Ottocento)" Egli continua: "quattro milioni di schiavi esportati attraverso il Mar Rosso, altri quattro milioni attraverso i porti dell'Oceano Indiano, forse ben nove milioni lungo la rotta carovaniera delle Vie commerciali trans-sahariane e da undici a venti milioni (a seconda dell'autore) attraverso l'Oceano Atlantico".

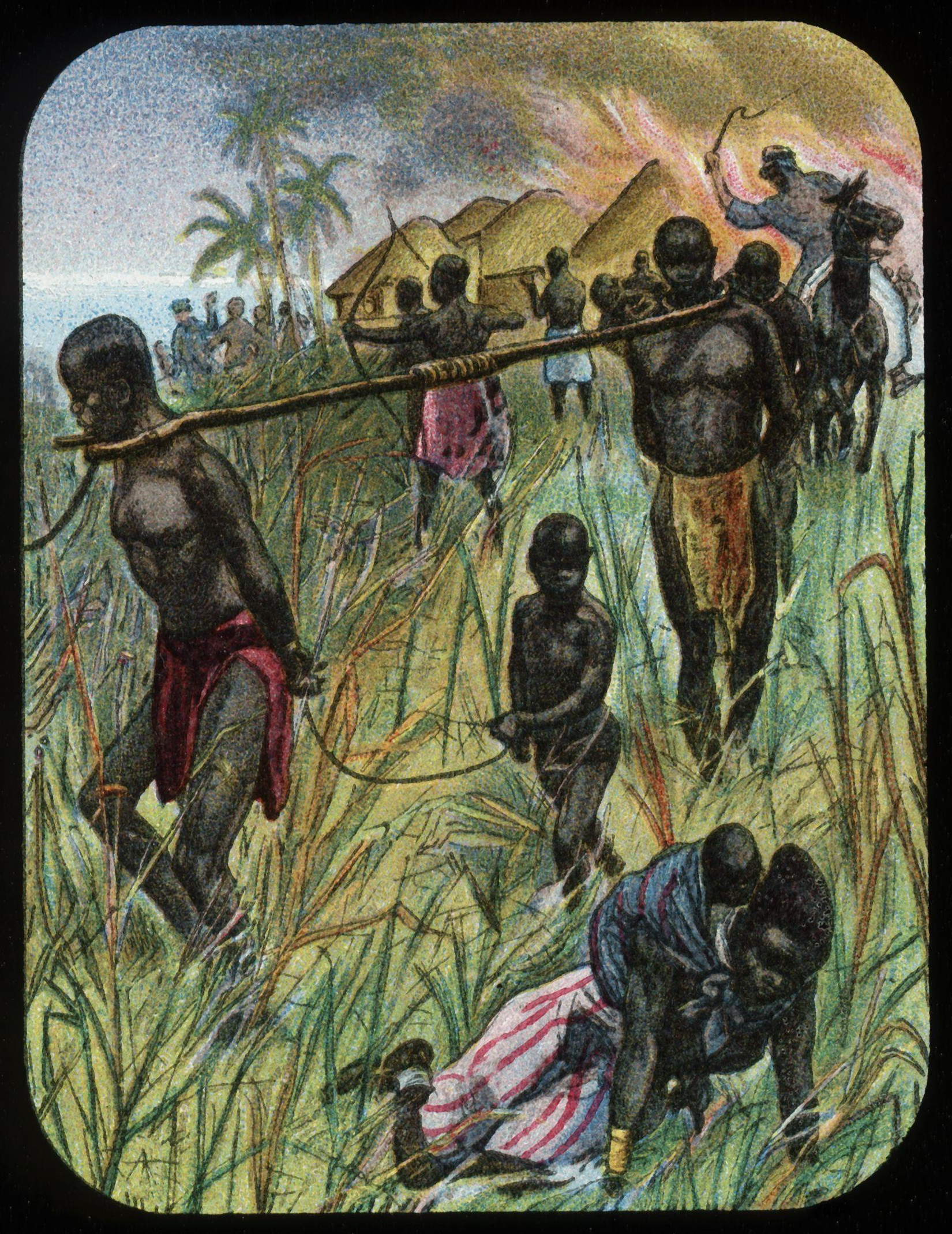
Immagine tratta da una relazione di David Livingstone alla "Società missionaria londinese".

### Africa subsahariana
David Livingstone testimoniò attraverso i suoi scritti il commercio e gli scambi di schiavi: "sovrastimare i suoi mali è una semplice impossibilità... Abbiamo oltrepassato una donna schiava uccisa a pugnalate e coricata nel bel mezzo del sentiero. Gli spettatori hanno detto che un arabo passato quella mattina l'aveva ammazzata, rabbioso di perdere la somma che aveva versato per comprarla, perché non era più in grado di camminare. Abbiamo oltrepassato una donna legata per il collo ad un albero e morta.... Siamo giunti davanti ad un uomo morto di fame... La più strana malattia che ho visto in questo paese sembra veramente essere costituita dal cuore infranto, che colpisce gli uomini liberi che sono stati catturati e fatti schiavi".
Livingstone stimò che almeno 80.000 africani morissero ogni anno prima di raggiungere i grandi mercati degli schiavi a Zanzibar, una volta il principale porto commerciale schiavista dell'intera Africa orientale e che, sotto il controllo dei commercianti arabi dell'Oman a partire dal XIX secolo, ebbe 50.000 schiavi all'anno in transito.
Prima del XVI secolo la maggior parte degli schiavi esportati dall'Africa erano spediti dall'Africa orientale in direzione della penisola araba, e Zanzibar divenne presto il porto principale di questo commercio. Gli schiavisti arabi differirono da quelli europei in quanto spesso conducevano spedizioni in rotazione, talvolta penetrando in profondità nel continente; diverso anche in quanto il loro mercato preferì l'acquisto di donne molto più degli uomini, da destinare principalmente agli Harem.

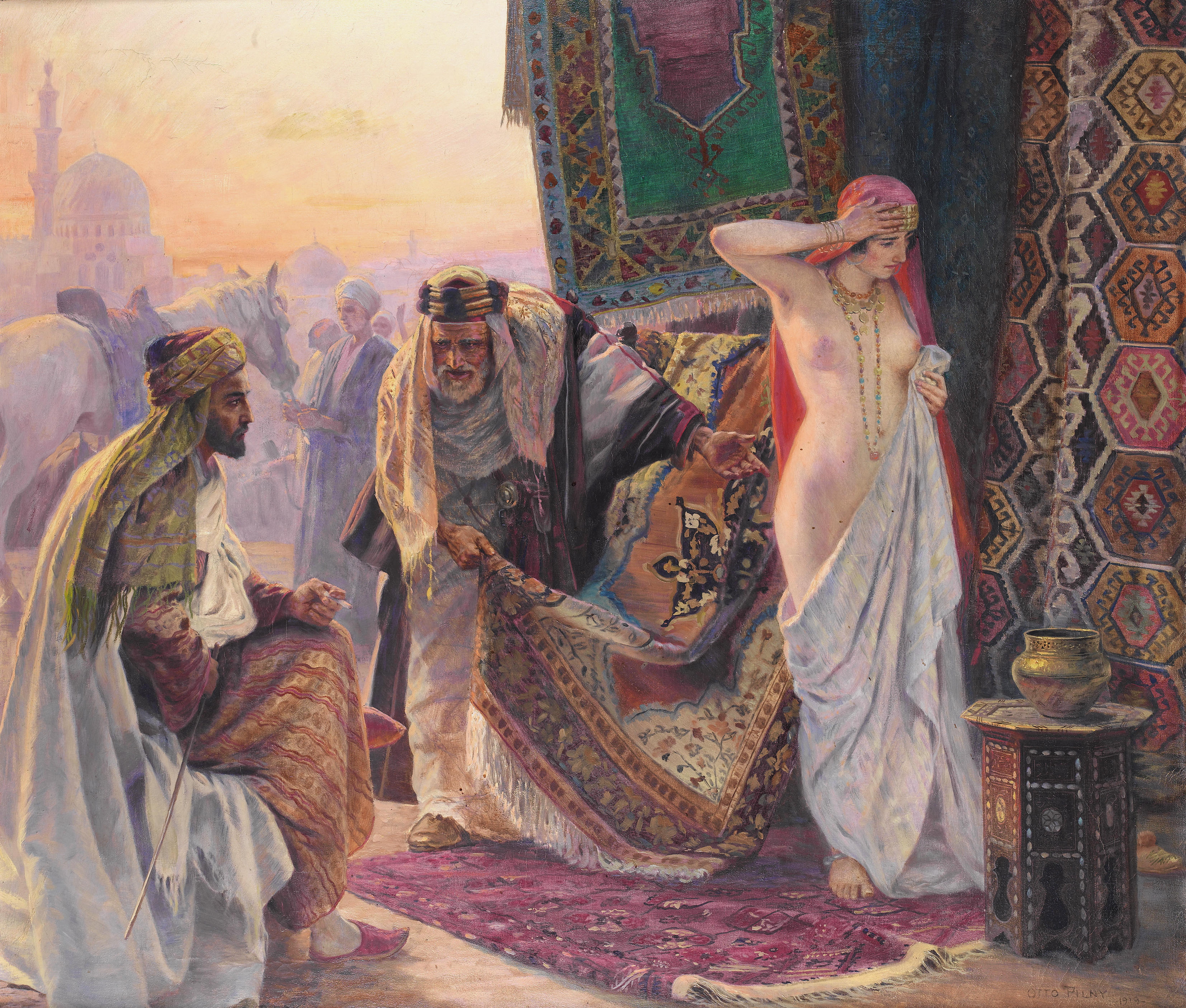
La vendita di una schiava bianca in un mercato arabo. Dipinto di Otto Pilny (1919).

La crescita della presenza di rivali europei lungo la costa orientale portò i commercianti di schiavi arabi a concentrarsi sulle rotte carovaniere via terra attraverso il Sahel e il deserto del Sahara per giungere fino in Nordafrica. L'esploratore tedesco Gustav Nachtigal riferì nel 1870 di aver veduto caravanserragli di schiavi che partivano da Kukawa per raggiungere Tripoli e l'Egitto. Il commercio di schiavi rappresentò la principale fonte di reddito per l'impero Bornu fino al 1898. Le regioni orientali dell'attuale Repubblica Centrafricana non riuscirono mai più a recuperare demograficamente l'impatto causato dalle incursioni provenienti dal Sudan per tutto il XIX secolo; ancora oggi quel territorio ha una densità di popolazione inferiore a 1 persona/km².
Durante gli anni 1870 le iniziative europee contro il commercio degli schiavi causarono una crisi economica il tutto il settentrione sudanese, facendo precipitare la situazione verso la Guerra mahdista; il leader religioso Muhammad Ahmad creò uno stato islamico il quale reintrodusse rapidamente la schiavitù.

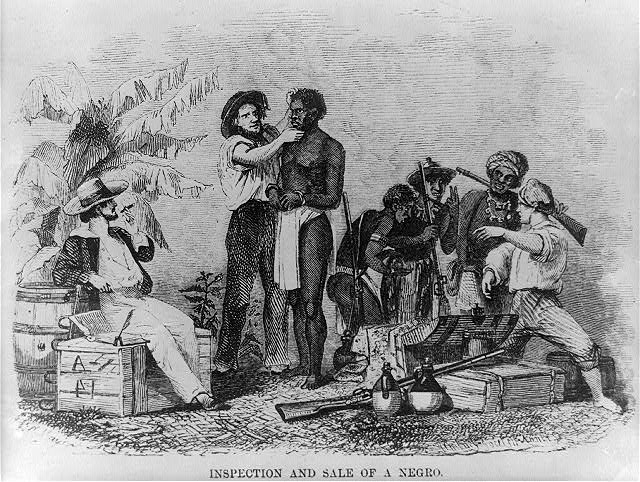
Ispezione e compravendita di schiavi africani nel 1854.

Il "passaggio di mezzo", l'attraversamento dell'oceano Atlantico in direzione delle Americhe, trasportò in massa gli schiavi nelle navi negriere; fu un elemento del ben noto "commercio triangolare" in cui rimasero impegnati portoghesi, olandesi, francesi e inglesi. Le stesse navi che facevano sbarcare gli schiavi nei porti dei Caraibi raccoglievano zucchero, indaco, cotone grezzo e successivamente anche caffè per importarli a Liverpool, Nantes, Lisbona o Amsterdam.
Le navi che a loro volta lasciavano i porti europei per dirigersi nuovamente verso l'Africa occidentale portavano tessuti di cotone stampato (alcuni originari del subcontinente indiano), utensili e bracciali in rame, barre di ferro (più apprezzate dell'oro), cappelli, bigiotteria, polvere da sparo, armi da fuoco e alcol: ad ogni scarico si otteneva un notevole profitto.
La tratta atlantica degli schiavi africani raggiunse il suo picco attorno alla metà del XVIII secolo, quando un maggior numero di schiavi venne catturato durante le spedizioni nell'interno dell'Africa occidentale. Queste vennero tipicamente svolte dagli stessi Stati africani come l'impero Oyo, l'impero Kong, il regno del Benin, il Regno di Fouta Djallon, il regno di Futa Toro, il regno di Koya, il regno di Khasso, l'impero di Kaabu, la confederazione dei Fanti, l'impero ashanti, la confederazione degli Aro ed infine il regno di Dahomey.

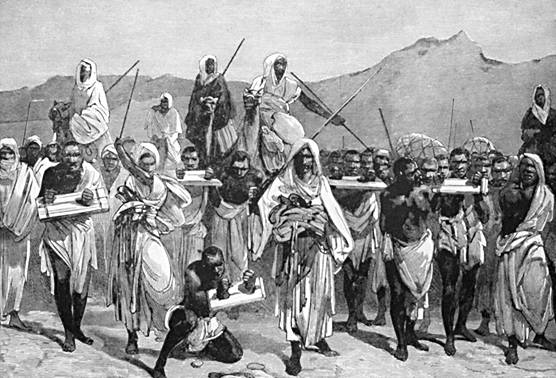
Via carovaniera araba di schiavi africani attraverso il deserto.

Gli europei assai raramente si spinsero all'interno, a causa del timore di malattie tropicali e di una resistenza armata; gli schiavi venivano condotti nei loro avamposti costieri e scambiati con altri beni. Le persone catturate nel corso di queste spedizioni furono spedite dai commercianti europei alle colonie del Nuovo Mondo. Come conseguenza della guerra di successione spagnola (1702-4) il Regno Unito ottenne il monopolio (l'asiento) per il trasporto degli africani prigionieri nel Vicereame della Nuova Spagna.
Si stima che nel corso dei secoli tra i 12 e i 20 milioni di persone siano state deportate come schiavi dall'Africa per opera dei commercianti europei, di cui circa il 15% morirono durante il viaggio transatlantico. La stragrande maggioranza venne portata nelle Americhe, ma ve ne furono anche deportati in Europa e nel Sudafrica britannico.

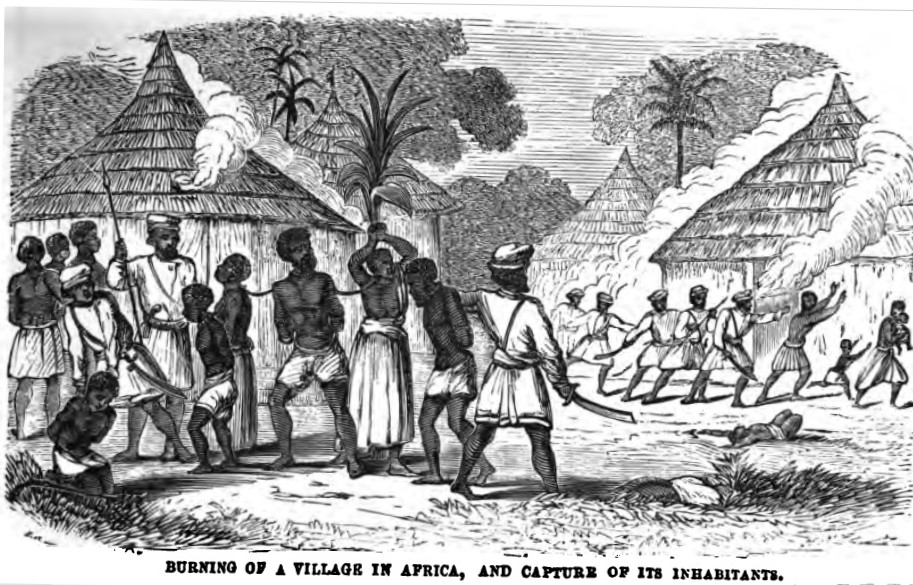
Incendio di un villaggio africano e cattura dei suoi abitanti (12 febbraio 1859).

#### Partecipazione africana alla tratta degli schiavi
Gli stati africani indigeni svolsero un ruolo chiave nel commercio degli schiavi. La schiavitù era una pratica comune in molti Stati dell'Africa subsahariana già molto prima del coinvolgimento degli arabi, dei berberi e degli europei. Ve n'erano di tre tipi o forme; quelli che erano schiavi per conquista, quelli che lo erano a causa di debiti non pagati ed infine quelli i cui genitori li diedero schiavi ai capi tribali. I capi cambiavano poi i propri schiavi con gli acquirenti ottomani e occidentali in cambio di rum, spezie, stoffe o altri beni. La vendita di prigionieri e detenuti fu una pratica comune tra gli africani, i turchi, i berberi e gli arabi nel corso dei secoli.
Tuttavia, poiché lo scambio degli schiavi atlantici aumentò la propria domanda, i sistemi locali che servivano principalmente per l'attuazione della servitù debitoria si ampliarono cominciando a fornire ai commercianti europei gli schiavi di cui necessitavano, modificando in tal maniera anche la dinamica sociale. In ultima analisi minò le economie locali e la stabilità politica in quanto la forza lavoro più vitale dei villaggi erano state imbarcate oltremare in stato di schiavitù; infine le guerre civili divennero più comuni. I crimini precedentemente puniti con altri mezzi lo furono in seguito con la messa in schiavitù.
I prigionieri catturati che vennero venduti furono solitamente composti da gruppi o tribù confinanti o nemici etnici. Questi schiavi non si considerarono quindi parte del gruppo etnico o della propria "tribù" e i re non dovettero pertanto dimostrare una particolare fedeltà nei loro confronti. A volte i re e i capi vendettero anche i criminali per far in modo che non potessero più commettere reati in quel dato territorio. La maggior parte degli altri schiavi si ottennero grazie a rapimenti o fruttando le incursioni che si verificarono da parte degli africani che lavoravano insieme agli europei o agli arabi.
Alcuni re africani rifiutarono invece decisamente di vendere qualsiasi loro prigioniero o criminale. Jaja di Opobo, un ex schiavo egli stesso, rigettò completamente di fare affari tramite il traffico di schiavi. Il sovrano dell'impero ashanti Prempeh I sacrificò anche la propria libertà affinché il suo popolo non avesse dovuto affrontare la schiavitù collettiva.
Prima dell'arrivo dei portoghesi la schiavitù esisteva già nel regno del Congo. Nonostante la sua istituzione durante il suo regno Afonso I del Congo (1509-42) pensò che il commercio schiavista dovesse essere soggetto alla legge congolese; quando sospettò che i portoghesi avessero ricevuto illegalmente degli schiavi scrisse una vibrata lettera di protesta a Giovanni III del Portogallo chiedendogli di porre termine alla pratica.
I sovrani del regno di Dahomey vendettero i propri prigionieri di guerra i quali divennero parte della tratta atlantica degli schiavi africani, in caso negativo sarebbero stati uccisi durante una cerimonia nota come "Annual Customs". Nella sua qualità di uno dei principali Stati schiavisti dell'Africa occidentale Dahomey divenne estremamente impopolare tra i popoli confinanti. Il regno del Benin (ex-Dahomey) divenne sempre più ricco tra il XVI e il XVII secolo proprio grazie al commercio schiavista con gli europei; i prigionieri degli Stati nemici dell'interno furono venduti e portati nelle Americhe in navi olandesi e portoghesi. Il litorale del regno presto venne conosciuto come "Costa degli Schiavi".

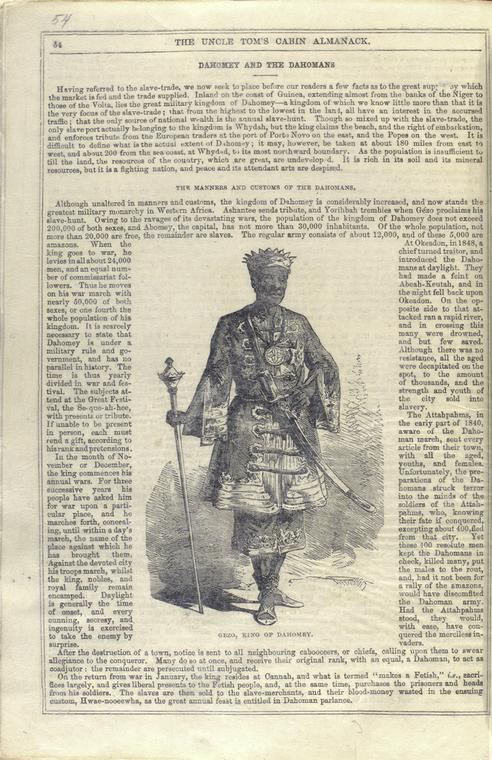
Il sovrano Gezo del regno di Dahomey nel 1854.

Nel 1840 il re Ghézo di Dahomey dichiarò che "il commercio degli schiavi è il principio dominante del mio popolo. È la fonte e la gloria della loro ricchezza... la madre culla il bambino per farlo dormire con canti di trionfo su un nemico ridotto alla schiavitù...".
Come l'impero Bamana ad est, anche i territori dei Khasso dipesero pesantemente dal commercio degli schiavi per la loro economia. Lo status sociale di un clan familiare veniva indicato dal numero di schiavi di sua proprietà; ciò condusse a guerre al solo scopo di ottenere un maggior numero di prigionieri. Questo commerci portò i Khasso a sempre più stretto contatto con gli insediamenti europei della costa occidentale, in particolare con i francesi.
Nel 1807 la Gran Bretagna rese illegale il commercio internazionale degli schiavi e la Royal Navy venne schierata sull'Oceano atlantico per impedire con la forza l'arrivo degli schiavi negli Stati Uniti meridionali, verso cui francesi, spagnoli e olandesi indirizzavano il loro commercio. Il sovrano del regno di Bonny (nell'attuale Nigeria) rimase letteralmente scandalizzato dalla conclusione della pratica: "pensiamo che questo commercio debba continuare. Questo è il verdetto del nostro oracolo e dei sacerdoti. Essi dicono che il tuo paese, per quanto grande, non possa mai fermare un commercio ordinato da Dio stesso".
L'autore Joseph Miller afferma che gli acquirenti preferivano di gran lunga i maschi, ma che in realtà le donne e i bambini fossero più facilmente catturabili. Il viaggio in catene verso la costa poi ne uccideva molti e ne indeboliva altri; malattie e scarsa alimentazione piagava un gran numero di prigionieri. Lo scorbuto risultò essere talmente comune da venir conosciuto come "male del Luanda". Oltre alla morte per malnutrizione, poiché il cibo era limitato, anche l'acqua fu altrettanto scarsa; le precarie condizioni sanitarie nei porti non aiutavano certo a migliorare la situazione. In quanto le forniture risultavano sempre scarse, gli schiavi non erano dotati di vestiti e rimanevano pertanto più esposti anche alle malattie.
Se la paura delle malattie tropicali produceva il terrore, la psiche degli schiavi catturati fu altrettanto sottoposta a forti tensioni. L'ipotesi più diffusa era che gli europei praticassero il cannibalismo; storie e voci si diffusero intorno ai bianchi che catturavano gli africani per poterseli mangiare. Lo scrittore e mercante nigeriano del XVIII secolo Olaudah Equiano raccontò la propria esperienza dolorosa sugli schiavi incontrati nei porti; parlò del suo primo momento a bordo di una nave negriera e si chiese se sarebbe stato mangiato.
La traversata oceanica si rilevava altrettanto terrificante; per ogni 100 africani catturati solo 64 avrebbero raggiunto la costa di vendita e solamente 50 sarebbero giunti sani e salvi nel Nuovo Mondo.
Ma gli schiavisti avevano maggior interesse a catturare e mantenere vivi i prigionieri piuttosto che ad ucciderli; questo fatto, accoppiato con la sproporzionata rimozione dei maschi e l'introduzione di nuove colture provenienti dalle Americhe (manioca e mais) avrebbe determinato una decadenza generale della popolazione in determinate, seppur limitate, regioni dell'Africa occidentale intorno al 1760-1810 e in Mozambico e nelle zone limitrofe mezzo secolo dopo. Le donne poi venivano catturate più spesso per diventare concubine, con i protettori maschi che crearono un mercato d'esportazione appositamente per loro.
L'esploratore britannico Mungo Park ebbe modo d'imbattersi in una carovana di schiavi durante il suo viaggio attraverso il territorio dei Mandingo: "erano tutti curiosi, ma mi guardarono in un primo momento con sguardi di orrore e ripetutamente chiesero se i miei connazionali fossero cannibali. Erano molto desiderosi di sapere cosa gli sarebbe accaduto dopo aver attraversato l'acqua salata. Ho detto loro che venivano impiegati nella coltivazione della terra; ma non mi credettero... Una idea profondamente radicata è che i bianchi acquistano i negri allo scopo di divorarli o di venderli ad altri che poi li avrebbero divorati. Ciò rende naturalmente gli schiavi terrorizzati dal viaggio verso la costa, tanto che i guardiani sono costretti a mantenerli costantemente incatenati e a controllarli molto attentamente per impedire loro la fuga".
Durante il periodo che va tra la fine del XIX e l'inizio del XX secolo la domanda di lavoro per la raccolta intensiva della gomma provocò l'espansione delle frontiere e il lavoro forzato. Sotto la monarchia personale di Leopoldo II del Belgio nello Stato Libero del Congo si videro uccisioni di massa e schiavitù per estrarre le gomma.

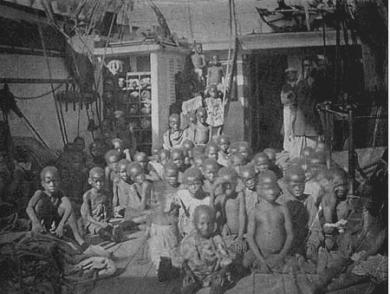
Schiavi su una nave negriera araba intercettata nel 1869 dalla Royal Navy

### Africani sulle navi
Stephanie Smallwood nel suo libro Saltwater Slavery utilizza le memorie di Equiano per descrivere i pensieri generali di molti schiavi a bordo delle navi negriere: "poi, dissi io, come mai in tutto il nostro paese non abbiamo mai sentito parlare di loro? Mi hanno detto perché vivevano molto lontano, poi ho chiesto dove sono le loro donne, se fossero uguali a loro. E perché, dissi io, non le vediamo? Risposero perché sono state lasciate indietro, ho chiesto come faceva la nave ad andare avanti? Mi hanno detto che non potevano dirlo, ma che c'era un panno sugli alberi e con l'aiuto delle corde la nave proseguiva; gli uomini bianchi avevano qualche incantesimo o magia messi nell'acqua per fermare la nave quando volevano. Sono rimasto estremamente stupito di questo. Ho pensato che sarebbe stato da loro, perché mi aspettavo che ci avrebbero sacrificati, ma i miei desideri erano vani: perché eravamo così stanchi che non era possibile a nessuno di noi tentare la fuga".
Documenti come questo sollevano molte domande, perché alcuni schiavi divennero filosofi nel corso del viaggio.  Smallwood mette in evidenza il fatto che le sfide per gli schiavi erano sia fisiche che metafisiche; la prima era costituita dalla sfida di superare i disagi e gli ostacoli, la seconda era unica in quanto il mare aperto avrebbe sfidato la visione degli schiavi africani sull'oceano come abitabile. In sostanza il percorso transatlantico si dimostrò essere la paura maggiore, il che mantenne gli africani in uno stato di soggezione. Combinandola con la mancanza di conoscenza del mare gli africani entrarono in uno stato di ansia mai provato prima.
Eppure anche gli europei temevano il mare, seppur non per lo stesso motivo degli africani. Uno dei loro dilemmi maggiori fu il senso del tempo; gli africani usavano il tempo stagionale per prevedere tempi e giorni. La Luna poteva offrire un senso del tempo, ma questa era utilizzata in altre culture. Sul mare gli africani cominciarono ad usare la luna per poter contare i giorni, ma il mare non offriva variazioni stagionali per far sapere loro da quanto tempo si trovassero in viaggio.
Il conteggio dei giorni non era tuttavia la priorità principale; sopravvivere alla traversata rappresentava l'incubo maggiore. Nessuno poteva sfuggire alle malattie quando i vicini infettavano tutti, equipaggio compreso. La morte risultò essere talmente comune che le navi vennero denominate "tumbeiros" o "tombe galleggianti".
Quello che sconvolse maggiormente fu la gestione della morte. Smallwood dice che le tradizioni africane sulla morte erano delicate e basate sulla partecipazione dell'intera comunità. Sulle navi i corpi sarebbero stati gettati in mare e, poiché il mare raffigurava cattivi presagi, i corpi gettati in mare rappresentarono una forma di purgatorio, mentre la nave costituì una forma dell'inferno. Alla fine gli africani avrebbero dovuto sopravvivere a malattie, malnutrizione, spazio limitato, morte ravvicinata ed infine al trauma psicologico.

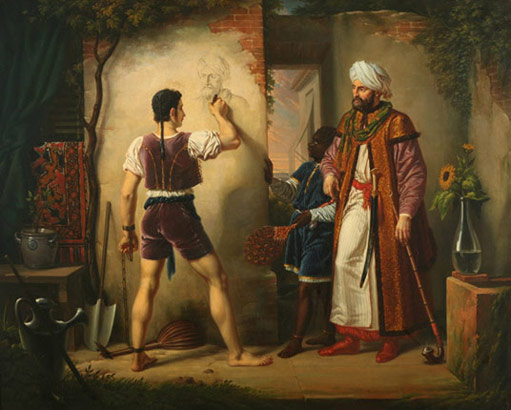
Filippo Lippi ridotto in schiavitù ad Algeri mentre ritrae il proprio padrone. Dipinto di Pierre-Nolasque Bergeret.

### Nordafrica
Ad Algeri durante il periodo dell'Algeria ottomana fino ai primi tre decenni del XIX secolo all'incirca 1,5 milioni di europei cristiani furono catturati e costretti in schiavitù. Questo portò infine al bombardamento di Algeri (1816) da parte di inglesi e olandesi, costringendo il bey a liberare molti di questi schiavi.

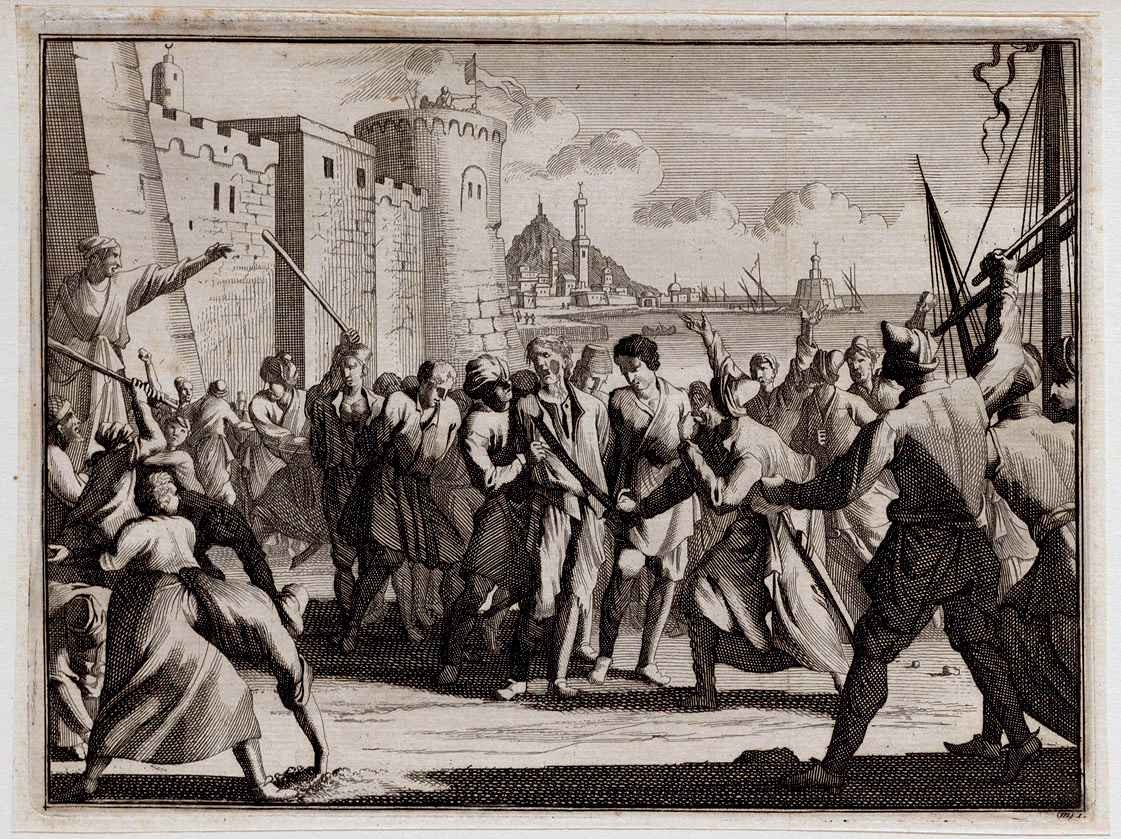
Prigionieri cristiani fatti schiavi ad Algeri in una stampa del 1706.

### Epoca contemporanea

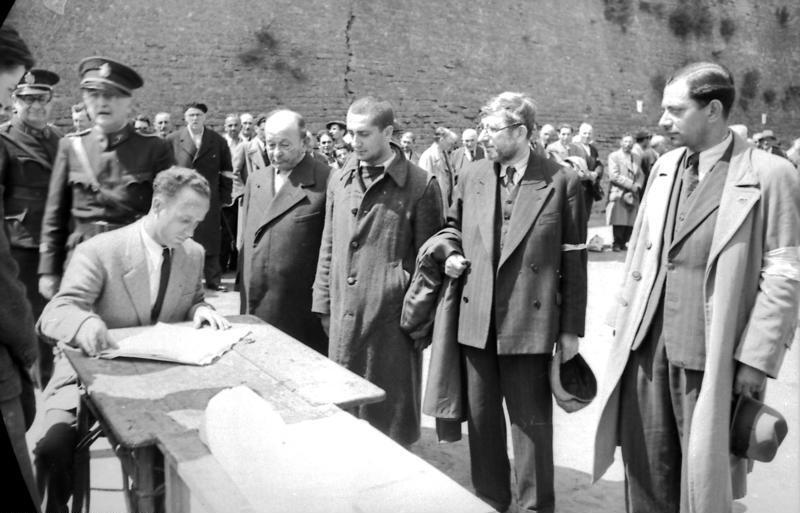
Registrazione di ebrei da parte dei nazisti per il lavoro forzato. Belgrado, aprile del 1941.

Il traffico di minorenni è stato segnalato nelle attuali Nigeria e Benin. In alcune parti del Ghana una famiglia può essere punita per un'offesa costringendola a ricorrere alla cessione di una ragazza vergine la quale dovrà servire in schiavitù sessuale all'interno della famiglia offesa; in questo caso la donna non ottiene il titolo o lo status di moglie. In alcune regioni del Ghana, del Togo e del Benin la Trokosi o "schiavitù rituale" persiste, anche se illegale (dal 1998 in Ghana). In questo sistema le giovani ragazze vergini vengono consegnate come schiave nei santuari tradizionali per essere utilizzate sessualmente dai sacerdoti, oltre che fornire gratuitamente il proprio lavoro.
Durante la seconda guerra civile in Sudan molte persone sono state ridotte in schiavitù; le stime dei rapimenti variano tra i 14 e i 200.000. Rapire donne e bambini Dinka è stata una pratica comune. In Mauritania si stima che fino a 600.000 persone, il 20% dell'intera popolazione, siano attualmente schiave e molte di queste vengano usate nel lavoro forzato: la schiavitù nel paese è stata criminalizzata ufficialmente nel 2007.
Durante il conflitto del Darfur iniziato nel 2003 molte persone sono state rapite dagli Janjawid e vendute come schiavi per i lavori agricoli, domestici e per la schiavitù sessuale.
Schiavitù sessuale e lavoro forzato sono comuni anche in gran parte dell'attuale Repubblica Democratica del Congo.
Sempre più evidente è stata l'emersione, alla fine degli anni novanta, della schiavitù sistematica nelle piantagioni di cacao in buona parte dell'Africa occidentale.

### Tratta libica degli schiavi contemporanea
Durante la seconda guerra civile in Libia i libici hanno cominciato a catturare alcuni dei migranti subsahariani che cercavano di raggiungere l'Unione europea e li hanno venduti in veri e propri mercati degli schiavi. Questi riescono a volte ad essere riscattati dalle proprie famiglie, ma nel frattempo sono costretti a lavorare e a subire maltrattamenti, fino a giungere agli estremi di lasciarli morire di fame. Le donne subiscono spesso violenza sessuale per finire con l'essere vendute a bordelli.
Molti migranti minorenni, sia maschi che femmine, soffrono in Libia anche di abusi e stupri.
Con l'acuirsi della crisi migratoria gli Stati europei hanno condotto trattative con la Libia, nel tentativo di arginare il fenomeno migratorio, che hanno portato alla creazioni di Centri di raccolta e detenzione migranti nel deserto paragonati da vari autori a dei gulag.

## Americhe

### Tra i popoli indigeni
Nella Mesoamerica delle civiltà precolombiane le forme più comuni di schiavitù furono quelle dei prigionieri di guerra e dei debitori. Le persone non in grado di pagare i debiti potevano essere condannate a lavorare come schiave per i creditori fino a quando i debiti non fossero stati rimessi. La guerra fu importante per la società maya in quanto le incursioni nelle aree circostanti fornivano le vittime necessarie per il sacrificio umano, nonché schiavi per la costruzione dei templi. La stragrande maggioranza delle vittime furono prigionieri di guerra o servi per debiti (vedi servitù debitoria).
Secondo gli scritti aztechi ben 84.000 persone vennero sacrificate durante l'inaugurazione di un tempio nel 1487. La schiavitù però solitamente non fu ereditaria, i figli degli schiavi nascevano liberi. Nell'impero Inca i lavoratori erano soggetti ad una "mita" in sostituzione delle tasse, che pagavano lavorando per il governo. Ogni ayllu o famiglia estesa avrebbe deciso quale membro inviare per ottemperare alla legge; non è chiaro se tale lavoro obbligatorio o corvée fosse considerata una vera e propria schiavitù. Il Vicereame della Nuova Spagna adottò lo stesso sistema, in particolare per le proprie miniere d'argento in Bolivia.
Altre società e tribù schiaviste del Nuovo Mondo furono i Tehuelche della Patagonia, i Comanche del Texas, i Caribe di Dominica, i Tupinamba del Brasile, le società di pescatori nativi americani Yurok (che vissero lungo la costa tra l'Alaska e la California), i Pawnee e i Klamath. Molti popoli indigeni della costa del Pacifico nord-occidentale come gli Haida e i Tlingit vennero tradizionalmente conosciuti come forti guerrieri e commercianti di schiavi; qui la schiavitù risultava essere ereditaria oltre che conseguenza di prigionia in guerra. In alcune tribù del nord-ovest del Pacifico all'incirca 1/4 della popolazione era schiava.
Una prima letteratura degli schiavi venne inizialmente composta in lingua inglese da John R. Jewitt, che era stato ridotto in schiavitù quando la sua nave venne catturata nel 1802; le sue memorie forniscono un quadro dettagliato della vita di uno schiavo, affermando che ve ne fossero in gran numero.

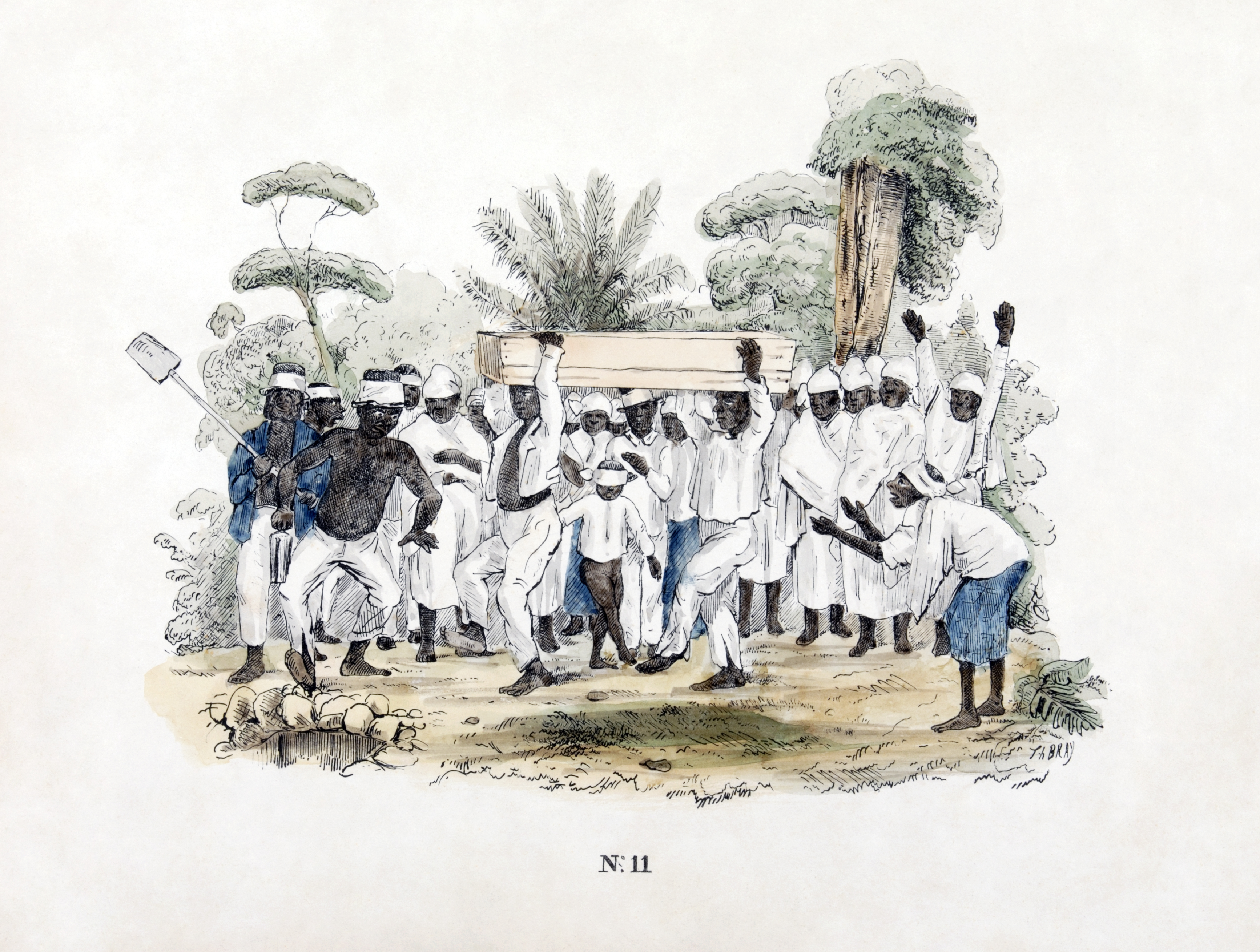
Funerale di schiavi nella piantagione della Guyana olandese. Litografia colorata stampata intorno al 1840-1850, digitalmente restaurata.

### America spagnola
La domanda per la raccolta intensiva del caucciù in Amazzonia provocò l'espansione delle frontiere e una diffusa schiavitù in tutta l'America Latina. I popoli indigeni vennero cacciati e messi in schiavitù, come parte del boom economico dovuto alla gomma, in Ecuador, Perù, Colombia e Brasile. Nell'America centrale i filettatori del caucciù parteciparono alla messa in schiavitù delle popolazioni indigene dei Guatuso-Maleku oltre che per usarli nel servizio domestico.

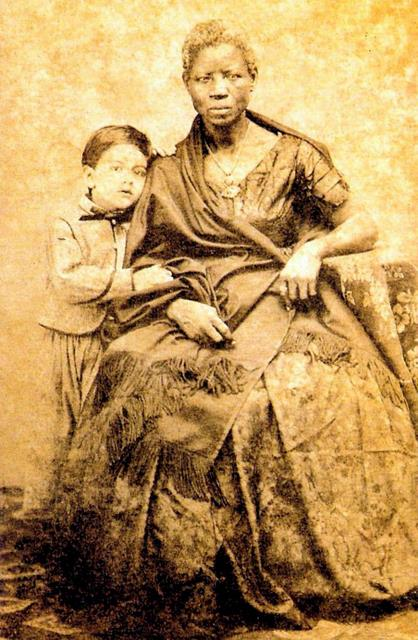
Bambino bianco con la sua domestica schiava nera nell'Impero del Brasile (1860).

### Brasile
La schiavitù fu di forte sostegno per lo sviluppo dell'economia coloniale brasiliana, soprattutto nella produzione di minerali e canna da zucchero. Il 35,3% di tutti gli schiavi coinvolti nella tratta atlantica degli schiavi africani finì nella colonia del Brasile, per un totale di oltre 4 milioni di schiavi (più di qualsiasi altro paese). A partire dal 1550 i portoghesi cominciarono a comprare gli schiavi africani per farli lavorare nelle piantagioni di zucchero, una volta che i nativi Tupi iniziarono a scarseggiare. Anche se il primo ministro dell'impero portoghese Sebastião José de Carvalho e Melo abolì la schiavitù nel Portogallo europeo a partire dal 1761, essa continuò prospera nelle colonie d'oltremare. La schiavitù venne praticata da tutte le classi sociali, vi furono proprietari poveri e schiavi di altri schiavi.

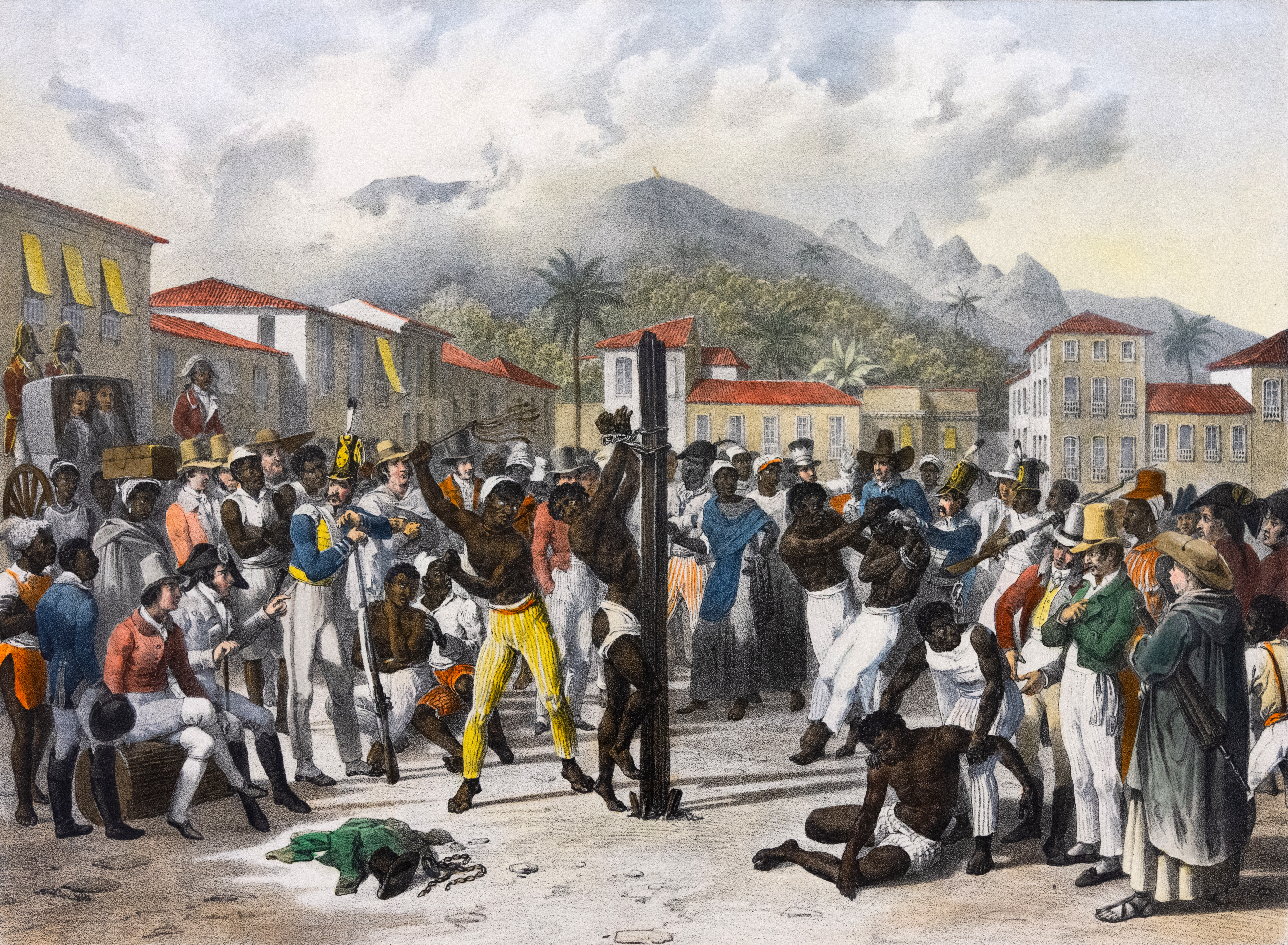
Fustigazione di uno schiavo nero brasiliano. Dipinto di Johann Moritz Rugendas (1827-35).

A San Paolo i bandeirantes, avventurieri principalmente di origini portoghesi o miste, penetrarono costantemente verso ovest alla ricerca di schiavi nativi. Lungo il Rio delle Amazzoni e i suoi maggiori affluenti ripetuti scontri e attacchi punitivi lasciarono il segno. Nel 1740 un viaggiatore francese descrisse centinaia di chilometri di banchine fluviali senza il minimo segno di vita umana e villaggi una volta fiorenti devastati e vuoti. In alcune zone del bacino dell'Amazzonia ed in particolare tra i Guaraní del Sud brasiliano e del Paraguay. La compagnia del Gesù organizzò le riduzioni gesuite lungo le linee militarizzate del commercio schiavista. Ancora nella seconda metà del XIX secolo molti nativi americani risultarono trovarsi in uno stato di schiavitù e costretti a lavorare nelle piantagioni di caucciù.

#### Resistenza e abolizione
Gli schiavi fuggitivi formarono comunità di Cimarroni, le quali svolsero un ruolo importante nella storia brasiliana e di altri paesi come la Guyana olandese, Porto Rico, la Capitaneria generale di Cuba e la Colonia della Giamaica; nella Colonia del Brasile i villaggi cimarroni furono chiamati palenques o quilombos. Essi sopravvissero con la coltivazione di verdure e soprattutto attraverso la caccia, ma anche compiendo incursioni nelle piantagioni; in questi attacchi si davano alla devastazione bruciando i raccolti, rubando il bestiame e gli strumenti di lavoro, uccidendo i padroni e invitando gli altri schiavi ad aderire alle loro comunità libere.

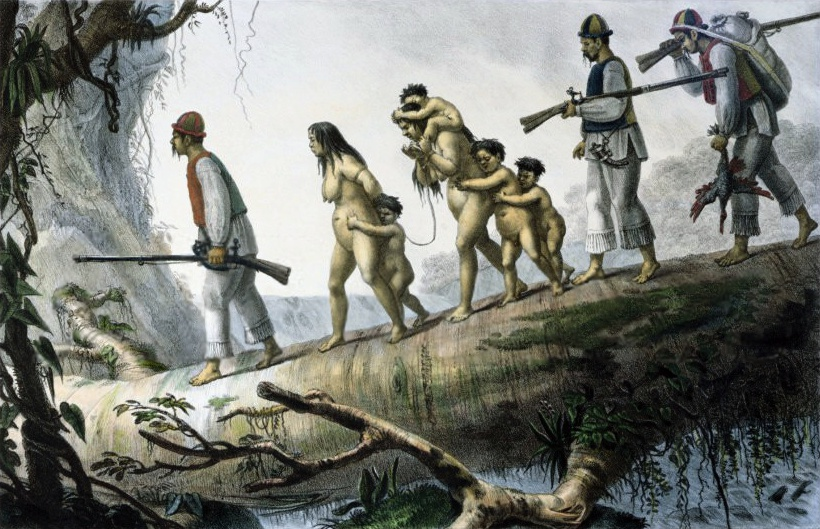
Una famiglia Guaraní catturata dai cacciatori di schiavi indiani. Di Jean-Baptiste Debret (1830 circa).

Jean-Baptiste Debret, un pittore francese attivo in Brasile nei primi decenni del XIX secolo, iniziò a dipingere ritratti di membri della famiglia reale; ben presto però si occupò anche della schiavitù dei neri e degli abitanti indigeni. I suoi dipinti sul tema contribuirono a portare l'attenzione dell'opinione pubblica sulla questione sia in Europa che nel Brasile stesso.
Il gruppo di riformatori sociali appartenenti alla Clapham, impegnati nell'evangelizzazione, fecero vaste campagne antischiavismo durante gran parte del XIX secolo, invitando la Gran Bretagna ad utilizzare la propria influenza e il suo potere per fermare il traffico degli schiavi in Brasile. Oltre agli evidenti squilibri in campo morale, il basso costo dello zucchero brasiliano prodotto dagli schiavi significò che le colonie delle Indie occidentali britanniche non furono in grado di abbinare i prezzi di mercato dello zucchero. Questa combinazione di fatti condusse all'intensiva pressione del governo britannico per costringere i brasiliani a porre fine alla pratica schiavista, continuando per parecchi decenni.
Per la prima volta il commercio degli schiavi stranieri venne vietato nel 1850, mentre nel 1871 furono liberati i figli degli schiavi; nel 1885, infine, si affrancarono tutti gli schiavi di età superiore ai 60 anni. La guerra della triplice alleanza (1864-70) contribuì anch'essa notevolmente alla fine della schiavitù in quanto molti schiavi si arruolarono in cambio della libertà. Per tutto il periodo coloniale in Brasile la schiavitù fu sempre più una condizione sociale piuttosto che razziale. Alcune delle personalità di maggior rilievo del tempo come lo scrittore Joaquim Maria Machado de Assis e l'ingegnere André Rebouças ebbero origini nere.
La grande siccità del 1877-78 nel Nord-Est brasiliano, coltivato principalmente a cotone, condusse a grandi turbolenze, alla fame, alla povertà e alla migrazione interna. Mentre i titolari di piantagioni più ricchi si precipitarono a vendere i loro schiavi a Sud, crebbero la resistenza e il risentimento popolari, che ispirarono numerose società di emancipazione. Queste riuscirono a far vietare totalmente la schiavitù nella provincia di Ceará entro il 1884.
A livello nazionale la schiavitù venne fatta legalmente concludere il 13 maggio del 1888 tramite la Lei Áurea. Negli ultimi decenni si rivelò essere un'istituzione in decadenza, dal momento che a partire dall'inizio del 1880 il paese aveva cominciato ad utilizzare al suo posto il lavoro degli immigrati europei. Il Brasile fu l'ultima nazione dell'emisfero occidentale ad abolire la schiavitù.

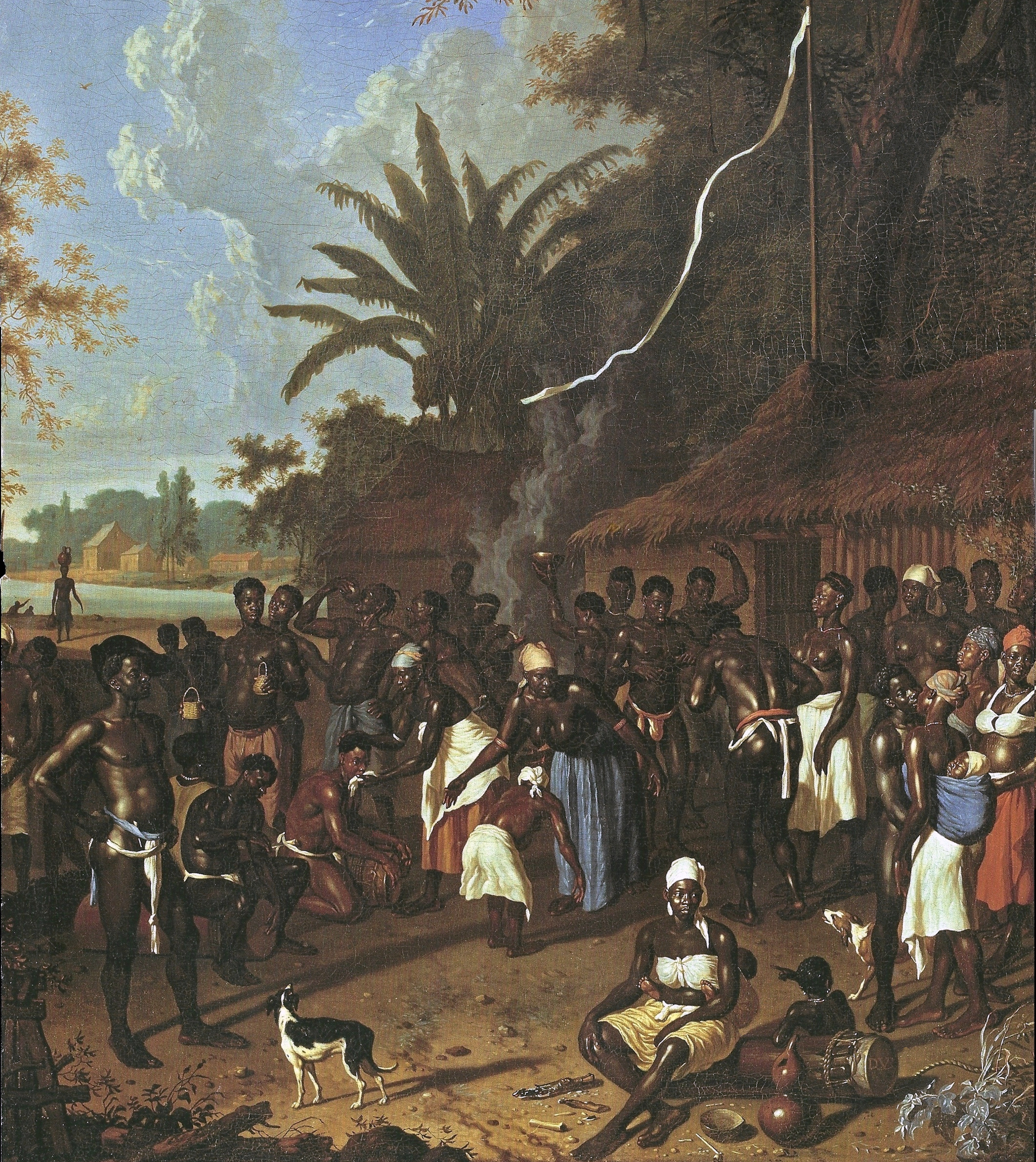
Dipinto del XVIII secolo di Dirk Valkenburg che mostra gli schiavi di una piantagione durante una danza cerimoniale.

### Caraibi britannici e francesi
La schiavitù era comune in quelle parti dei Caraibi controllate da francesi e britannici. Le isole delle Piccole Antille, Barbados, Saint Kitts e Nevis, Antigua, Martinica e Guadalupa, che rappresentarono le prime importanti compagnie schiavistiche caraibiche, iniziarono l'uso diffuso di schiavi africani verso la fine del XVII secolo favorite in ciò dalle loro economie convertite dalla produzione di canna da zucchero.
A partire dal 1778 i francesi deportarono annualmente circa 13.000 africani nelle Antille francesi.
Nel 1685 per regolare il commercio schiavista Luigi XIV di Francia fece adottare il Code noir il quale attribuì alcuni diritti umani agli schiavi e definendo al contempo le responsabilità dei padroni, che furono obbligati così a nutrire, vestire e fornire un certo status di benessere generale ai propri schiavi. I neri liberi possedettero in questo lasso di tempo almeno 1/3 di tutte le piantagioni di proprietà e 1/4 degli schiavi totali a Saint-Domingue.
La schiavitù nella Prima Repubblica Francese venne abolita il 4 febbraio del 1794. Quando si rese evidente che Napoleone Bonaparte intendeva ricostituire l'istituto della schiavitù, Jean-Jacques Dessalines e Alexandre Sabes Pétion cambiarono le loro posizioni da filo-governative che erano state fino ad allora a partire dall'ottobre del 1802. Il 1º gennaio del 1804 Dessalines, nella sua qualità di nuovo leader sotto la costituzione dittatoriale del 1801, dichiarò Haiti una repubblica libera.
Haiti divenne così la seconda nazione indipendente del continente americano dopo gli Stati Uniti, con l'unica rivolta degli schiavi che ebbe successo nella storia del mondo.

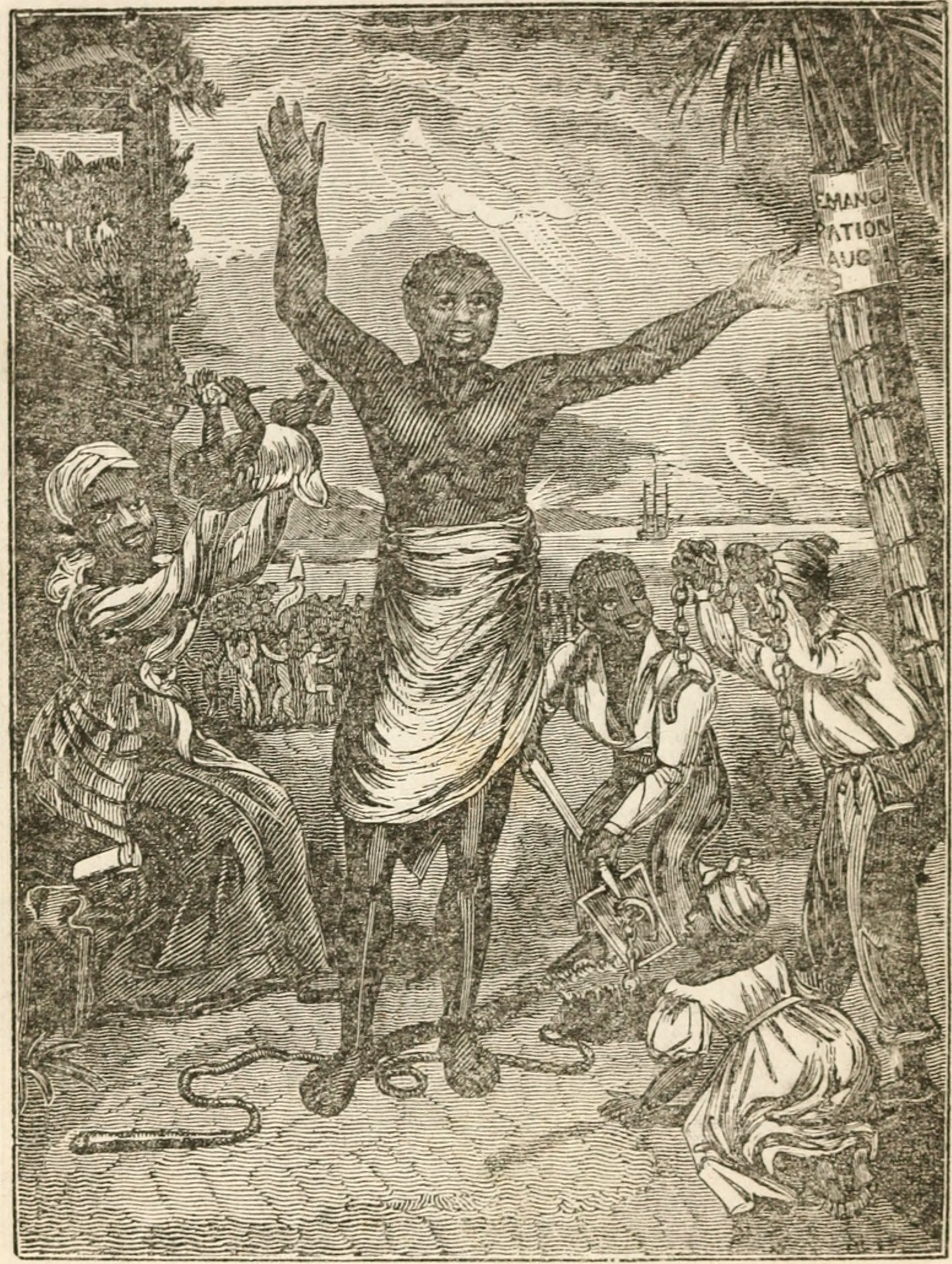
"Liberty!" Un giovane schiavo africano festeggia il proclama di emancipazione britannico (1839).

L'Inghilterra annunciò nel 1833 che gli schiavi presenti nei propri territori sarebbero stati completamente liberati entro il 1840. Nel frattempo il governo decretò che gli schiavi rimasti nelle piantagioni avrebbero assunto lo status di "apprendista" per i successivi sei anni.
A Port of Spain, nell'isola di Trinidad, il 1º agosto del 1834 un gruppo disarmato composto principalmente di anziani neri si diresse al Governatorato generale in cui si stava discutendo della nuova legislazione cominciando a cantare Pas de six ans. Point de six ans, coprendo la voce del governatore. Le proteste pacifiche proseguirono fino a quando non venne adottata una risoluzione che abrogava l'apprendistato, dichiarando così la libertà di fatto. L'emancipazione completa per tutti fu legalmente concessa anticipatamente il 1º agosto del 1838, rendendo in tal modo Trinidad la prima colonia britannica con presenza di schiavi ad aver abolito totalmente la schiavitù.
Dopo che l'impero britannico abolì la schiavitù comincio a far pressioni (usando anche il blocco navale contro le navi negriere, "Blockade of Africa") sulle altre nazioni europee perché facessero lo stesso; vennero seguiti dai francesi Saint-Domingue aveva già realizzato la propria indipendenza e costituì la repubblica indipendente haitiana. Le isole ancora controllate dai francesi si limitarono nel corso del tempo ad alcune isole minori delle Piccole Antille.

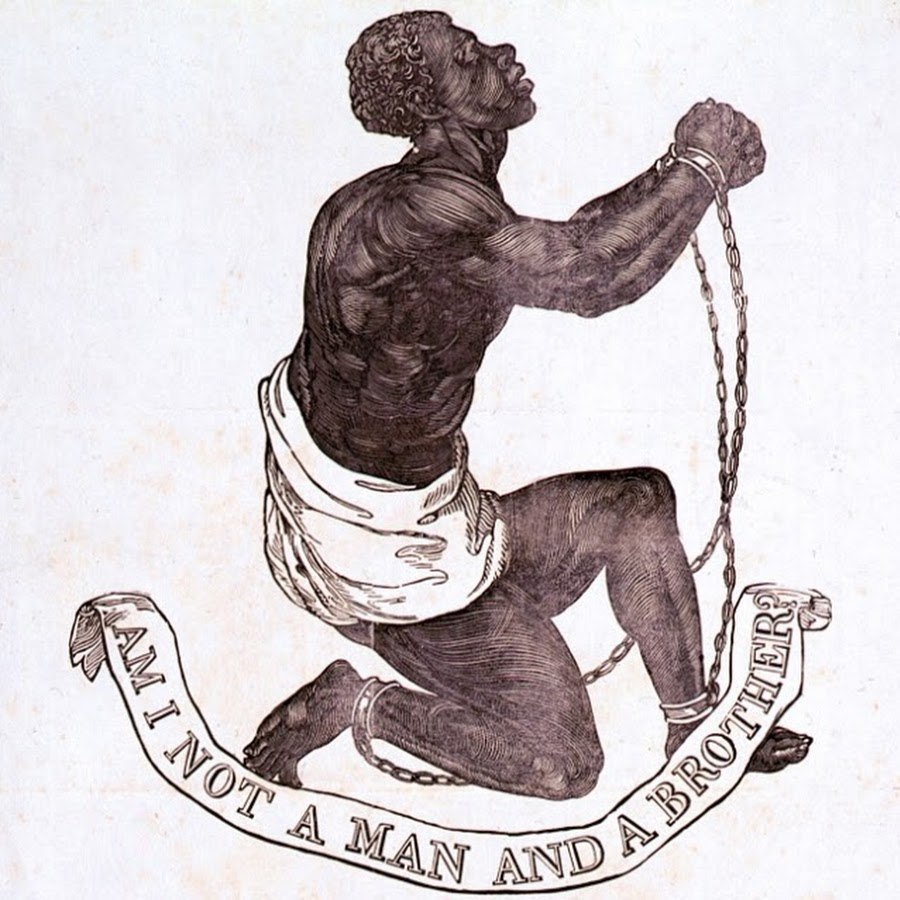
"Non sono un uomo e un fratello?" Medaglione ufficiale dell'Anti-Slavery Society, creato come parte della campagna per l'abolizionismo di Josiah Wedgwood (1787).

Canada
Cuba

### Nordamerica anglosassone

#### Eventi iniziali
Nel 1619 venti africani furono deportati nella colonia inglese di Jamestown. Gli storici sono incerti se la pratica giuridica della schiavitù cominciò allora, poiché alcuni i loro avevano lo status di servitù debitoria; l'autore Alden T. Vaughn dice che la maggior parte concorda sul fatto che sia gli schiavi neri che i servi per debiti esistessero già nel 1640.
Solo una frazione dei neri condotti nel Nuovo Mondo attraverso la tratta atlantica degli schiavi africani giunse nel Nord America Britannico, forse solo il 5% del totale. La stragrande maggioranza degli schiavi fu dirottata nelle colonie caraibiche, nel Vicereame della Nuova Spagna o nella Colonia del Brasile prima e nel Regno Unito di Portogallo, Brasile e Algarve poi.
Nel 1680, con il consolidamento della compagnia mercantile Royal African Company, gli schiavi africani iniziarono a giungere in numero sempre maggiore nelle colonie inglesi e tale istituzione continuò ad essere protetta dal governo: i colonizzatori cominciarono pertanto ad acquistare schiavi in modo massiccio.

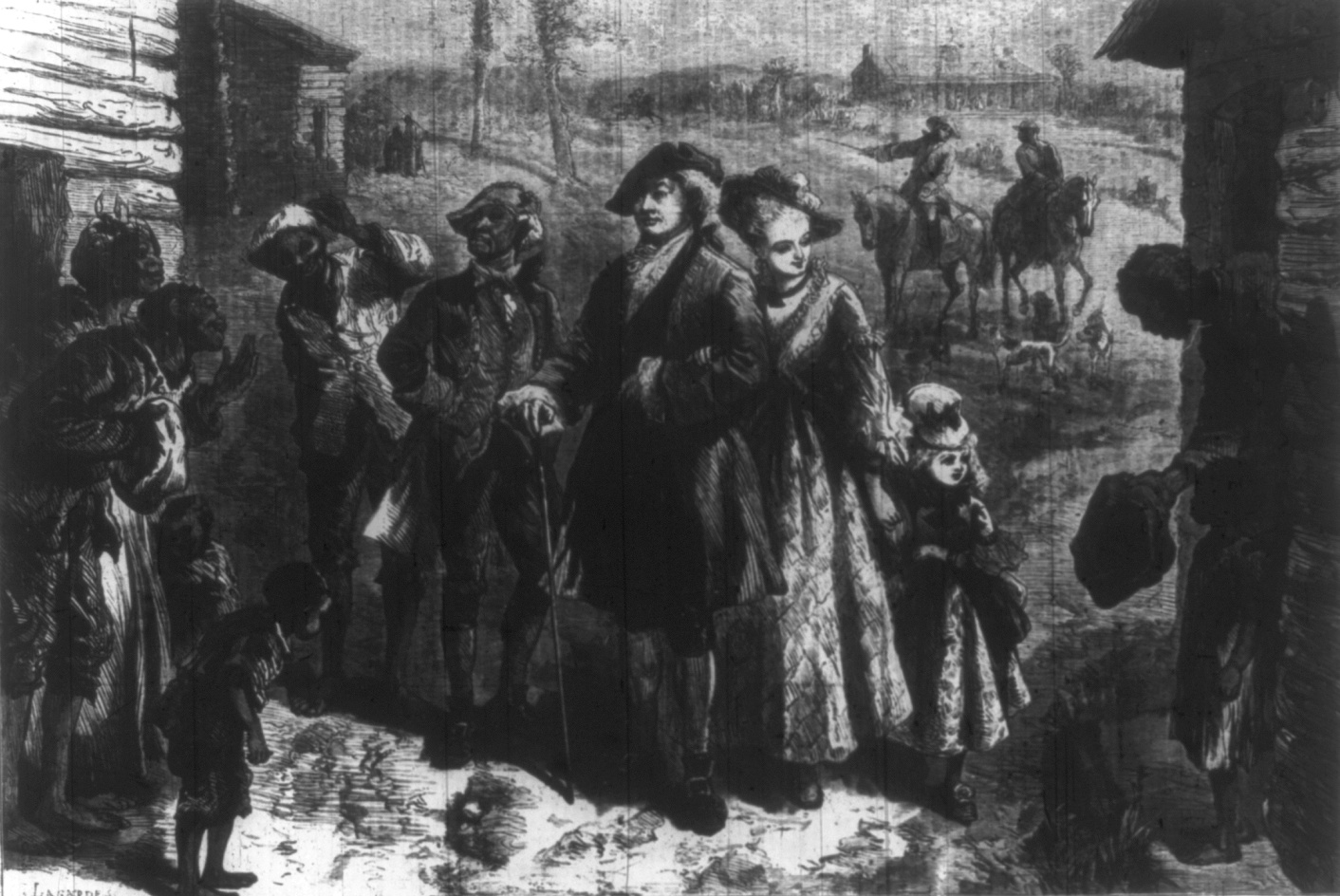
Proprietario e famiglia di una piantagione della Virginia che fa visita, ben vestito, ai quartieri dello schiavo.

#### Legislazioni sulla schiavitù nelle colonie
- 1640: il tribunale della Virginia condanna John Punch alla schiavitù a vita; si tratta dell'emanazione della prima sanzione giuridica ufficiale della schiavitù nelle colonie inglesi[110].
- 1641: il Massachusetts legalizza la schiavitù[111].
- 1650: il Connecticut legalizza la schiavitù.
- 1654: la Virginia sanziona "il diritto dei negri a possedere degli schiavi appartenenti alla propria razza"; questo dopo che l'africano Anthony Johnson, ex servo debitorio, citò in giudizio il caso inerente ad un uomo nero di nome John Casor il quale non fu dichiarato servo per debiti bensì "schiavo a vita"[112].
- 1661: la Virginia riconosce ufficialmente la schiavitù per statuto.
- 1662: uno statuto della Virginia dichiara che i bambini nati avrebbero avuto lo stesso status della madre.
- 1663: il Maryland legalizza la schiavitù.
- 1664: la schiavitù viene legalizzata a New York e nel New Jersey[113].
- 1670: la Carolina (più tardi suddivisa in Carolina del Sud e Carolina del Nord) è fondata principalmente da coltivatori provenienti dalla colonia britannica sovrappopolata di Barbados; tale fatto portò un numero relativamente elevato di schiavi africani dall'isola[114].

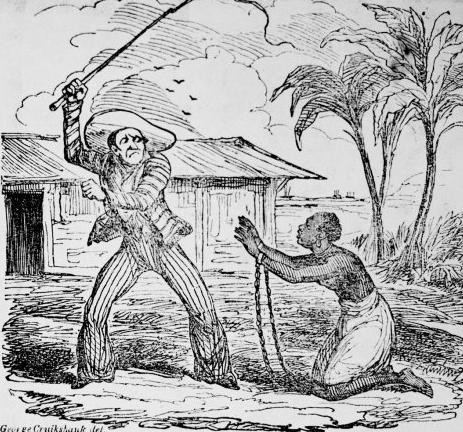
Un piantatore con una frusta si prepara a colpire una schiava negra che è incatenata e spogliata fino alla vita. Illustrazione di George Cruikshank.

#### Sviluppo della schiavitù
Il passaggio dalla servitù debitoria alla schiavitù degli africani venne incitata da una classe di ex servi che aveva terminato di lavorare secondo i termini dei loro creditori e che erano divenuti concorrenti dei loro ex padroni. Questi nuovi servi affrancati furono raramente in grado di sostenersi adeguatamente fintanto ché l'industria del tabacco diveniva sempre più dominata dai grandi piantatori. Ciò causò disordini interni i quali culminarono nella Bacon's Rebellion. Al suo termine il "bene mobile" costituito dallo schiavo divenne la norma nelle regioni maggiormente controllate dalle piantagioni.
Le Fundamental Constitutions of Carolina (1669) stabilirono un modello secondo cui una rigida gerarchia sociale collocava gli schiavi sotto l'autorità assoluta del loro padrone. Con l'evoluzione dell'economia delle piantagioni nella zona costiera del Sud Carolina, basata essenzialmente sulla coltivazione del riso, si creò una società schiavista la quale divenne poi il modello unico per l'economia del cotone in tutto il profondo Sud. Questo stato di cose venne guidato dall'emergere di una maggioranza della popolazione costituita da schiavi, che richiedeva la repressione e spesso l'uso brutale della forza per poter mantenere il controllo. La giustificazione della schiavitù dei neri si sviluppò in un quadro concettuale di "superiorità razziale bianca" associato ad un privilegio aristocratico.
Nel corso del XVII e del XVIII secolo si svolsero diverse rivolte locali: nella Contea di Gloucester nel 1663, la ribellione del 1712 avvenuta a New York, la ribellione di Stono nel 1739 e il cosiddetto Grande Complotto Nero del 1741.

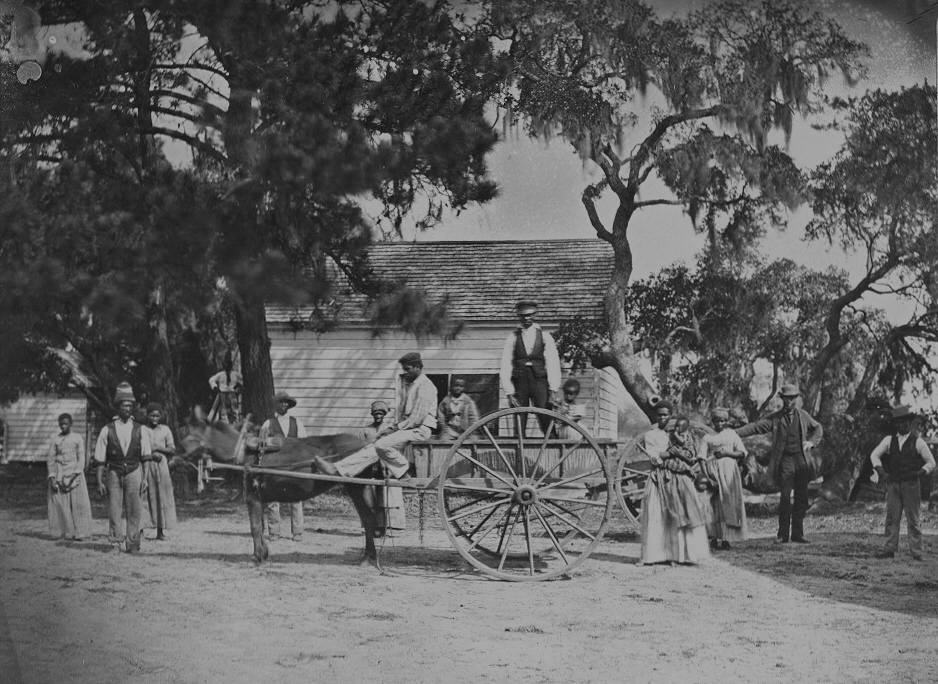
Schiavi afroamericani in Carolina del Sud nel 1862-3.

#### Primo diritto degli Stati Uniti
La Repubblica del Vermont vietò la schiavitù nella sua carta costituzionale del 1777 e tale divieto si mantenne anche con il suo ingresso negli Stati Uniti nel 1791. Tramite l'Ordinanza del nordovest del 1787 il Congresso della confederazione proibì la schiavitù nei territori situati a Nordovest del fiume Ohio. Entro il 1804 i fautori dell'abolizionismo negli Stati Uniti d'America riuscirono a far promulgare la legislazione che avrebbe posto termine alla schiavitù giuridica in tutti gli Stati Uniti d'America nord-orientali (con gli schiavi oltre una certa età trasformati legalmente in servitori). Il Congresso vietò l'importazione o l'esportazione internazionale di schiavi il 1º gennaio del 1808; ma non ne proibì il commercio interno.
Nonostante le azioni degli abolizionisti i neri liberi rimasero comunque soggetti alla segregazione razziale. La schiavitù fu legale nella maggior parte del Canada fino al 1833, ma in seguito offrì la possibilità di un paradiso terreno per centinaia di schiavi fuggitivi. I rifugiati scapparono dal Sud attraversando il fiume Ohio in direzione nord attraverso quello che è passato alla storia come Underground Railroad. I governi degli Stati Uniti d'America medio-occidentali asserirono argomenti di diritto statale per rifiutare la giurisdizione federale sui fuggitivi; alcuni giudici esercitarono la loro prerogativa di annullamento delle sentenze della giuria popolare e rifiutarono di condannare coloro che erano stati accusati ai termini del Fugitive Slave Law del 1850.
A seguito della promulgazione del Kansas-Nebraska Act nel 1854 un vero e proprio conflitto armato scoppiò nel territorio del Kansas, ove la questione della sua ammissione all'Unione come stato libero o schiavista venne lasciata alla decisione degli abitanti. L'abolizionista radicale John Brown fu parte attiva negli scontri e finì col rimanere ucciso nei "Bleeding Kansas". Il vero punto di svolta dell'opinione pubblica si delineò però meglio davanti al tentativo di modifica costituzionale (la "Lecompton Constitution").
Gli elementi pro-schiavisti giunti dal Missouri si organizzarono rapidamente in un autogoverno territoriale, escludendovi di fatto gli abolizionisti. Attraverso gli apparati di giustizia locale e tramite atti di violenza la fazione schiavista tentò di forzare una costituzione statale pro-schiavitù la quale si rilevò però decisamente impopolare. Il fatto fece infuriare i politici locali i quali si misero a sostenere la sovranità popolare in direzione dell'abolizionismo. Il tutto venne ulteriormente esacerbato dall'amministrazione del presidente degli Stati Uniti d'America James Buchanan, che rinnegò la promessa fatta di sottoporre la nuova costituzione a un referendum che sicuramente non avrebbe avuto successo.
I legislatori anti-schiavisti tornarono alla carica iscrivendosi tutti al Partito Repubblicano da poco costituito. La Corte suprema degli Stati Uniti d'America nella sentenza Dred Scott contro Sandford del 1857 affermò che si poteva mantenere la proprietà privata in qualsiasi luogo, anche se la proprietà fosse stata un "bene mobile" (cioè uno schiavo) e se si fosse attraversato un territorio libero: affermò inoltre che gli afroamericani non potevano essere considerati cittadini federali.
I critici indignati in tutto il Nord denunciarono questi episodi come l'ultimo atto della "potenza negriera" (i possessori di schiavi politicamente organizzati) la quale accresceva il proprio controllo sull'intera nazione.

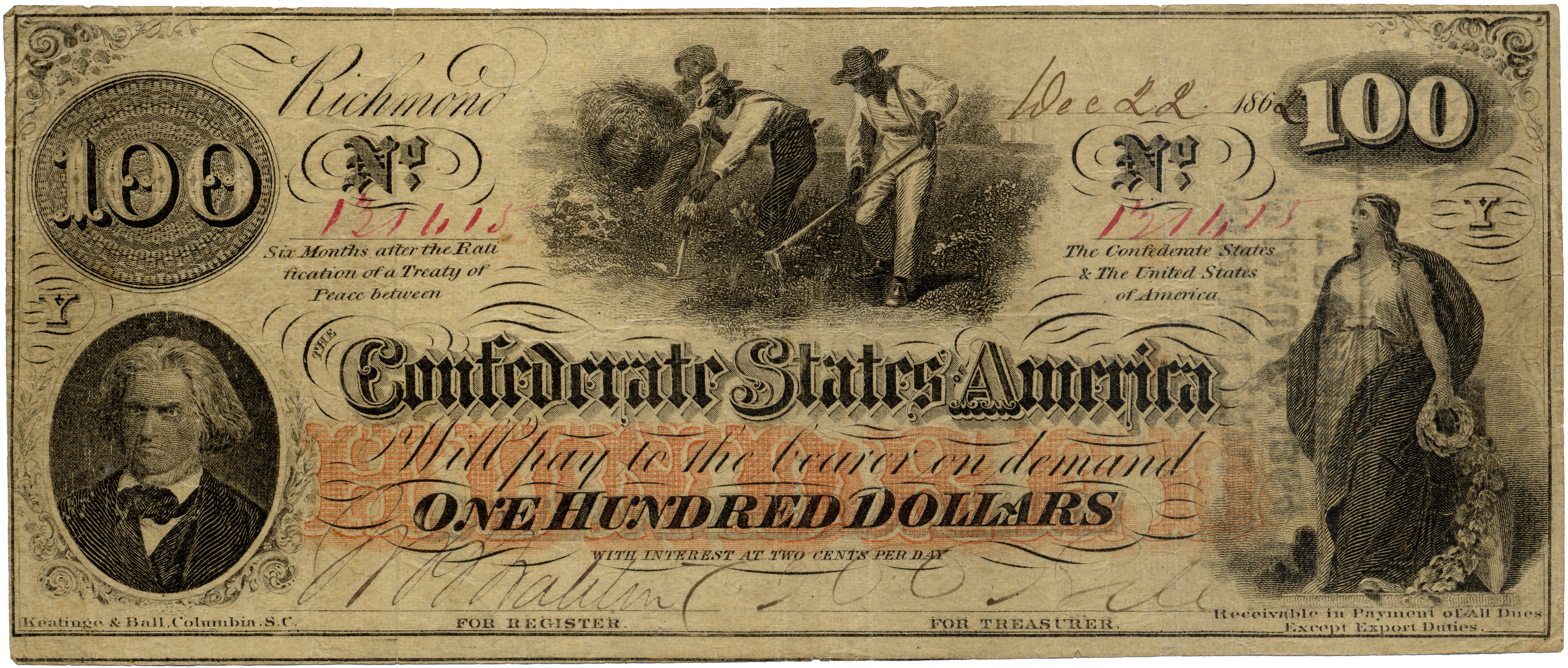
100 dollari degli Stati Confederati d'America che mostrano gli schiavi al lavoro nelle piantagioni.

#### Guerra civile
La popolazione schiava negli Stati Uniti meridionali giunse fino a 4 milioni di individui. Il 95% dei neri visse nel profondo Sud e costituì almeno 1/3 della popolazione totale. La questione politica centrale negli anni 1850 fu rappresentata dalla questione dell'estensione della schiavitù nei territori occidentali, cosa questa a cui i coloni provenienti dal Nord si opposero. Il Partito Whig si divise e fallì in merito a tale problema e venne presto sostituito al Nord dal nuovo Partito Repubblicano, che si dedicò subito esplicitamente a fermare l'espansione della schiavitù.
I repubblicani si guadagnarono la maggioranza in ogni Stato settentrionale assorbendo una fazione di democratici abolizionisti (Free Soil Party) e ammonendo sul fatto che la schiavitù oramai fosse un sistema totalmente arretrato il quale feriva la democrazia e la modernizzazione economica. Si cercò di presentare numerose proposte di compromesso, ma caddero tutte nel vuoto. Fondamentalmente una maggioranza degli elettori del Nord s'impegnò per fermarne il tentativo d'espansione e credettero che sarebbero riusciti a porvi fine.
Gli elettori del Sud furono però indignati nell'essere considerati come dei cittadini di seconda classe. Le elezioni presidenziali negli Stati Uniti d'America del 1860 dichiararono Abraham Lincoln nuovo presidente degli Stati Uniti d'America; i repubblicani assunsero così il controllo del Congresso degli Stati Uniti d'America. Gli Stati sudisti, convinti che il potere economico di quello che chiamavano "King Cotton" sarebbe riuscito a sopraffare il Nord acquisendo il sostegno da parte europea, votarono la separazione e formarono gli Stati Confederati d'America, fondandosi sull'impegno per il mantenimento della schiavitù.
La guerra di secessione americana scoppiò nell'aprile del 1861 in quanto entrambe le parti cercarono la vittoria immediata cavalcando l'onda dell'entusiasmo tra i giovani volontari arruolatisi per creare i reggimenti dell'esercito. Nel Nord l'obiettivo principale fu quello di preservare l'Unione in quanto espressione del nazionalismo americano.

Compagnia delle United States Colored Troops a "Fort Lincoln" (Washington) il 17 novembre del 1865

Nel 1862 i leader del Nord compresero che la promessa secessionista del Sud, la conservazione della schiavitù, avrebbe dovuto essere aggredita frontalmente. Tutti gli Stati confinanti all'Unione respinsero però la proposta di Lincoln su un'emancipazione indennizzata; nonostante ciò entro il 1865 ebbero quasi tutti messo in esecuzione l'abolizione, tranne il Kentucky e il Delaware. Il proclama di emancipazione fu un ordine esecutivo rilasciato il 1º gennaio del 1863; in un colpo solo cambiò lo status giuridico riconosciuto dal governo dei milioni di schiavi presenti nelle aree confederate.
Ebbe anche l'effetto pratico che, non appena uno schiavo sfuggiva al controllo sudista e raggiungeva le truppe federali questi diveniva legalmente ed effettivamente libero. I proprietari delle piantagioni, comprendendo che l'emancipazione avrebbe distrutto il loro intero sistema economico, spinsero talvolta gli schiavi – per quanto possibile - al di fuori della portata dell'esercito unionista. Nel giugno del 1865 si ebbe la resa confederata con la conseguente liberazione di tutti gli schiavi del Sud; i proprietari sudisti non vennero mai indennizzati.
Oltre 200.000 neri appena liberati si misero a combattere tra le file dell'esercito e della marina unionista, convalidando in tal maniera le loro pretese alla piena cittadinanza.
Le gravi devastazioni dovute alla guerra ebbero un forte impatto negativo sulla popolazione nera, con ampie percentuali di malattie e mortalità. Anche dopo la liberazione molti di loro continuarono a rimanere nelle piantagioni; altri fuggirono e si affollarono nei campi profughi gestiti dal "Freedmen's Bureau". Esso provvide a fornir cibo, alloggio, indumenti, assistenza medica, servizi religiosi, un abbozzo d'istruzione, assistenza legale e contratti di lavoro. Feroci dibattiti sui diritti dei neri liberati e dei confederati sconfitti furono spesso accompagnati da uccisioni di dirigenti neri e segnarono l'intera era della Ricostruzione fino al 1877.
La schiavitù non fu mai più ristabilita, ma dopo il 1877 i bianchi del Partito Democratico ripresero il controllo di tutti gli stati sudisti e conseguentemente i neri persero quasi tutto il potere politico che avevano ottenuto durante la Ricostruzione. Nel 1900 persero anche il diritto di voto: divennero a tutti gli effetti cittadini di seconda classe. La gran maggioranza di loro sopravvisse nel Sud rurale in estrema povertà, impiegata in lavori di fatica, come agricoltori sottoposti a mezzadria o affittuari di fattorie. Una piccola parte di contadini e coltivatori possedette anche una propria porzione di terra. Le Chiese nere, affiliate soprattutto al battismo, divennero il centro della leadership e dell'attività comunitaria.

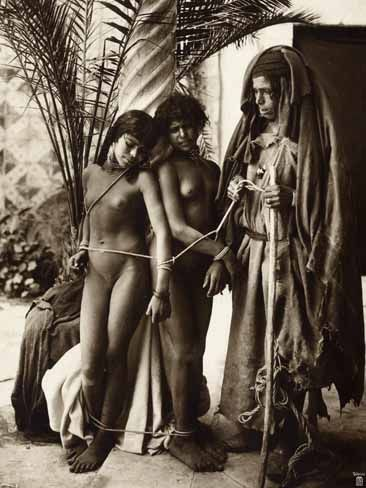
Mercato arabo di schiave africane agli inizi del XX secolo.

## Medio Oriente
Nell'antico Vicino oriente e in Asia minore la schiavitù fu una pratica comune, risalente alle più antiche civiltà registrate al mondo come quella dei Sumeri, di Elam, dell'antico Egitto, dell'impero di Akkad, dell'Assiria, di Ebla, della civiltà babilonese e tra gli Hatti, gli Ittiti, gli Hurriti, nella civiltà micenea, i Luvi, nella Cananea, tra gli Amorrei, i Fenici, gli Aramei, gli Ammoniti, gli Edomiti, a Moab, nell'impero bizantino, tra i Filistei, i Medi, i Persiani, i Frigi, i Lidi, i Cassiti, nell'impero partico, a Urartu, in Colchide, tra i Caldei e gli Armeni.
La schiavitù nel Medio Oriente si sviluppò inizialmente dalle pratiche schiaviste già consolidate dell'antico Vicino Oriente, le quali però furono radicalmente diverse a seconda dei fattori sociopolitici, come ad esempio la tratta araba degli schiavi. Due stime approssimative condotte da parte degli studiosi sul numero di schiavi detenuti in dodici secoli nelle terre musulmane vanno da 11,5 a 14 milioni di persone.
Sotto la shari'a i figli degli schiavi o i prigionieri di guerra poterono facilmente divenire a loro volta schiavi, ma questi non potevano mai essere dei musulmani. La manomissione venne incoraggiata come una maniera per espiare i peccati; molti tra i primi convertiti all'Islam, come l'etiope Bilal, furono poveri ed ex schiavi. Teoricamente la schiavitù nella legge islamica non ebbe una componente razziale o etnica, anche se poi nella pratica non fu sempre così.
L'autore Bernard Lewis scrive che "in uno dei tristi paradossi della storia umana, sono state proprio le riforme umanitarie portate dall'Islam che hanno condotto ad un vasto sviluppo del commercio degli schiavi dentro – e ancora più all'esterno – l'impero islamico". Egli osserva che le ingiunzioni islamiche contro la schiavitù dei musulmani hanno avuto come diretta conseguenza una massiccia importazione di schiavi dall'esterno. Secondo Patrick Manning l'Islam, riconoscendo e codificando la schiavitù, sembra aver fatto molto di più per proteggerla ed espanderla piuttosto che il contrario.

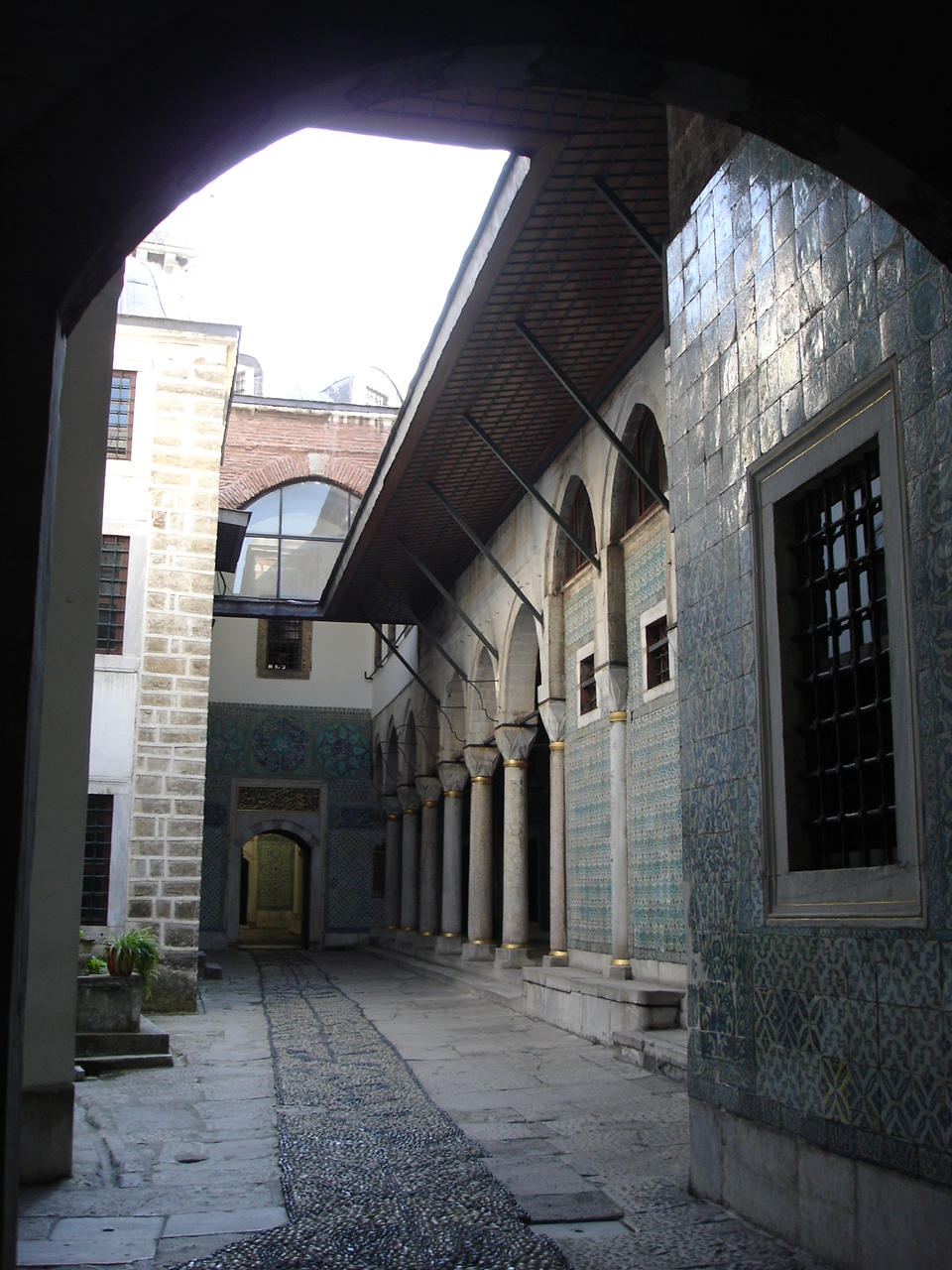
Cortile degli eunuchi neri nell'Harem del Palazzo Topkapı a Istanbul (2013).

La schiavitù legalizzata costituì una parte importante dell'economia e della società dell'impero ottomano, questo almeno fino a quando la schiavitù delle popolazioni caucasiche non venne vietata all'inizio del XIX secolo; rimase consentita invece nei confronti dei neri. A Costantinopoli, il centro amministrativo e politico dell'impero, circa 1/5 della popolazione nel 1609 era costituita da schiavi. Anche dopo varie misure volte a proibirne la pratica alla fine del XIX secolo, nei fatti continuò largamente fino all'inizio del XX secolo; fino al 1908 esistettero i mercati per la compravendita degli schiavi. La schiavitù sessuale fu una parte centrale del sistema schiavista ottomano lungo tutto il corso della sua storia istituzionale.
Un appartenente alla classe degli schiavi nel mondo ottomano, chiamato kul in lingua turca, sarebbe anche potuto riuscire ad ottenere uno status elevato. I guardiani eunuchi degli harem e i Giannizzeri sono alcune delle posizioni meglio conosciute che uno schiavo avrebbe potuto ottenere, ma furono spesso in prima linea anche nella politica. La maggior parte dei funzionari furono acquistati schiavi, per poi essere resi liberi e integrati all'interno della carriera amministrativa a partire almeno dal XIV secolo. Molti di essi possedettero a loro volta un gran numero di schiavi, sebbene fosse sempre il sultano a possederne di gran lunga il maggior numero.
Addestrando e innalzando socialmente gli schiavi al ruolo di funzionari interni (Enderûn) nelle cosiddette "scuole di palazzo" gli ottomani crearono degli amministratori ben inseriti nella conoscenza di governo e nella fedeltà fanatica. Esisteva poi il Devscirme, una sorta di arruolamento forzato di giovani ragazzi cristiani provenienti dai Balcani e dall'Anatolia; strappati dalle loro case e famiglie, vennero educati come musulmani e arruolati nel ramo più famoso dell'esercito, i succitati Giannizzeri, una classe speciale di soldati dell'Osmanlı İmparatorluğu Ordusu che divenne parte decisiva nelle guerre ottomane in Europa.
Nel corso delle varie campagne di persecuzione dei cristiani tra il XVIII e il XIX secolo, le quali culminarono nei tentativi di genocidio assiro, genocidio armeno e genocidio dei greci del Ponto durante la prima guerra mondiale e immediatamente dopo, molte donne e figli cristiani indigeni vennero ridotti in schiavitù dai turchi e dai loro alleati curdi.
La tratta araba degli schiavi durò molto più a lungo della tratta atlantica degli schiavi africani, cominciò alla metà del VII secolo per continuare a sopravvivere ancor oggi in Mauritania e Sudan, per un totale di 14 secoli. Inoltre, secondo la ricerca condotta da Ronald Segal, mentre il rapporto di genere degli schiavi atlantici fu di due maschi per femmina, nel commercio islamico fu invece di due femmine per maschio.

### Tratta degli schiavi nello Stato islamico
Lo stato islamico ha annunciato la rinascita dell'istituto della schiavitù. Nel 2015 i prezzi ufficiali stabiliti degli schiavi erano: i bambini dai 1 a 9 anni sono stati venduti per 200.000 dinari (169 dollari); donne e bambini da 10 a 20 anni per 150.000 dinari ($ 127); donne da 20 a 30 anni per 100.000 dinari ($ 85); le donne dai 30 ai 40 anni per 75.000 dinari (63 dollari); le donne da 40 ai 50 anni per 50.000 dinari ($ 42). Tuttavia ad alcuni schiavi è capitato anche di essere venduti solo per un pacchetto di sigarette. Donne e bambini destinati alla schiavitù sessuale sono stati venduti all'Arabia Saudita, agli altri stati arabi del golfo persico nonché alla Turchia.

## Asia
La schiavitù è esistita in tutto il continente asiatico e ancor oggi sopravvive in varie forme.

### Antichità

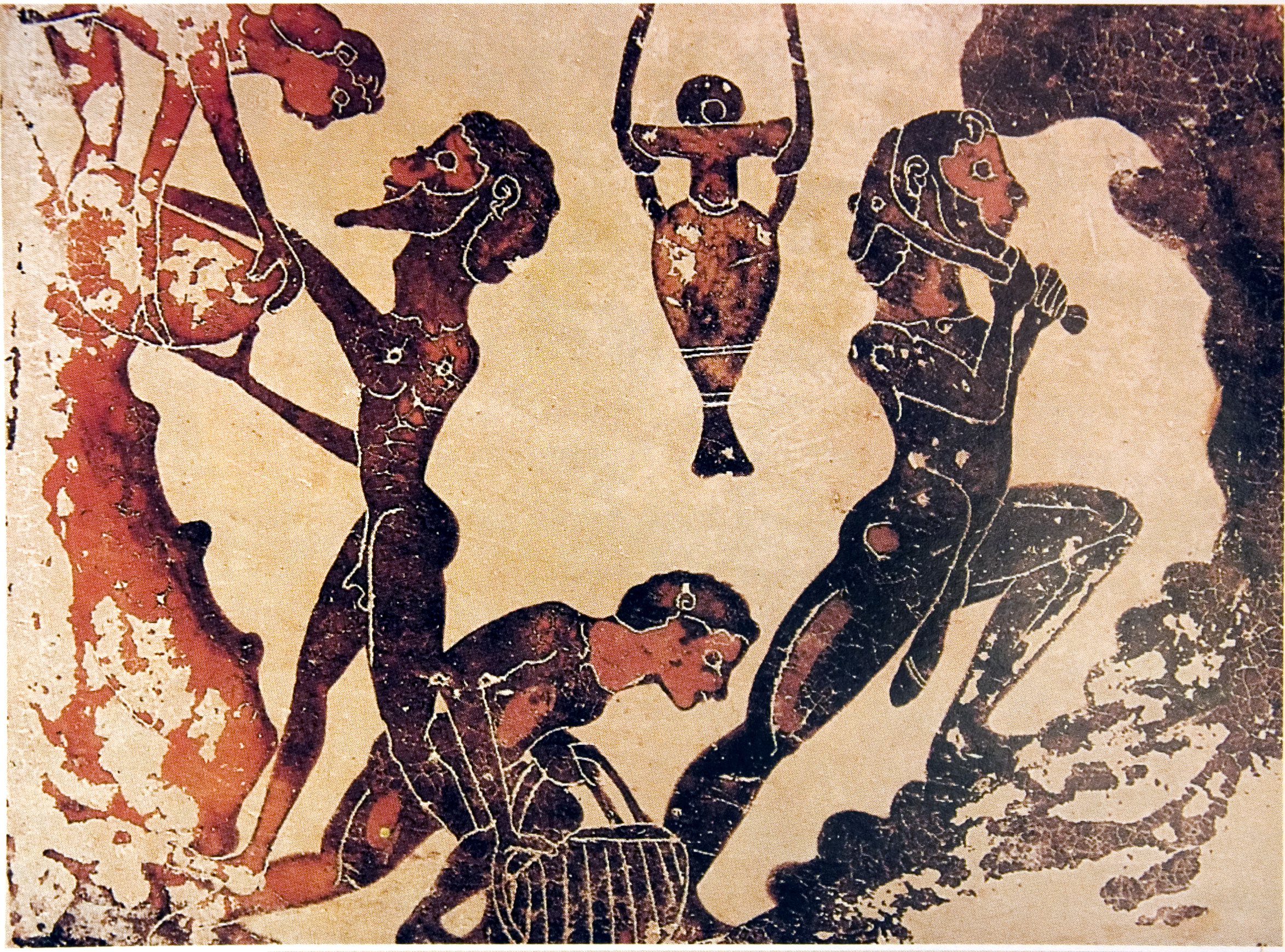
Schiavi che lavorano nelle miniere dell'antica Grecia.

#### India
Gli studiosi dissentono per quanto riguarda l'esistenza di schiavi e l'istituzione dello schiavismo nella storia dell'India antica. Questi termini non hanno difatti un equivalente diretto e universalmente accettato né in sanscrito né in altre lingue indiane, ma alcuni traducono la parola Dasa, citata in alcuni testi come le Manusmṛti, con "schiavi".
Già gli storici antichi che visitarono il subcontinente indiano cercarono di offrire l'equivalenza linguistica più vicina della parola presente nella società indiana. Ma Arriano nella sua cronaca dell'India (intitolata Indika) al tempo di Alessandro Magno scrisse che "gli indiani non usano nemmeno gli stranieri come schiavi, tanto meno un loro connazionale".

#### Cina
Durante la Dinastia Qin (221-206 a.C.) gli uomini condannati alla castrazione divennero schiavi eunuchi dello Stato e conseguentemente utilizzati per il lavoro forzato in progetti come quello della costruzione dell'esercito di terracotta. Il governo confiscò le proprietà e rese schiave le famiglie di coloro che non furono sottoposti alla castrazione come punizione per lo stupro; ridotti in schiavitù vennero privati dei loro diritti e anche delle famiglie.
Nel corso della dinastia Han (206 a.C.-220 d.C.) uno dei primi atti pubblici dell'imperatore Gao Zu fu quello di liberare i lavoratori agricoli dalla loro condizione di schiavitù; essi erano stati imprigionati durante il Periodo degli Stati Combattenti. I servitori domestici mantennero invece il loro status. Anche gli uomini puniti con la castrazione vennero utilizzati come schiavi per i lavori di fatica.
Rispetto alla legislazione giuridica precedente, la dinastia Han stabilì la regola che le proprietà delle famiglie di criminali condannati ad almeno tre anni di lavoro forzato o alla castrazione venissero sequestrate e le loro famiglie incamerate come proprietà governativa.

### Medioevo

#### India medievale
La conquista musulmana del subcontinente indiano a partire dall'VIII secolo produsse anche la schiavitù di centinaia di migliaia di indiani, sottomessi agli eserciti invasori. Qutb al-Din di Delhi, uno schiavo turco di Muhammad di Ghur, ascese al potere dopo la morte del padrone. Per quasi un secolo i suoi discendenti governarono il Nord e il Centro dell'India come Mamelucchi di Delhi. Un buon numero di schiavi vennero condotti in terra indiana anche dai commercianti della "tratta dell'oceano Indiano"; i Siddi per esempio sono discendenti degli schiavi bantu trasportati nel subcontinente dai mercanti arabi e portoghesi.
La schiavitù sarà ufficialmente abolita dalla legge britannica nel 1843. Tuttavia ancora ai giorni nostri nell'India moderna, in Pakistan e nel Nepal esistono milioni di lavoratori legalmente schiavizzati a causa della servitù debitoria.

#### Cina medievale
La dinastia Tang acquistò schiavi occidentali dai Radaniti; mentre l'esercito e i pirati cinesi asservirono coreani, turchi, persiani, indonesiani e gli abitanti della Mongolia interna, dell'Asia centrale e dell'India settentrionale. La più vasta fonte di schiavi provenne però dalle tribù meridionali tra cui i thai e i popoli indigeni di Fujian, Guangdong, Guangxi e Guizhou oltre a malesi, khmer, indiani e Negroidi i quali vennero acquistati per tutto il periodo intercorrente tra il 700 e il 900 d.C.
La schiavitù rimase prevalente in Cina fino agli inizi del XX secolo; qualsiasi forma di schiavismo venne reso illegale a partire dal 1910.

### Era moderna

#### Giappone
La schiavitù in Giappone fu per la maggior parte della sua storia indigena poiché l'importazione l'esportazione di schiavi venne limitata al gruppo delle isole facenti parte dello stesso Giappone. Nel tardo XVI secolo fu ufficialmente vietata, ma le forme di contratto e il lavoro per servitù debitoria persistettero legalizzate dal codice di diritto penale sul lavoro forzato. Durante la seconda guerra sino-giapponese e la guerra del Pacifico (1941-1945) i militari giapponesi utilizzarono milioni di civili e prigionieri di guerra provenienti da diversi paesi come lavoratori schiavizzati, e anche donne sessualmente schiavizzate ("donne di conforto").

#### Penisola coreana
In Corea la schiavitù fu abolita ufficialmente con la riforma Gabo nel 1894. Durante il periodo di Joseon, in tempi di scarsa produttività e carestia, molti contadini si vendettero volontariamente per poter sopravvivere.

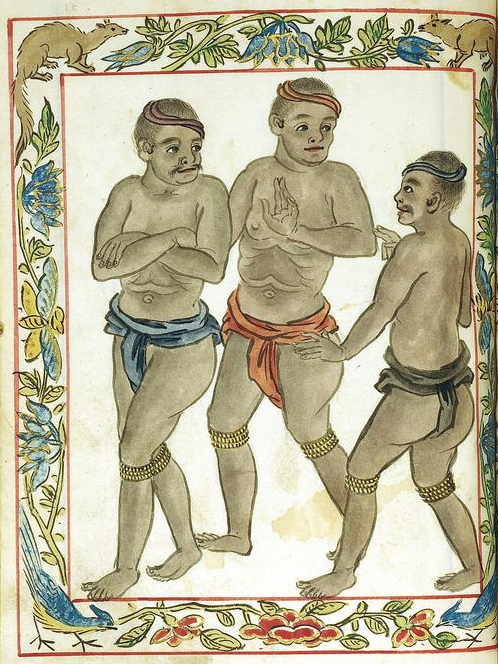
Una piastra nel Codice Boxer che rappresente gli "Alipin" (schiavi) nelle Filippine precoloniali (1595).

#### Sudest asiatico
Nel Sudest asiatico vi fu un'ampia classe di schiavi nell'impero Khmer la quale costruì i grandi monumenti di Angkor Wat facendo la maggior parte del lavoro pesante. Tra il XVII e il XX secolo da 1/4 a 1/3 dell'intera popolazione di alcune aree delle attuali Thailandia e Birmania risultò essere schiavizzata.
Vi sono attualmente circa 300.000 donne e bambini coinvolti nel commercio della schiavitù sessuale in tutti i paesi del Sud-est asiatico. Secondo l'Organizzazione internazionale del lavoro circa 800.000 persone sono soggette al lavoro forzato nella sola Birmania.
La schiavitù nelle Filippine pre-spagnole venne praticata dai popoli tribali Austronesiani abitanti in diverse isole. Gli stati musulmani vicini condussero incursioni schiaviste dal 1600 al 1800, soprattutto nelle zone costiere del Golfo del Siam e delle isole settentrionali filippine. Gli schiavi della società Toraja in Indonesia furono delle proprietà familiari; qualsiasi persona poteva diventare schiava a seguito di un debito contratto, potevano essere prede di guerra e il commercio schiavista rappresentò una pratica comune. Gli schiavi vennero venduti e spediti verso Giava e il Siam; avrebbero potuto riacquistare la libertà anche se gli eventuali figli sarebbero rimasti schiavi. In tutte le colonie dell'impero olandese la schiavitù venne abolita nel 1863.

## Europa
La portata della schiavitù nell'Europa preistorica rimane ancora ai giorni nostri molto poco nota.

### Antichità

#### Grecia
I documenti riguardanti la schiavitù nell'antica Grecia rimandano fino al periodo della civiltà micenea. Le sue origini non sono conosciute, ma sembra che la schiavitù sia diventata una parte importante dell'economia e della società solo a seguito della creazione dei primi centri cittadini. La schiavitù fu pratica comune e componente integrale dell'antica Grecia, proprio come lo fu anche in molte altre società del tempo, compreso il regno d'Israele, il regno di Giuda e le società in cui si ebbero le origini del cristianesimo.
Si stima che nell'antica Atene la maggioranza dei cittadini possedesse almeno uno schiavo e lo stesso si verificò anche nella maggioranza delle altre poleis. Gli scrittori greci dell'antichità considerarono la schiavitù non solo del tutto naturale ma finanche necessaria, anche se alcuni dibattiti isolati cominciarono col tempo ad apparire, soprattutto nei Dialoghi platonici che ebbero come protagonista Socrate. La filosofia dello stoicismo produsse invece la prima condanna della schiavitù registrata nella storia.
Durante l'VIII e VII secolo a.C. nel corso delle guerre messeniche gli Spartiati ridussero un'intera popolazione, gli Iloti, ad una forma molto vicina alla schiavitù. Secondo Erodoto (IX, 28-29) gli iloti risultavano essere sette volte più numerosi degli spartiati. Dopo varie rivolte avvenute attorno al 600 a.C. gli spartiati ristrutturarono il loro stato cittadino lungo linee autoritarie, quando i capi decisero che solamente trasformando la loro società in senso militare avrebbero potuto sperare di mantenere il controllo sulla popolazione asservita numericamente dominante.
In alcune città-Stato greche all'incirca il 30% della popolazione era costituita da schiavi, ma sembra che sia stato altrettanto importante anche il lavoro retribuito. 

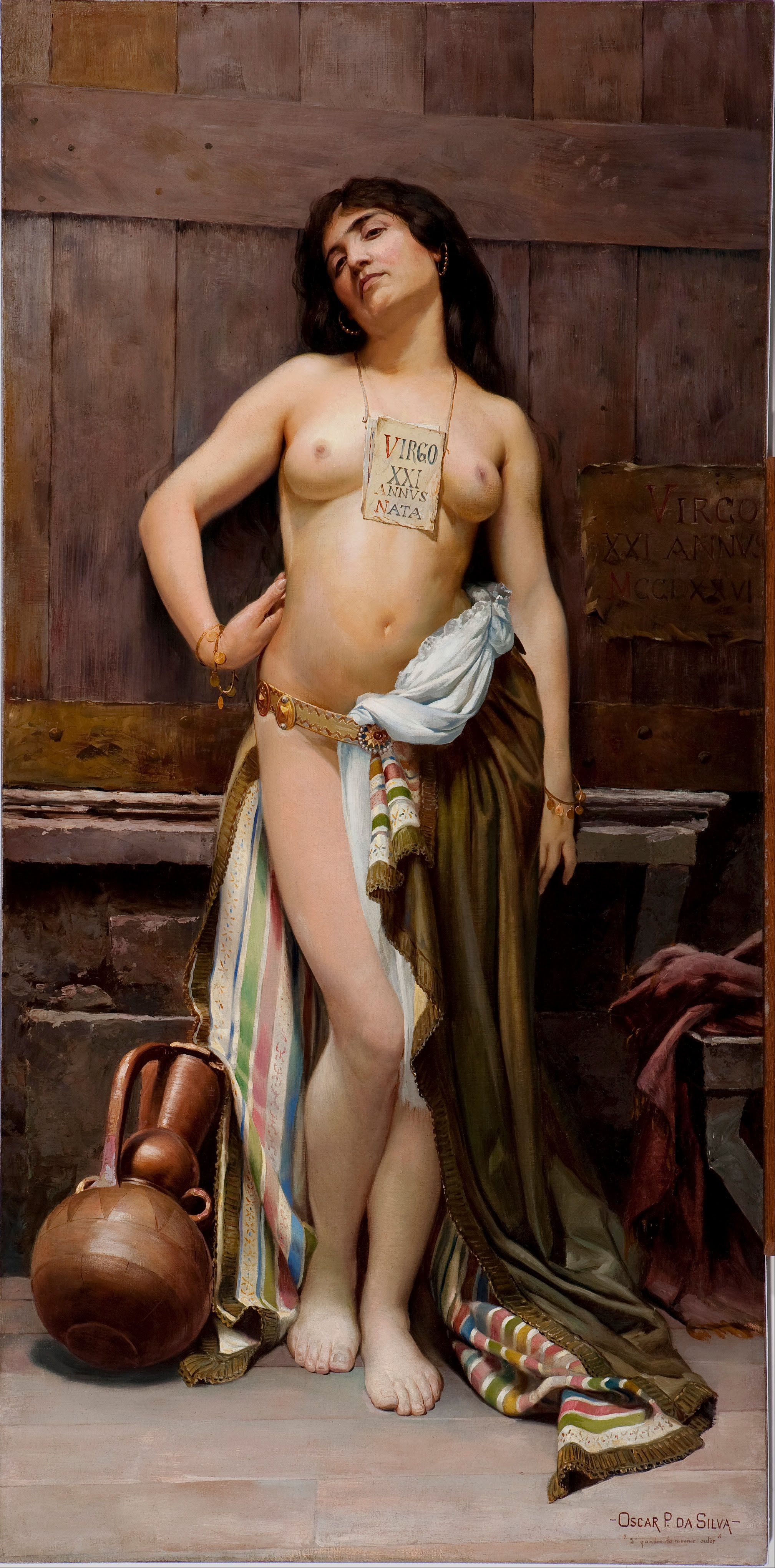
Una schiava romana. Dipinto di Oscar Pereira da Silva (1894 circa).

#### Roma
I Romani ereditarono l'istituto della schiavitù dai Greci e dai Fenici. Mentre la repubblica romana si estendeva sempre più verso l'esterno, essa asserviva intere popolazioni, assicurandosi in tal maniera un'ampia offerta di lavoratori per l'agricoltura della civiltà romana, le cave di estrazione e per le famiglie romane dei patrizi. Le persone sottomesse alla schiavitù nell'antica Roma provennero da tutta Europa e dall'area del Mar Mediterraneo. Una tale oppressione da parte di una minoranza elitaria condusse infine allo scoppio di rivolte, delle quali la terza guerra servile condotta da Spartaco fu la più famosa e sanguinaria.
Greci antichi, Berberi, Germani, Britanni, Slavi, Traci, Galli (o Celti), Ebrei, Arabi e molti altri gruppi etnici furono ridotti in schiavitù con l'intento di essere utilizzati per il lavoro e anche per il divertimento (ad esempio i gladiatori e schiavi sessuali). Se uno schiavo fosse fuggito era passibile della pena di crocifissione.
L'impatto della schiavitù sulla genetica italiana rimase però insignificante in quanto gli schiavi importanti furono per la maggior parte nativi europei e pochissimi di loro ebbero un'origine extra-europea. Ciò è stato ulteriormente confermato dalla recente analisi biochimica di 166 scheletri provenienti da tre cimiteri popolari dell'epoca imperiale nei pressi di Roma (ove visse la maggior parte degli schiavi) la quale dimostra che solo un individuo è sicuramente proveniente dal Nordafrica, mentre per altri 2 ve ne è la possibilità.
Nel resto della penisola italiana la quantità di schiavi rimase costantemente molto bassa.
Età apostolica
Sul finire del regno di Augusto, san Paolo predicava che «c'è un solo Signore nel cielo, e che non v'è preferenza di persone presso di lui», accostando il rapporto fra servi e padroni a quello di genitori e figli, comandando ai servitori di servire prima di tutto Cristo e di servire i loro padroni «non per essere visti, come per piacere agli uomini, ma come servi di Cristo, compiendo la volontà di Dio di cuore» (Efesini 6:1-9). Non negando l'ordine sociale delle società ebraica e delle civiltà pagane ad essa consimili, il Cristianesimo subordinò la gerarchia umana al comune servizio a Cristo per il compimento della superiore volontà di Dio. Le sue parole sono richiamate anche dall'esortazione pietrina alla giustizia sociale per «il Gesù Cristo, che è il Signore di tutti» (Atti 10:34-37) e dall'invito giovanneo a non compiacere gli altri uomini, cercando gloria reciproca, ma a cercare gloria da Dio nel servire il Messia (Giovanni 5:36-45). I farisei, gli scribi e i dottori della Scrittura di cui parla Giovanni erano gli stessi che tenevano molti dei suoi figli battezzati nel giogo internamente associato ad una schiavitù incompatibile con la legge di Dio e irrispettosa della sua Signoria sul creato.

#### Tribù celtiche
I Celti sono registrati in diverse fonti romane come possessori di schiavi.

### Medioevo
Il caos dovuto alle invasioni barbariche e alle guerre frequenti portò anche alla cattura di schiavi per tutto l'Alto Medioevo. San Patrizio, fatto prigioniero e venduto come schiavo, ebbe a protestare contro un'aggressione a sfondo sessuale la quale minacciò gli schiavi neo battezzati nella sua  Lettera ai soldati di Corotico. (450?). Nell'ambito del commercio comune tradizionale il bestiame e gli schiavi potevano diventare una sorta di moneta interna o transfrontaliera. La schiavitù durante il Medioevo ebbe diverse fonti distinte.
I Vichinghi sconvolsero tutto il continente europeo con i loro attacchi a sorpresa, ma catturarono la maggior parte dei propri schiavi durante raid sulle isole britanniche e nell'Europa orientale. Mentre mantennero per sé alcuni schiavi in qualità di servitori (conosciuti come Thrall) rivendettero la maggior parte dei prigionieri nei mercati dell'impero bizantino o in territorio musulmano. In Europa occidentale furono principalmente inglesi, irlandesi e scozzesi, mentre nel Vicino oriente furono principalmente slavi. Il commercio schiavista vichingo si concluse gradualmente nel corso dell'XI secolo, quando cominciarono a stabilirsi nei territori europei che avevano precedentemente saccheggiato; si convertirono al cristianesimo assieme ai propri servi e si fusero con le popolazioni locali.
La penisola iberica medioevale dovette subire uno stato di belligeranza quasi costante tra musulmani e cristiani. Al Andalus inviò periodiche spedizioni di saccheggio contro i regni cristiani iberici, acquisendo bottino e schiavi. In un attacco contro Lisbona nel 1189 per esempio il sultano Almohade Abu Yusuf Ya'qub al-Mansur catturò 3.000 donne e bambini; in un successivo attacco contro Silves avvenuto nel 1191 il governatore di Cordova acquisì migliaia di schiavi cristiani.
Le guerre bizantino-ottomane (1265-1479) e le guerre ottomane in Europa portarono alla conquista di un gran numero di schiavi cristiani, utilizzato e venduti in tutto il mondo islamico. Dopo la battaglia di Lepanto (1571) i vincitori occidentali liberarono circa 12.000 schiavi cristiani adibiti al servizio nelle cucine delle galee della marina ottomana.
Allo stesso identico modo i cristiani vendettero schiavi musulmani catturati in guerra. L'Ordine dei cavalieri Ospitalieri attaccò i pirati e il trasporto marino musulmano; la loro base a Malta divenne un centro per il commercio degli schiavi, soprattutto nordafricani e turchi. L'isola rimase un rinomato mercato schiavista fino al termine del XVIII secolo. Migliaia di schiavi furono obbligati a servire nella flotta dell'Ordine.
Lo Stato polacco bandì la schiavitù nel XV secolo, mentre in territorio lituano venne formalmente abolita nel 1588 quando l'istituto venne sostituito dalla servitù della gleba. La schiavitù rimase un'istituzione minore nell'impero russo fino al 1723, quando Pietro I di Russia convertì i pochi schiavi interni in servi. Gli schiavi agricoli russi vennero formalmente convertiti allo status di servitori terrieri nel 1679. Gli schiavi fuggitivi della Confederazione polacco-lituana e gli ucraini servi della gleba formarono comunità autonome nelle steppe meridionali, dove diventarono "cosacchi" (dei "fuorilegge").

#### Isole britanniche
I prigionieri di guerra, la schiavitù volontaria e la servitù debitoria divennero comuni nelle isole britanniche già prima del 1066; gli schiavi furono acquistati e venduti abitualmente, ma anche le fughe furono comuni e la schiavitù non costituì mai un fattore economico importante nelle isole britanniche durante il Medioevo. Irlandesi e danesi fornirono mercati per gli schiavi anglosassoni e celtici catturati. Papa Gregorio I (590-604) inventò il gioco di parole "Non Angli, sed Angeli" dopo la risposta ad una sua domanda riguardante l'identità di un gruppo di bambini schiavi Angli dai capelli biondi che aveva avuto modo di osservare al mercato.
Dopo la conquista normanna dell'Inghilterra la legislazione non sostenne più il diritto a possedere degli schiavi e questi finirono col diventare parte della più ampia schiera costituita dai servitori.

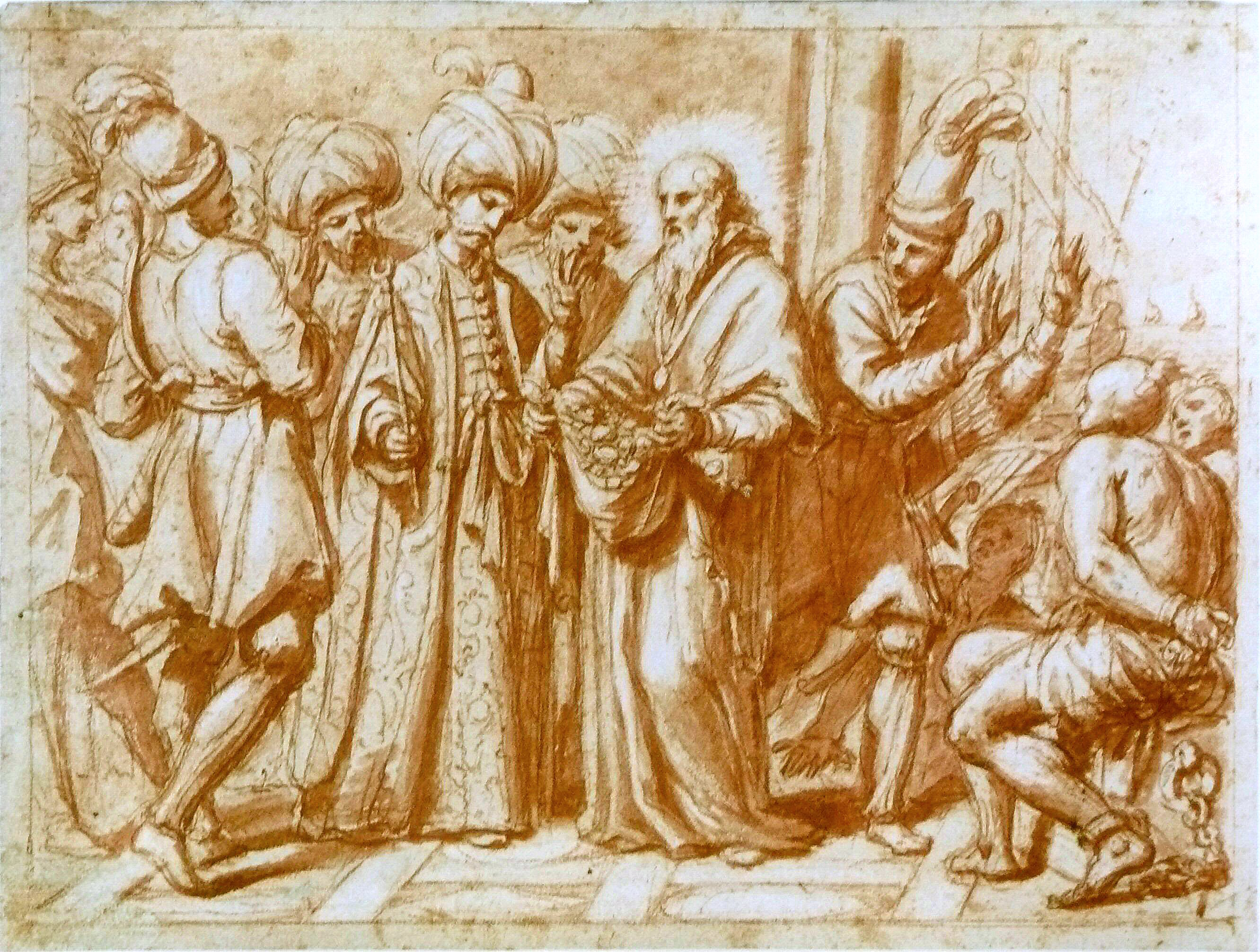
Il rilancio degli schiavi cristiani tenuti in mani turche, disegno di Giovanni Maria Morandi (XVII secolo).

#### Corsari barbareschi e maltesi
I corsari barbareschi e maltesi compirono spesso incursioni per ottenere schiavi e poi rivenderli i mercanti europei, in special modo i Radaniti, uno dei pochi gruppi che si poterono sempre facilmente muovere tra i mondi cristiani e islamici. I registri della partecipazione ebraica agli scambi di schiavi risalgono al V secolo (vedi ebraismo e schiavitù). L'autrice Olivia Remie Constable scrive che ""i mercanti musulmani ed ebrei hanno portato schiavi in al-Andalus dall'Europa orientale e dalla Spagna cristiana e poi li hanno riesportati in altre regioni del mondo islamico".
L'etimologia della parola in lingua inglese "slave" ricorda proprio questo periodo storico, poiché il termine sklabos ("schiavo") significa propriamente "slavo".

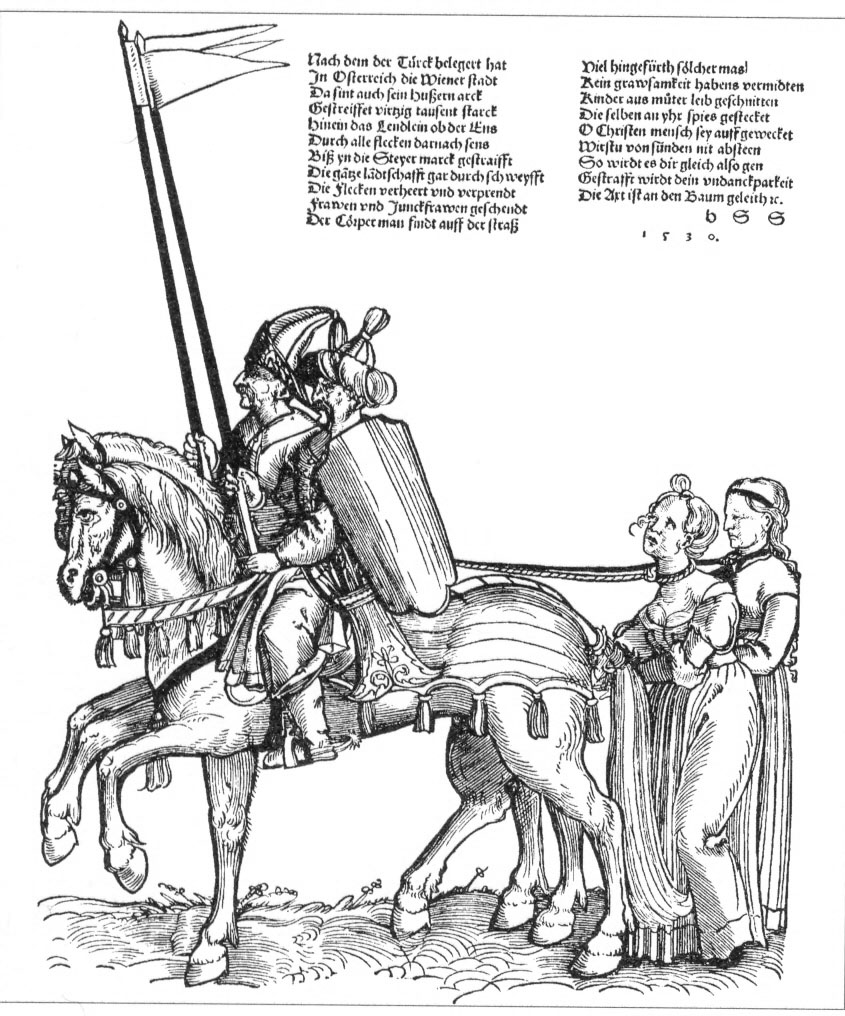
Le invasioni dell'impero ottomano nei territori dei Balcani hanno portato molti prigionieri cristiani ad essere venduti come schiavi in tutto il mondo islamico.

#### Genova e Venezia
Nel Basso Medioevo, dal 1100 al 1500, il commercio schiavista europeo continuò proficuamente, anche se con un passaggio dalle nazioni islamiche mediterranee occidentali al nuovo centro rappresentato dagli stati cristiani e musulmani orientali. La repubblica di Venezia e la repubblica di Genova controllarono attivamente il Mediterraneo orientale a partire dal XII secolo e il Mar Nero dal XIII. Entrambe vendettero schiavi slavi e balti così come georgiani, turchi e di altri gruppi etnici della regione del Caucaso. La vendita di schiavi europei da parte di altri europei si concluse gradatamente quando i gruppi etnici slavi e baltici si sottomisero alla cristianizzazione in maniera definitiva.
La schiavitù europea non ebbe mai un carattere ereditario e pertanto risultò essere più simile al lavoro forzato e alla servitù debitoria.
Dal 1440 fino a tutto il XVIII secolo europei italiani, spagnoli, portoghesi, francesi e inglesi continuarono ad essere venduti come schiavi nei mercati del Nordafrica, come viene approfonditamente descritto in Christian Slaves White Masters: "la schiavitù bianca era stata minimizzata o ignorata perché gli accademici preferivano trattare gli europei esclusivamente come colonialisti piuttosto che come vittime".
Nel 1575 i Tatari catturarono oltre 35.000 ucraini; un'incursione del 1676 ne raccolse quasi 40.000; circa 60.000 ucraini furono catturati nel 1688: alcuni riuscirono a farsi riscattare, ma la maggior parte di loro vennero venduti come schiavi. Molti rom vennero schiavizzati in territorio romeno dal XIV secolo fino all'abolizione avvenuta nel 1864.

#### Mongoli
Le invasioni e conquiste dei Mongoli (1206-1337) crearono numerosi prigionieri i quali vennero ridotti in schiavitù e finirono con l'essere deportarti fino a Karakorum e Saraj e qui venduti in tutta l'Eurasia. Molti di questi schiavi vennero anche diretti verso i mercati della Repubblica di Novgorod.
Il commercio schiavista nel Basso Medioevo rimase principalmente nelle mani dei cartelli mercantili veneziani e genovesi, coinvolti nella tratta degli schiavi del Khanato dell'Orda d'Oro. Nel 1382 il Khan Toktamish giunse a depredare Mosca, bruciandola interamente e riducendo migliaia di abitanti in stato di schiavitù. Tra il 1414 e il 1423 circa 10.000 schiavi dell'Europa orientale vennero venduti a Venezia.
I mercanti genovesi organizzarono il commercio schiavista dalla penisola di Crimea al Sultanato mamelucco egiziano. Per decenni il Khanato di Kazan' e il Khanato di Astrachan' compirono regolari razzie nei principati russi per ottenere schiavi e saccheggiate città; le cronache russe registrano circa 40 incursioni nei loro territori durante la prima metà del XVI secolo.
Nel 1441 Hacı I Giray dichiarò l'indipendenza dal Khanato dell'Orda d'Oro e istituì il Khanato di Crimea. Per lungo tempo, fino all'inizio del XVIII secolo, il Khanato mantenne un vasto commercio di schiavi con l'impero ottomano e il Medio Oriente; in un metodo denominato "la raccolta della steppa" schiavizzarono molti contadini slavi. Circa 30 grandi incursioni sono state registrate nel regno russo tra il 1558 e il 1596.
Il territorio moscovita fu ripetutamente uno di bersagli principali. Nel 1521 le forze congiunte del Khanato di Crimea e dei suoi alleati attaccarono la città e catturarono migliaia di schiavi. Nuovamente nel 1571 i Tatari di Crimea fecero irruzione a Mosca, incendiando il Cremlino e portando con sé migliaia di prigionieri. In Crimea circa il 75% dell'intera popolazione era costituita in questo periodo da schiavi.

#### Scandinavia
Nel corso dell'era vichinga, iniziata nel 793 circa, i banditi norreni spesso catturarono e schiavizzarono le popolazioni maggiormente indifese che incontrarono. I paesi nordici chiamarono i loro schiavi thrall (in lingua norrena Þræll); essi provenivano per lo più dall'Europa occidentale, tra i quali vi erano molti franchi, frisoni, anglosassoni, celtici irlandesi e della Britannia. Molti schiavi irlandesi vennero trasportati nei viaggi di spedizione per la colonizzazione dell'Islanda.
I Norreni ebbero anche schiavi tedeschi, balti, slavi ed abitanti dell'Europa meridionale. Il commercio schiavista fu uno dei pilastri dell'economia scandinava tra il VI e l'XI secolo. Il viaggiatore persiano del X secolo Ibn Rusta descrisse come i Vichinghi svedesi, i Variaghi e il Khaganato di Rus' terrorizzarono e schiavizzarono gli Slavi catturati nel corso delle incursioni lungo la Via del Volga. L'istituto della schiavitù venne definitivamente abolito a metà del XIV secolo in tutta la Scandinavia.

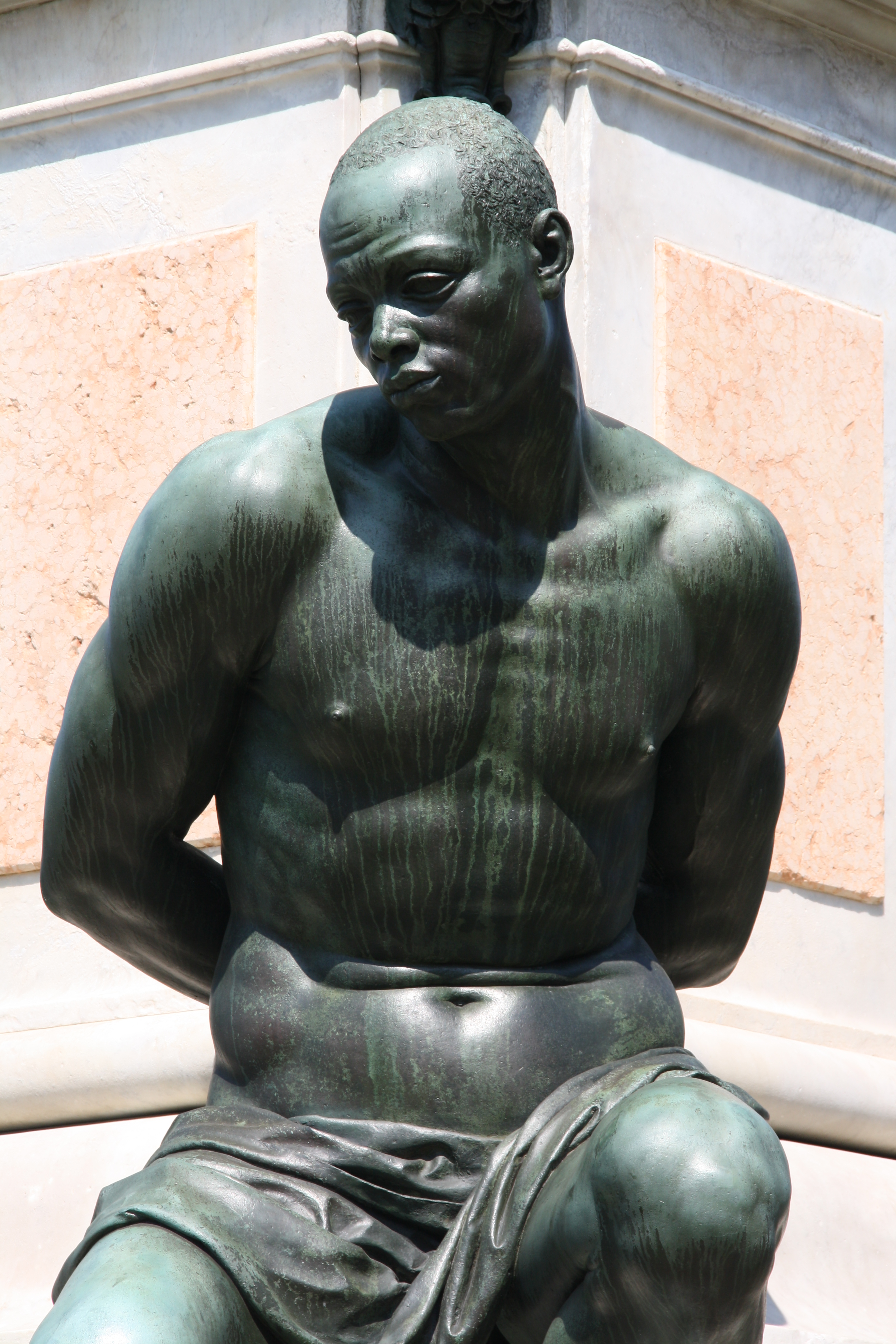
Uno dei quattro schiavi incatenati raffigurati nella parte inferiore del Monumento dei Quattro mori del XVII secolo a Livorno.

### Era moderna
Le potenze mediterranee condannarono spesso i criminali a servire nelle galee militari statali, inizialmente solo in tempo di guerra. A seguito della revoca dell'Editto di Nantes (1598) tramite l'Editto di Fontainebleau (1685) e la rivolta dei Camisardi (1702-1705) la corona francese riempì le proprie galee di ugonotti, protestanti francesi condannati per sedizione.
Gli schiavi nelle navi da guerra vissero e lavorarono in condizioni talmente difficili che molti non sopravvissero fino al termine della condanna loro inflitta; inoltre dovettero guardarsi dal naufragio, dalla carneficina e dalla tortura per mano di nemici o pirati. Le forze navali spesso trasformarono i prigionieri di guerra "infedeli" in schiavi nelle galee. Vari personaggi storici ben noti servirono per un certo lasso di tempo come schiavi nelle navi dopo essere stati catturati dagli avversari, come ad esempio l'ammiraglio e corsaro ottomano Dragut e il Gran Maestro dei Cavalieri Ospitalieri Jean de la Valette.
La Danimarca-Norvegia fu il primo paese europeo a vietare il commercio degli schiavi; ciò avvenne grazie a un decreto di Cristiano VII di Danimarca del 1792, il quale però divenne pienamente efficace solo entro il 1803. La schiavitù come istituzione non fu bandita invece fino al 1848. In questo periodo l'isola dell'Islanda faceva ancora parte del regno danese, ma lì il commercio schiavista era già stato abolito fin dal 1177 e non venne mai più ristabilito. Alcuni problemi legati alla liberazione degli schiavi, dopo il 1848, si ebbero quando nelle piantagioni delle colonie i lavoratori chiesero migliori condizioni di lavoro ottenendo risposta negativa dal governo. La vicenda di Mary Thomas, conosciuta anche come Queen Mary, è emblematica di questo periodo.

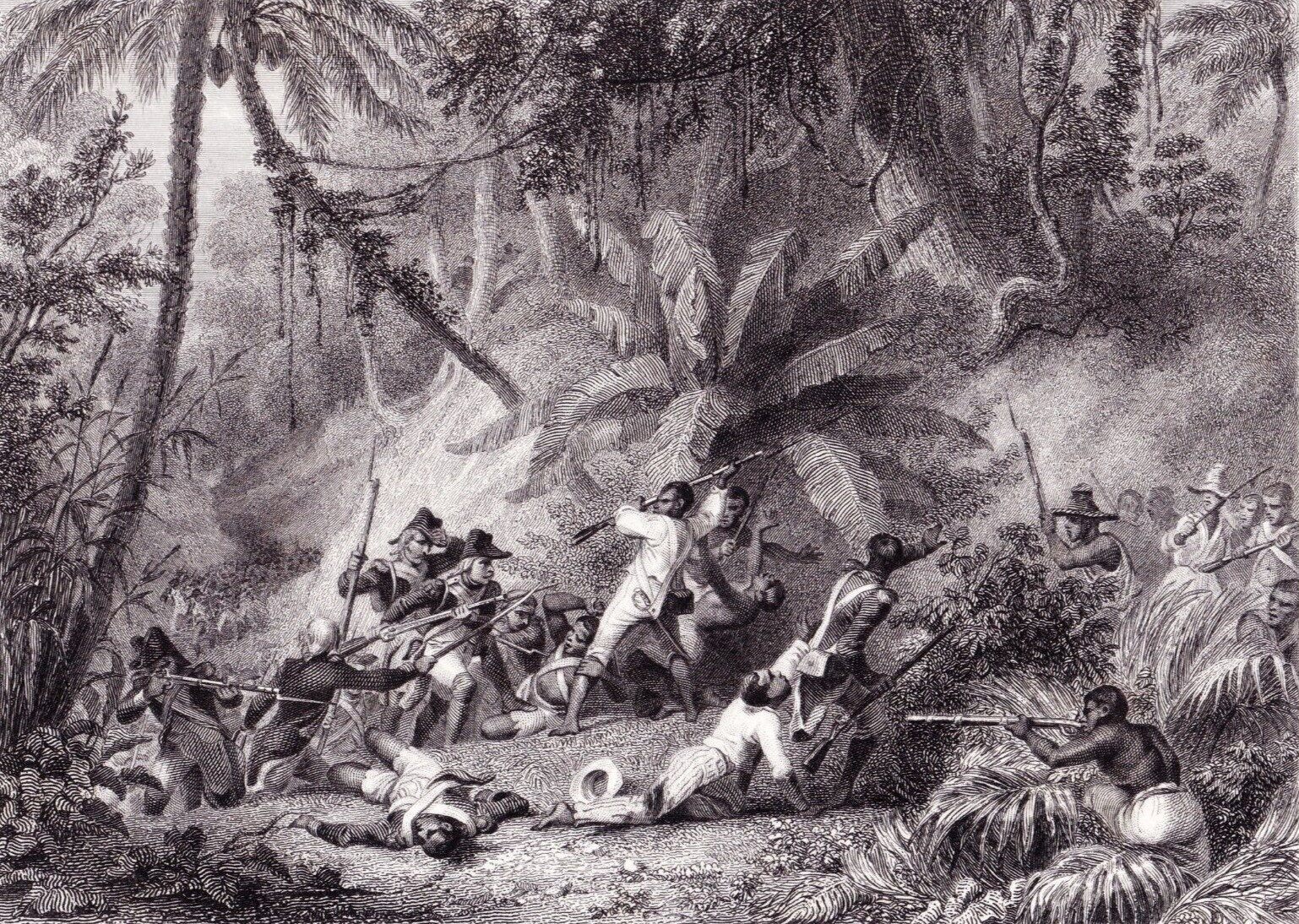
Scontri tra truppe francesi e schiavi insorti a Saint-Domingue.

La schiavitù nella nuova repubblica francese venne di fatto abolita il 4 febbraio del 1794, comprese anche tutte le sue colonie. La lunga rivoluzione haitiana (1791-1804) permise agli schiavi e alla gente libera di colore di stabilire una repubblica indipendente governata dai neri, il primo paese al mondo a realizzare un simile progetto. Ai tempi della rivoluzione Haiti veniva conosciuta come Saint-Domingue ed era una colonia francese.
Napoleone Bonaparte rinunciò definitivamente ad Haiti nel 1803, mentre ristabilì la schiavitù a Guadalupa e in Martinica l'anno successivo, su pressante richiesta dei coltivatori bianchi. Lo schiavismo venne definitivamente abolito nel corso della Rivoluzione francese del 1848.

#### Portogallo

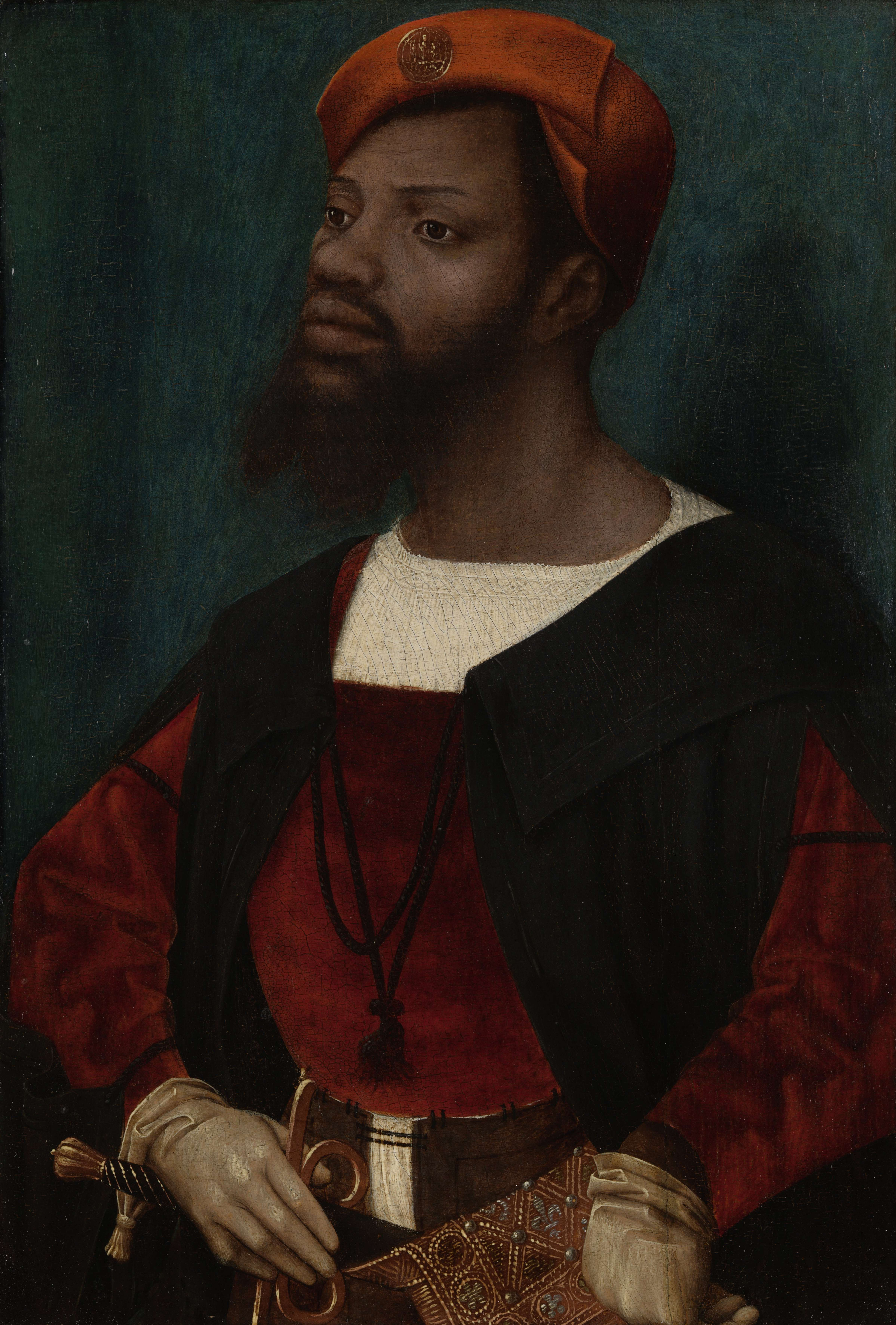
"Ritratto di un uomo africano". Dipinto di Jan Mostaert (1525-30). L'insegna sul suo cappello allude a possibili origini spagnole o portoghesi.

Le esplorazioni portoghesi e spagnole del XV secolo lungo le coste africane vengono considerate comunemente come lo spunto iniziale dell'intero colonialismo europeo. Già Eugenio IV con la Sicut Dudum aveva condannato senza riserve ogni forma di schiavismo contro gli abitanti della Canarie vessati dai colonizzatori spagnoli che disattesero il precetto. Nel 1452 Papa Niccolò V emise la bolla papale Dum Diversas, concedendo ad Alfonso V del Portogallo il diritto di ridurre "i saraceni, i pagani e tutti gli altri non credenti" in una condizione di schiavitù ereditaria la quale confermava la legittimità del commercio schiavista solo per i nemici della fede cattolica.
Tale forma di riduzione in schiavitù venne riaffermata ed estesa con la bolla Romanus Pontifex del 1454: entrambi i documenti servirono da giustificazione in tutta l'epoca successiva per il commercio schiavista e la colonizzazione. Un'unica breve interruzione si ebbe nel 1462 quando Papa Pio II dichiarò la schiavitù "un grande crimine".
Con l'esplosione della riforma protestante e la separazione dal Papato avvenuta quasi parallelamente alla conquista delle Americhe, i professanti dell'anglicanesimo e del protestantesimo fecero invece volentieri a meno delle bolle papali e non le utilizzarono come giustificazione. La posizione ufficiale fu quella di condannare esclusivamente la schiavitù dei cristiani, mentre lo schiavismo nella sua generalità venne considerato un'antica istituzione stabilita, necessaria a fornire agli stati europei la forza lavoro di cui abbisognavano. Entro il XVI secolo gli schiavi africani sostituirono oramai quasi del tutto le altre etnie e gruppi religiosi tra i commercianti occidentali.
All'interno del territorio portoghese costituito dalla Colonia del Brasile e anche al di là delle sue frontiere originarie la schiavitù dei nativi americani venne perseguita dai bandeirantes.
Tra molti altri mercati degli schiavi sparpagliati in territorio europeo quelli genovesi e veneziani furono i più noti; la loro importanza crebbe a seguito della peste nera (1346-50) la quale decimò gran parte della forza lavoro europea: la richiesta di schiavi crebbe in proporzione. La città marittima di Lagos in Portogallo fu il primo mercato di schiavi portoghese a vendere i neri importati direttamente dall'Africa; venne aperto nel 1444. Già nel 1441 i primi schiavi vennero condotti con la forza nel Regno del Portogallo dall'odierna Mauritania settentrionale.
Il principe Enrico il Navigatore, finanziatore ufficiale delle spedizioni portoghesi africane, come qualsiasi altra merce tassò 1/5 del prezzo di vendita degli schiavi importati in terra portoghese. Entro il 1552 gli schiavi africani rappresentarono quasi il 10% dell'intera popolazione di Lisbona. Nella seconda metà del XVI secolo l'associazione mercantile "Crown" rinunciò al monopolio del commercio schiavista e il centro europeo di compravendita di schiavi africani si spostò dall'importazione negli Stati europei al trasporto diretto nelle colonie tropicali delle Americhe: prese così sempre più corpo la tratta atlantica degli schiavi africani.
Nel XV secolo 1/3 degli schiavi venne rivenduto nel mercato africano in cambio di oro. La schiavitù fu abolita nel Portogallo continentale e nell'India portoghese nel 1761, mentre venne definitivamente abrogata in tutte le colonie dell'impero portoghese nel 1869.

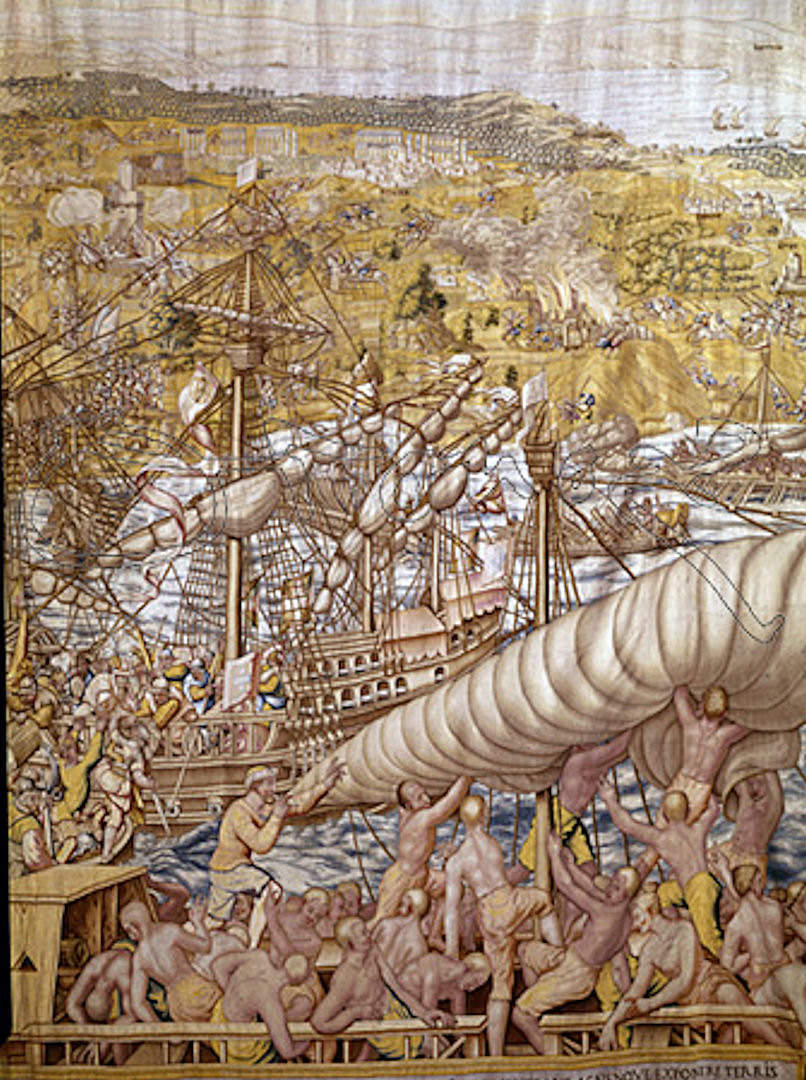
La conquista di Tunisi (1535) portò alla liberazione di 20.000 schiavi cristiani prigionieri dei musulmani.

#### Spagna
Gli spagnoli furono i primi europei ad utilizzare schiavi africani nel Nuovo Mondo su isole come Cuba e Hispaniola, a causa della mancanza di manodopera causata dalla diffusione delle malattie tropicali; un po' alla volta i coloni spagnoli rimasero sempre più coinvolti nel commercio schiavista atlantico. I primi africani giunsero in catene ad Hispaniola nel 1501; entro il 1517 i nativi erano già stati quasi annientati, soprattutto grazie alle malattie importate dagli europei.
Il problema della "giustezza della schiavitù" sui nativi americani si rivelò essere una questione fondamentale per la corona spagnola. Carlo V d'Asburgo diede una risposta definitiva a questa complicata e delicata materia, adeguandosi alla recente bolla Sublimis Deus del 1537 di Paolo III che condannava nuovamente lo schiavismo; a tal fine il 20 novembre del 1542 l'imperatore del Sacro Romano Impero abolì la schiavitù indigena con decreto nelle sue Leggi nuove. Questa proposta si basava sugli argomenti forniti dai migliori teologi e giuristi spagnoli, che erano unanimi nella condanna di tale "schiavitù ingiusta"; venne pertanto dichiarata illegittima e bandita da tutto il Vicereame della Nuova Spagna non soltanto la schiavitù degli spagnoli sugli indigeni, ma anche quella praticata tra i nativi stessi.
Tuttavia nelle colonie delle Indie occidentali spagnole, dove la produzione di canna da zucchero si rivelò subito estremamente redditizia – fondandosi essenzialmente sul lavoro degli schiavi – la schiavitù dei neri persistette: a Porto Rico fino al 1873, con disposizioni sui "periodi di apprendistato" e a Cuba fino al 1886.

#### Olanda
Anche se la schiavitù fu illegale nelle Diciassette province essa prosperò per tutto l'impero coloniale olandese, nelle Antille olandesi, nelle Indie Orientali Olandesi, nell'India olandese e nella Colonia del Capo.
La "costa degli schiavi olandese" (Slavenkust) si riferì ai centri commerciali fondati dalla Compagnia olandese delle Indie occidentali negli attuali Benin, Togo, Ghana e Nigeria. Inizialmente gli olandesi spedirono gli schiavi nella Guyana olandese e nel nord del territorio brasiliano; a partire dalla seconda metà del XVII secolo ebbero un interesse particolare nel controllare il commercio schiavista in direzione delle colonie spagnole. La Guyana olandese divenne un mercato importante nel corso del XVIII secolo.
Tra il 1612 e il 1872 gli Olandesi operarono da circa 10 fortificazioni poste lungo quella che diverrà in seguito la Costa d'Oro olandese, luoghi da cui gli schiavi vennero deportati oltreoceano. Il coinvolgimento olandese lungo la Costa degli Schiavi aumentò con l'istituzione di un porto commerciale a Offra nel 1660. Il mercante Willem Bosman ebbe a scrivere nel suo libro Nauwkeurige beschrijving van de Guinese Goud- Tand- en Slavekust (1703) come Allada rappresentasse allora il maggiore centro olandese della regione. Dal 1660 in poi la presenza olandese si fece sempre più permanente. Un rapporto di quell'anno descrive postazioni commerciali anche nelle attuali Benin City, Grand-Popo e a Savi (capitale del regno di Whydah).
Il centro di Offra divenne presto il centro olandese più importante di tutta la "Costa degli Schiavi". Secondo un rapporto del 1670 annualmente da 2.500 a 3.000 schiavi venivano trasportati nella tratta atlantica degli schiavi africani; questi numeri furono realizzabili soltanto in tempi di pace, mentre diminuirono durante i conflitti. Dal 1688 in poi scoppiò la guerra tra il re degli Aja e Allada e ciò provocò la distruzione del centro di Offra nel 1692. A metà del XVII secolo gli olandesi avevano un esercito preminentemente composto da coscritti forzati europei e da asiatici sudorientali.
Più tardi il commercio si spostò verso Ouidah. Su invito del governatore generale della costa d'oro olandese Willem de la Palma, Jacob van den Broucke fu inviato nel 1703 come mercante capo (opperkommies) alla stazione di Ouidah, che secondo le fonti venne stabilita intorno al 1670. Gli sconvolgimenti politici costrinsero però gli olandesi ad abbandonare Ouidah nel 1725 e si trasferirono nel territorio dell'attuale Godomey, dove costruirono "Fort Zeelandia".
Il comandante Hendrik Hertog ebbe la reputazione di grande trafficante di schiavi. Nel tentativo di estendere la propria area di traffico contrattò con le tribù locali e si immischiò nelle loro lotte politiche; si schierò tuttavia con la parte sbagliata, il che portò a un conflitto col direttore generale Jan Pranger il quale lo fece esiliare sull'isola di Appa nel 1732. Intanto il centro commerciale schiavista estese la propria opera a tutti gli isolotti dei dintorni.  Nel 1733 Hertog tornò a Jaquim, ma i suoi superiori della Compagnia olandese delle Indie occidentali si accorsero ben presto che i suoi schiavi erano più costosi rispetto a quelli della Costa d'Oro. Nel 1735 Elmina divenne il luogo preferito per lo scambio di schiavi.
A partire dal 1778 si stima che gli olandesi stessero trasportando ogni anno circa 6.000 africani in direzione dei Caraibi olandesi. La schiavitù caratterizzò anche i possedimenti olandesi presenti negli attuali Sudafrica, Ceylon e Indonesia; proprio gli indonesiani diedero un contributo significativo alla popolazione dei Meticci del Capo.
Il ruolo olandese nel commercio degli schiavi atlantici è stimato al 5-7% del totale, poiché deportarono dai 550 ai 600.000 schiavi africani oltre Atlantico tra cui circa 75.000 morti a bordo prima di raggiungere le loro destinazioni. Dal 1596 al 1829 i commercianti olandesi vendettero almeno 250.000 schiavi nella Guyana olandese, 142.000 nelle isole caraibiche e 28.000 nel Brasile olandese. Decine di migliaia di schiavi inoltre, provenienti per lo più dal subcontinente indiano e da alcuni paesi africani, vennero trasferiti nelle Indie Orientali Olandesi.
I Paesi Bassi abolirono la schiavitù nel 1863; anche se la decisione era già stata presa nel 1848, occorsero molti anni per ottenere una legislazione apposita. Gli schiavi della Gyuana olandese sarebbero stati completamente liberi solo nel 1873 in quanto la legge stabilì che vi dovesse essere una transizione obbligatoria di 10 anni.

#### Tratta barbaresca
I corsari barbareschi continuarono a commerciare schiavi europei fino al periodo della storia moderna. I pirati musulmani, principalmente algerini son il sostegno dell'impero ottomano, compirono numerosi incursioni sulle coste europee giungendo ad imbarcare tra il XVI e il XIX secolo migliaia di prigionieri che furono poi venduti come schiavi. Molti di questi vennero fatti riscattare e molte comunità europee raccolsero fondi in tal senso, come il "Monte della Redenzione degli Schiavi" a La Valletta con l'intento di liberare i propri cittadini.
Le razzie terminarono gradualmente con il declino navale ottomano e soprattutto grazie alla conquista europea del Nordafrica nel corso della prima metà del XIX secolo.
Dal 1609 al 1616 gli inglesi persero 466 navi mercantili per colpa dei corsari barbari; 160 navi furono catturate dagli algerini tra il 1677 e 1680. Molti dei marinai fatti prigionieri vennero ridotti in schiavitù e detenuti per il riscatto. I corsari riuscirono a giungere fino al Sud-ovest dell'Inghilterra, ove le scorrerie rimasero tristemente conosciute tra le numerose comunità costiere. Nel 1627 i corsari, sotto il comando del rinnegato olandese Jan Janszoon van Haarlem, che operavano dal porto marocchino di Salé riuscirono ad occupare l'isola di Lundy. Nel corso di tutto questo periodo risultarono segnalazioni che volevano gli schiavi catturati essere inviati ad Algeri.
L'Irlanda, nonostante la sua posizione settentrionale, non fu immune dagli attacchi dei corsari. Nel giugno del 1631 van Haarlem ("Murat Reis"), assieme ai pirati algerini e alle truppe armate ottomane, scese a terra nel piccolo villaggio portuale irlandese di Baltimore nella contea di Cork; vennero catturati quasi tutti gli abitanti e portati in Nordafrica in catene. I prigionieri furono variamente destinati; alcuni vissero i loro giorni come rematori schiavizzati nelle navi, mentre altri avrebbero trascorso lunghi anni nella profumata reclusione degli harem o all'interno del palazzo del sultano in qualità di servitori. Solamente due di loro poterono rivedere nuovamente la propria patria.
Il congresso di Vienna, a conclusione delle guerre napoleoniche, portò ad un maggior consenso europeo sulla necessità di porre fine alle invasioni barbaresche. Il saccheggio di Cagliari da parte di uno squadrone tunisino il quale rapì 158 abitanti, provocò un'estesa indignazione. La Gran Bretagna aveva già bandito il commercio degli schiavi e stava cercando d'indurre anche altri paesi a fare altrettanto. Gli Stati che si trovavano ad essere più vulnerabili ai corsari si lamentarono del fatto che gl'inglesi si preoccupassero maggiormente di concludere il commercio della tratta atlantica degli schiavi africani piuttosto che fermare la schiavitù degli europei e degli americani per opera degli stati barbareschi attraverso la tratta barbaresca degli schiavi.
Per neutralizzare questa obiezione e poter così continuare la campagna a favore dell'abolizionismo nel 1816 gli inglesi inviarono Edward Pellew, I visconte di Exmouth per farsi garantire nuove concessioni dalla Libia ottomana, da Tunisi e dall'Algeria ottomana, tra cui un impegno a trattare i prigionieri cristiani in qualsiasi futuro conflitto come prigionieri di guerra anziché come schiavi. Riuscì ad imporre la pace tra Algeri e il regno di Sardegna e il regno delle Due Sicilie. Durante questa sua prima visita Exmouth riuscì a negoziare trattati soddisfacenti, quindi se ne ritornò in patria.

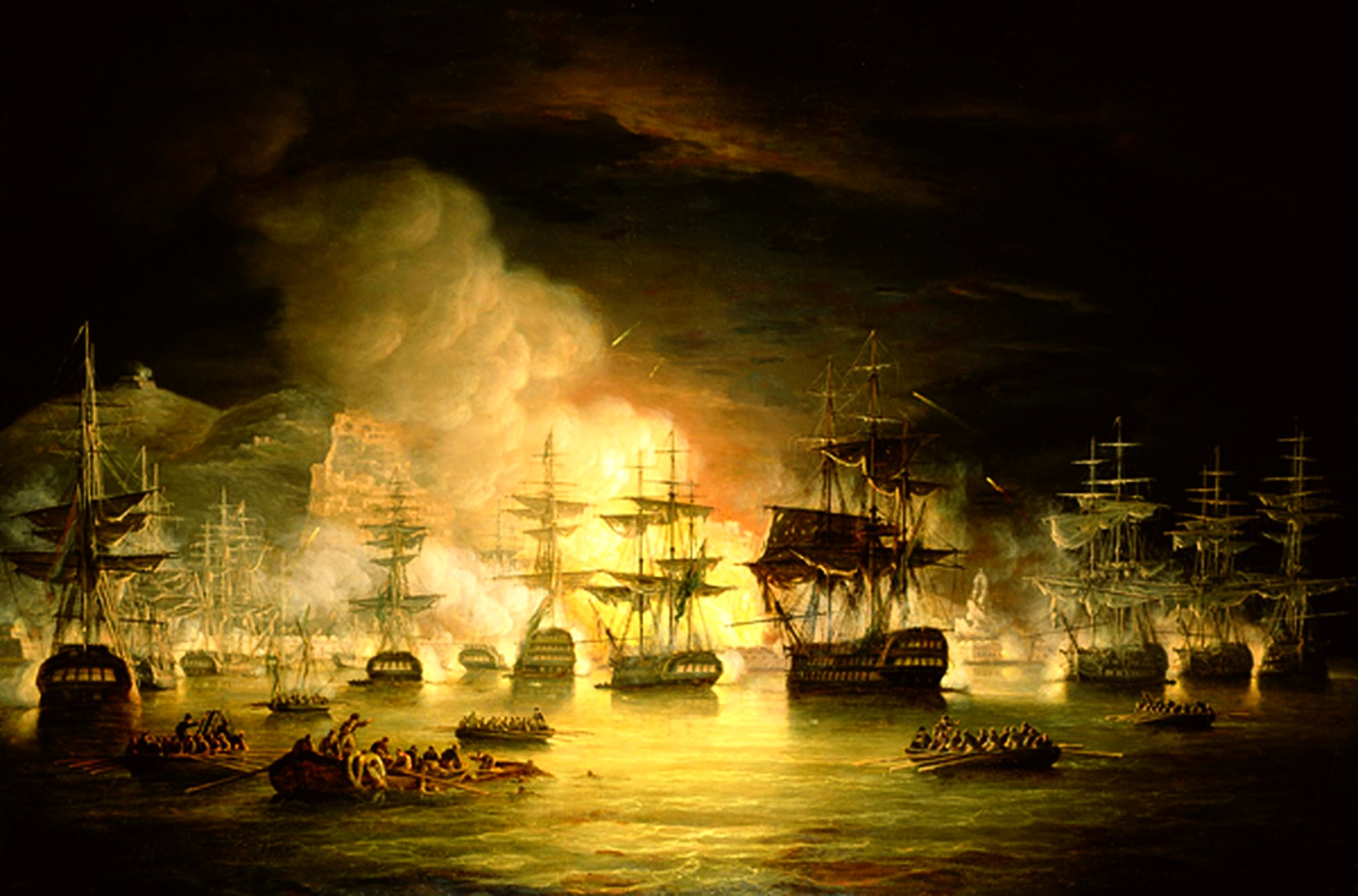
Il Bombardamento di Algeri (1816) di Thomas Luny (1820).

Mentre stava ancora negoziando un certo numero di pescatori originari della Sardegna che si erano stabiliti ad Annaba vennero brutalizzati senza che ne potesse venire a conoscenza. In quanto sardi si trovavano tecnicamente sotto la protezione britannica e quindi il governo rimandò in missione Exmouth con una richiesta di riparazione. Il 17 agosto, in combinazione con uno squadrone olandese, Exmouth diede il via al bombardamento di Algeri: a seguito di ciò riuscì ad ottenere nuove concessione sia da parte degli algerini che dei tunisini.
Gli stati barbareschi ebbero difficoltà però a garantire una condiscendenza uniforme ad un totale divieto della schiavitù in quanto il commercio schiavista era sempre stato tradizionalmente d'importanza centrale per l'economia nordafricana. I mercanti arabi continuarono a catturare prigionieri rivolgendosi a popoli meno protetti; successivamente Algeri rinnovò le sue incursioni schiaviste, anche se in una misura minore. Al Congresso di Aquisgrana (1818) gli europei discussero sulla possibile rappresaglia. Nel 1820 una flotta britannica sotto la guida dell'ammiraglio Harry Burrard-Neale bombardava nuovamente Algeri. L'attività schiavista dei pirati arabi non cessò interamente fino all'Invasione di Algeri (1830) e all'istituzione dell'Algeria francese.

#### Khanato di Crimea
Il Khanato di Crimea compì frequenti incursioni di cavalleria contro i principati danubiani, la Confederazione polacco-lituana e il granducato di Mosca con l'intenzione di schiavizzare tutte quelle persone che sarebbe riuscito a catturare. Per ogni prigioniero il Khan ricevette una quota fissa (savğa) tra il 10 e il 20%. Queste campagne vennero denominate sojourns, operazioni dichiarate ufficialmente come guidate dai Khan stessi o çapuls, incursioni intraprese da gruppi di nobili talvolta del tutto illegali in quanto violavano i trattati conclusi dai Khan con i sovrani limitrofi.
Per lungo tempo, fino agli inizi del XVIII secolo, il Khanato di Crimea mantenne un massiccio scambio di schiavi con l'impero ottomano e il Medio Oriente, esportando nel periodo compreso tra il 1500 e il 1700 circa due milioni di schiavi russi e polacchi. L'attuale Feodosia divenne ben presto uno dei più conosciuti e significativi mercati commerciali schiavisti. Nel 1769 l'ultima grande incursione compiuta dai Tatari vide la cattura di 20.000 schiavi, per lo più russi e ruteni.
L'autore e storico Brian Glyn Williams, professore di storia dell'Islam, scrive: "si stima che nel corso del XVI secolo il Commonwealth Polacco-Lituano abbia perduto circa 20.000 persone all'anno e che dal 1474 al 1694 circa un milione di cittadini del Commonwealth sono stati portati in schiavitù in Crimea".
Le fonti della prima storia moderna sono piene di descrizioni riguardanti le sofferenze degli schiavi cristiani catturati dai Tatari della Crimea nel corso dei loro saccheggi: "sembra che la posizione e le condizioni quotidiane di uno schiavo dipendessero in gran parte dal suo proprietario. Alcuni schiavi infatti avrebbero potuto trascorrere il resto dei loro giorni a fare lavori di fatica: come menziona il visir della Crimea Sefer Gazi Aga in una delle sue lettere gli schiavi erano spesso 'un aratro e una falce' dei loro proprietari. Forse il più terribile era il destino di coloro che sono diventati rematori nelle galee le cui sofferenze sono state poeticizzate in molte canzoni ucraine... Sia gli schiavi di sesso femminile che maschile furono spesso utilizzati per scopi sessuali".

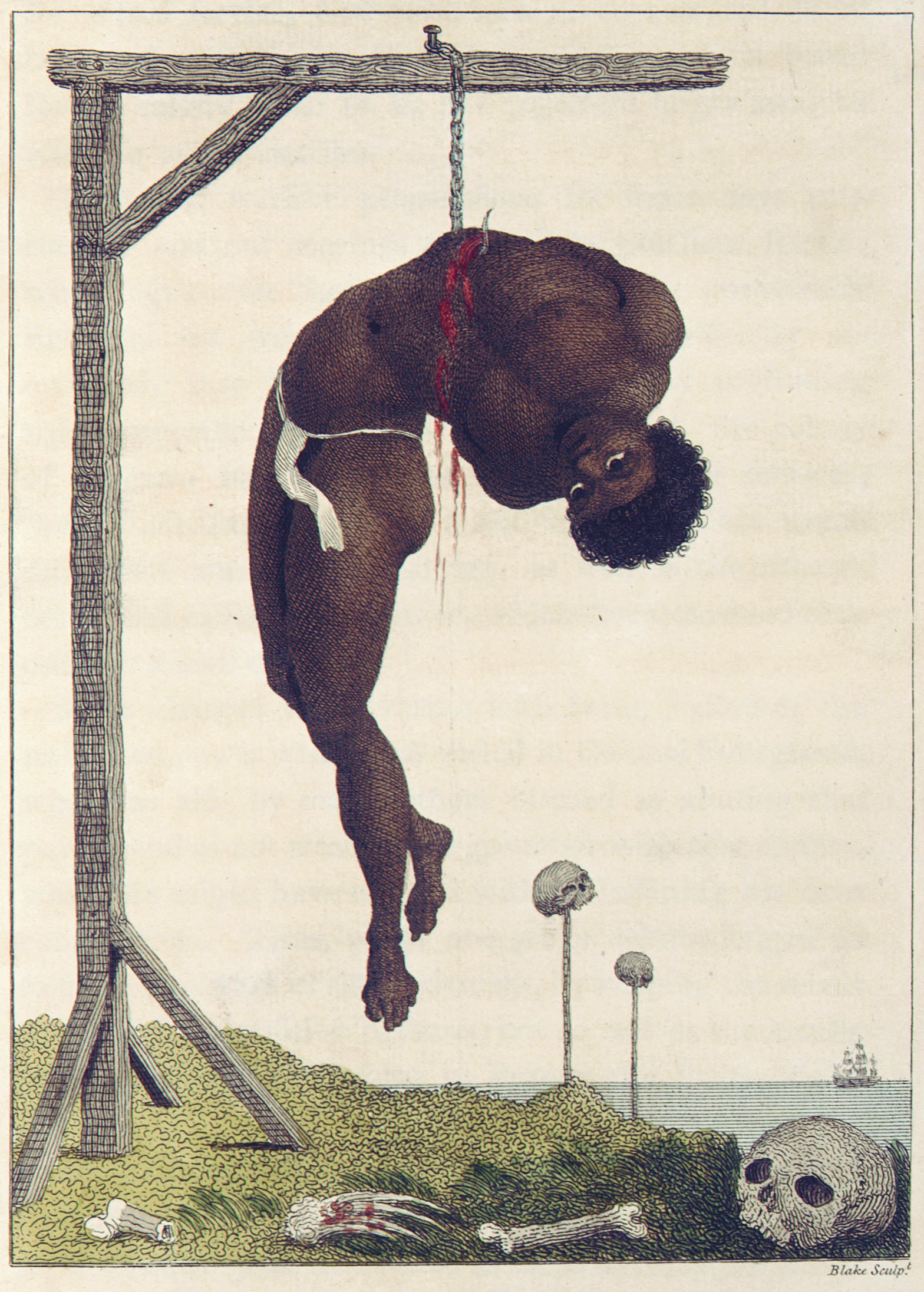
Dettaglio dell'illustrazione di William Blake per l'opera Five Years' Expedition, against the Revolted Negroes of Surinam di John Gabriel Stedman. "Un negro appeso vivo per le costole alla forca."

#### Tratta britannica atlantica
La Gran Bretagna svolse un ruolo importante nel commercio schiavista atlantico, soprattutto dopo il 1600; fu un'istituzione legalmente ammessa in tutte le Tredici colonie nordamericane e in Canada (acquisito nel 1763). I profitti del commercio degli schiavi e delle piantagioni delle Indie occidentali ammontarono, al momento della rivoluzione industriale, al 5% dell'intera economia britannica.
Mentre la maggior parte degli schiavi erano neri vi furono però anche casi di bianchi e persino di britannici ridotti in schiavitù. Un incidente poco noto nella carriera del giudice George Jeffreys si riferisce a un'inchiesta aperta a Bristol nel 1685 quando era sindaco della città; multò per 1.000 sterline i portuali sotto l'accusa di sequestro di persona. Alcuni commercianti a quel tempo erano conosciuti come rapitori di giovani connazionali con l'intenzione di spedirli oltreaceano come schiavi.
Il caso Somerset contro Stewart nel 1772 venne generalmente considerato all'epoca come una sentenza che proibì la condizione di schiavitù ai sensi del diritto inglese e gallese. Nel 1785 il poeta William Cowper scrisse: ": non abbiamo schiavi in patria - allora perché li abbiamo all'estero? Gli schiavi non riescono a respirare in Inghilterra, ma se i loro polmoni ne ricevono l'aria, ecco che in quel momento sono liberi, il contatto con il nostro paese fa cadere tutti i ceppi che portano. Questa nobiltà rivela una nazione orgogliosa e gelosa della propria benedizione, che poi diffonde e fa circolare in ogni vena".
Nel 1807 a seguito di un forte gruppo di pressione ispirato dal movimento per l'abolizionismo, condotto principalmente da William Wilberforce, il Parlamento del Regno Unito votò per rendere illegale il commercio di schiavi in qualsiasi parte dell'impero britannico grazie allo Slave Trade Act 1807: si ottenne con ciò l'abolizione della tratta degli schiavi. Successivamente assunse un ruolo importante nella lotta contro la tratta e la condizione stessa di schiavitù venne definitivamente abolita nei territori imperiali con il Slavery Abolition Act 1833. Tra il 1808 e il 1860 il "West Africa Squadron" sequestrò circa 1.600 navi negriere e liberò i 150.000 africani che vi si trovavano a bordo.
Vennero intraprese azioni anche contro i leader africani che rifiutarono di accettare i trattati britannici che mettevano fuorilegge il commercio. Akitoye, l'11° Oba (sovrano) di Lagos, divenne famose per aver usato il coinvolgimento britannico per riconquistare il potere in cambio della soppressione della schiavitù tra gli Yoruba nel 1851. I trattati anti-schiavismo furono firmati con oltre 50 governanti africani.
Nel 1839 la più antica organizzazione internazionale per i diritti umani, l'"Anti-Slavery International", fu costituita in Inghilterra dall'esponente del Quaccherismo Joseph Sturge per operare a favore del bando della schiavitù negli altri paesi. La scrittrice Amelia Opie fu una grande sostenitrice dell'abolizionismo nel Regno Unito.
Nel 1811 il piantatore Arthur William Hodge fu giustiziato per l'omicidio di uno schiavo nelle Indie occidentali britanniche; non si trattò però, come affermato, della prima persona bianca condannata alla pena di morte legalmente per aver fatto assassinare uno schiavo.

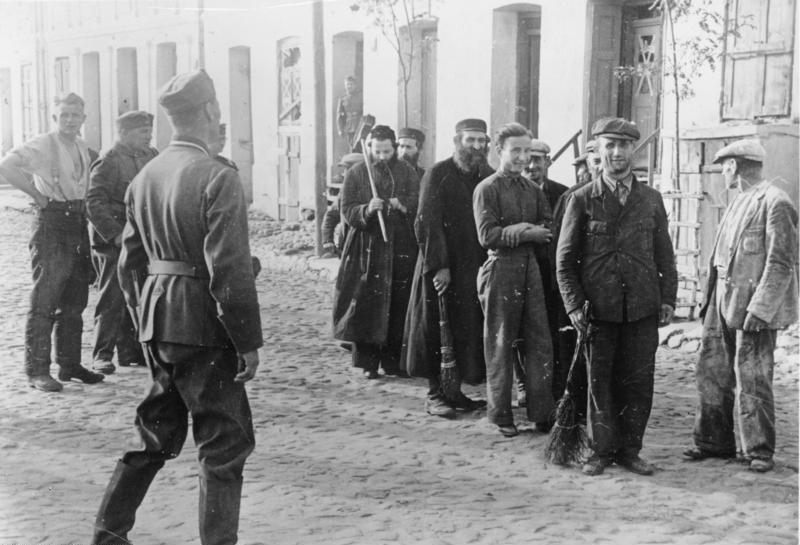
Gli ebrei polacchi vengono allineati dai soldati tedeschi per eseguire il lavoro forzato. Settembre del 1939 dopo l'Occupazione della Polonia.

### Epoca contemporanea

#### Germania nazista
Durante la seconda guerra mondiale la Germania nazista ha prodotto diverse categorie di campi di lavoro (Arbeitslager) per differenti categorie di detenuti. Il maggior numero di essi deteneva civili ebrei sequestrati per il lavoro forzato nei paesi occupati (Łapanka in lingua polacca) con l'intenzione di rifornire l'industria bellica, riparare ferrovie bombardate e ponti o lavorare in aziende agricole. Nel 1944 il 19,9% di tutti i lavoratori impiegati erano stranieri, civili o prigionieri di guerra.

#### Unione delle Repubbliche Socialiste Sovietiche
L'Unione delle Repubbliche Socialiste Sovietiche adottò il già ampio sistema di Katorga ampliandolo immensamente, organizzando infine il Gulag per gestire i campi. Nel 1954, un anno dopo la morte di Iosif Stalin, il nuovo governo di Nikita Sergeevič Chruščёv cominciò a liberare i prigionieri politici e chiudere i campi. Alla fine degli anni cinquanta quasi tutti i "campi di lavoro correttivi" sono stati riorganizzati, soprattutto nel sistema delle "colonie di lavoro correttive". Ufficialmente il Gulag viene abolito dal Ministero degli affari interni della Russia il 25 gennaio 1960.
Durante il periodo dello stalinismo i campi di lavoro forzato in Unione Sovietica furono denominati "campi correttivi" o "colonie", queste ultime in particolare per i condannati minori di 16 anni e i bambini di strada ("bambini privi di assistenza familiare"). Nel corso della loro esistenza i Gulag ebbero all'incirca 14 milioni di persone rese schiave.

#### Forze alleate
Come concordato dagli Alleati della seconda guerra mondiale alla Conferenza di Jalta, i tedeschi furono utilizzati nel lavoro forzato come parte delle riparazioni di guerra. Nel 1947 si stima che circa 400.000 tedeschi (sia civili sia prigionieri di guerra) siano stati usati in opere di lavoro obbligatorio: ad esempio costretti a liberare i campi minati in Francia e nei Paesi Bassi. Nel dicembre del 1945 fu stimato dalle autorità francesi che mensilmente rimanevano feriti o uccisi almeno 2.000 prigionieri a causa di incidenti.
In Norvegia l'ultima registrazione di vittime disponibile, datata 29 agosto 1945, mostra che a quel tempo un totale di 275 tedeschi erano morti durante gli smistamenti, mentre 392 erano rimasti feriti. I tassi di mortalità per i civili che svolgevano il lavoro forzato in Unione Sovietica variano tra il 19 e il 39% a seconda della categoria.

## Oceania

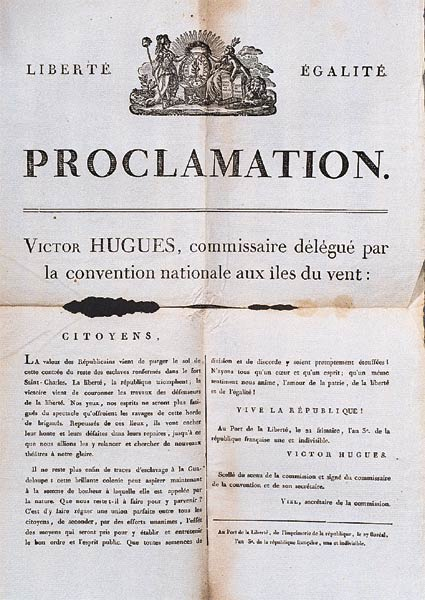
Proclama di abolizione della schiavitù di Victor Hugues nella Guadalupa, il 1º novembre del 1794.

Nella prima metà del XIX secolo in Polinesia si svolsero scorrerie su scala ridotta per rifornire di lavoratori, marinai forzati e per la schiavitù sessuale i trafficanti di caccia alla balena e caccia alla foca; questo sia all'ovest che all'est estremo del "triangolo polinesiano". Nel corso degli anni 1860 tale commercio crebbe in operazioni su più vasta scala con incursioni fino alle isole peruviane dell'Oceano Pacifico meridionale con l'intento di raccogliere forzosamente lavoratori per rifornire l'industria del guano.

### Hawaii
Le antiche Hawaii furono una società improntata essenzialmente sul sistema castale, con le persone che nascevano all'interno di classi sociali specifiche predeterminate. "Kauwa" costituiva la classe più emarginata o schiava; si crede fossero discendenti dei prigionieri di guerra. Il matrimonio tra le caste più alte e i Kauwa rimase sempre strettamente proibito; essi erano costretti a lavorare per i capi e vennero spesso utilizzati come sacrificio umano alle divinità templari. Anche i nemici sconfitti potevano essere accettati per assumere il ruolo di vitime.

### Nuova Zelanda
Prima dell'arrivo dei coloni europei ogni tribù Maori (iwi) si considerò un'entità separata equivalente ad una nazione. All'interno della società tradizionale di Aotearoa i prigionieri di guerra divennero "taurekareka", ossia schiavi, a meno che non venissero liberati, riscattati o mangiati in sacrifici di cannibalismo. Con alcune rare eccezioni il figlio di uno schiavo rimase anch'esso schiavo.
Per quanto se ne possa dire sembra la schiavitù sia aumentata nei primi anni del XIX secolo con l'aumento del numero di prigionieri fatti catturare dai capi miliari come Hongi Hika (1772-1828) e Te Rauparaha (1760-1848) per soddisfare le necessità lavorative durante le Guerre del moschetto; li offrirono ai balenieri e ai commercianti assieme a cibo, lino e legname in cambio di merci occidentali. Queste guerre intertribali durarono con poche interruzioni dal 1807 al 1843, quando numerosi schiavi furono catturati dalle tribù settentrionali che avevano acquistato moschetti.
All'incirca 20.000 Maori morirono nei conflitti concentrati soprattutto nell'Isola del Nord. Venne catturato un numero imprecisato di schiavi (i "mokai"); le tribù settentrionali li usarono per sviluppare grandi aree di coltivazione della patata, riservata al commercio con le navi commerciali europee. I capi diedero avvio anche ad un ampio traffico di schiavitù sessuale nella regione della Bay of Islands negli anni 1830; nel 1835 circa 70-80 navi annuali giungevano nei porti. Un capitano francese descrisse l'impossibilità di sbarazzarsi delle ragazze le quali, sparpagliate sulla sua nave, si univano all'equipaggio composto da 70 uomini in un rapporto di 3 a 1. Tutti i pagamenti per le ragazze vennero incamerati dal capo tribù.
A partire dal 1833 il cristianesimo si diffuse nel Nord e un gran numero di schiavi ottennero la libertà. Tuttavia nel 1835 due tribù Taranaki, i Ngāti Tama e gli Ngāti Mutunga, sfollate a causa della guerra compirono nel 1835 un'invasione attentamente programmata delle isole Chatham poste a 800 km ad est di Christchurch. Circa il 15% dei popoli indigeni polinesiani Moriori – che erano migrati nelle isole nel corso del XVI secolo – furono uccisi, con molte donne torturate a morte. La restante popolazione venne schiavizzata allo scopo di produrre cibo, specialmente patate. I Moriori vennero trattati in modo disumano e degradante per molti anni, la loro cultura subì un bando e si tolse loro pure il diritto di sposarsi, per questo si può parlare anche di genocidio dei moriori. 
La schiavitù fu dichiarata illegale quando i britannici annessero l'intera Nuova Zelanda nel 1840, immediatamente prima della firma del Trattato di Waitangi, anche se essa non terminò nei fatti fino a quando il governo europeo non si estese efficacemente in tutto il paese con la sconfitta del regno Kīngitanga nelle Guerre māori della metà degli anni 1860.
Alcuni Maori si persero dei parten Moriori. Lo stato di effettiva schiavitù di questi ultimi durò fino agli anni 1860, anche se era stata vietata dal diritto britannico fin dal 1809 e scoraggiata dai missionari della "Church Mission Society" presenti almeno dalla fine degli anni 1820. Nel 1870 una delle tribù che aveva invaso le isole, gli Ngati Mutunga, si giustificò dinnanzi alla Corte nazionale neozelandese (la "Māori Land Court") affermando che i gravi maltrattamenti inflitti ai Moriori facevano parte della pratica standard Māori detta "Tikanga".

### Isole Chatham
Un gruppo di popoli della Polinesia che migrarono nelle isole Chatham divennero i Moriori, i quali svilupparono una cultura in gran parte dedita al pacifismo. Fu originariamente ipotizzato che si fossero stabiliti nelle isole diretti verso la Polinesia, ma ai giorni nostri è ampiamente creduto che fuggirono dai Maori emigrando dall'Isola del Sud.
Il loro sistema di esistenza essenzialmente pacifica li rese del tutto incapaci di difendersi quando le isole furono invase dalla terraferma negli anni 1830. Alcune tribù Māori compirono un'invasione in piena regola nel 1835; la popolazione rimasta dopo le uccisioni di massa venne schiavizzata a scopo agricolo. Furono massacrate circa 300 persone e i rimanenti 1.200-1.300 ridotti in stato di schiavitù.

### Isola di Pasqua
L'isola di Pasqua nel bel mezzo dell'oceano Pacifico fu abitata dal popolo Rapa Nui, che subì una serie di incursioni schiaviste a partire dai primi anni del XIX secolo, le quali culminarono in un'esperienza di quasi genocidio negli anni 1860. Il conflitto innescato nel 1805 provenne essenzialmente dal continente americano e ciò produsse un radicale cambiamento di atteggiamento degli isolani nei confronti dei visitatori esterni, con rapporti che culminarono nel corso degli anni 1820 e 1830 in ostilità aperta.
Nel dicembre del 1862 le incursioni peruviane portarono tra 1.400 e 2.000 isolani in Perù per costringerli a lavorare nell'industria del guano; rappresentarono circa 1/3 dell'intera popolazione dell'isola e comprese gran parte dei capi compreso il re ('ariki mau), forse l'ultimo in grado di leggere i glifi Rongorongo. A seguito dell'intervento dell'ambasciatore francese a Lima gli ultimi 15 sopravvissuti vennero fatti rimpatriare, ma portarono con sé il vaiolo il quale contribuì a devastare ulteriormente la già fragilissima demografia dell'isola.

## Movimenti abolizionisti
La schiavitù è esistita, in una forma o in un'altra, in tutta la storia umana. Allo stesso modo vi furono movimenti creati con l'intento di liberare ampi o più distinti gruppi di schiavi. Tuttavia l'abolizionismo dev'essere separato dagli sforzi messi in atto per aiutare un particolare gruppo di schiavi o per limitarne una delle sue pratiche, come ad esempio il commercio della compravendita schiavista.
Lo storico Seymour Drescher in Abolition: A History of Slavery and Antislavery fornisce un modello per la storia dell'abolizione della schiavitù, sottolineandone le origini nell'Europa occidentale ove nel 1500 la schiavitù era praticamente scomparsa, mentre rimaneva un fenomeno del tutto normale praticamente ovunque. Le potenze imperiali, l'impero britannico, l'impero coloniale francese, l'impero spagnolo, l'impero portoghese, l'impero olandese, l'impero coloniale belga e altri ancora costruirono degli imperi mondiali fondati principalmente sull'agricoltura della piantagione utilizzando schiavi importati dall'Africa subsahariana.
Nonostante ciò i governi al potere s'impegnarono attivamente nel minimizzare la presenza della schiavitù nei loro paesi d'origine. Nel 1807 la Gran Bretagna e subito dopo anche gli Stati Uniti d'America nord-orientali criminalizzarono il commercio internazionale degli schiavi; la Royal Navy divenne sempre più efficace nell'intercettazione delle navi negriere, liberando i prigionieri e portando gli equipaggi davanti a una corte di giustizia.
Anche se vi furono numerose rivolte di schiavi nei Caraibi, l'unica che ebbe un pieno successo rimase quella scoppiata nella colonia francese di Saint-Domingue (1625-1789) nei primi anni 1790, la cosiddetta rivoluzione haitiana in cui gli schiavi africani si unirono e, dopo aver ammazzato i mulatti e i bianchi oppressori, stabilirono la repubblica indipendente di Haiti. Gli europei indietreggiarono colti dall'orrore.
La continua redditività delle piantagioni basate esclusivamente sul lavoro degli schiavi e la minaccia sempre presente di vere e proprie guerre razziali rallentarono lo sviluppo dei movimenti per l'abolizione nel corso della prima metà del XIX secolo. Questi risultarono essere più forti in territorio britannico e, dopo il 1840, anche negli Stati Uniti d'America; in entrambi i casi erano basati essenzialmente da un entusiasmo religioso promosso dall'evangelicalismo, il quale dichiarava che possedere uno schiavo fosse un peccato morale, sottolineandone il terribile impatto sugli schiavi stessi.
Gli Stati nordisti avevano intanto abolito la schiavitù, in parte anche in risposta alla Dichiarazione d'indipendenza degli Stati Uniti d'America, tra il 1777 e il 1804. Il Regno Unito proibì la schiavitù all'interno del proprio impero nel corso degli anni 1830. Tuttavia le economie della piantagione negli Stati Uniti meridionali fondate sul cotone e quella brasiliane e cubane fondate sulla canna da zucchero si allargarono per diventare ancora più redditizie. La sanguinosa guerra di secessione americana pose fine all'istituto della schiavitù nel 1865.
Il sistema schiavista ebbe termine nella Capitaneria generale di Cuba e nell'impero del Brasile nel corso degli anni 1880 in quanto si dimostrò non essere più redditizia per i proprietari. La schiavitù continuò invece ad esistere nel continente africano, dove i commercianti arabi continuarono le incursioni nelle aree a maggioranza nera per fare nuovi prigionieri che vennero poi venduti nei mercati del Nordafrica e del Vicino Oriente. L'imposizione della legislazione coloniale europea e la pressione diplomatica riuscirono seppur lentamente a porre fine alla tratta araba degli schiavi, fino alla sua completa estinzione.

### Impero persiano
Ciro II di Persia (559-530 a.C.), fondatore dell'impero persiano, proibì temporaneamente la sistematica riduzione in schiavitù della popolazione non combattente dei territori conquistati. Egli liberò anche quelli che già si trovavano in stato di schiavitù e permise ai popoli deportati fatti schiavi dai precedenti re assiri e babilonesi di fare ritorno nella propria patria d'origine. Il decreto sulla popolazione non combattente conquistata venne fatto scrivere su un cilindro apposito.

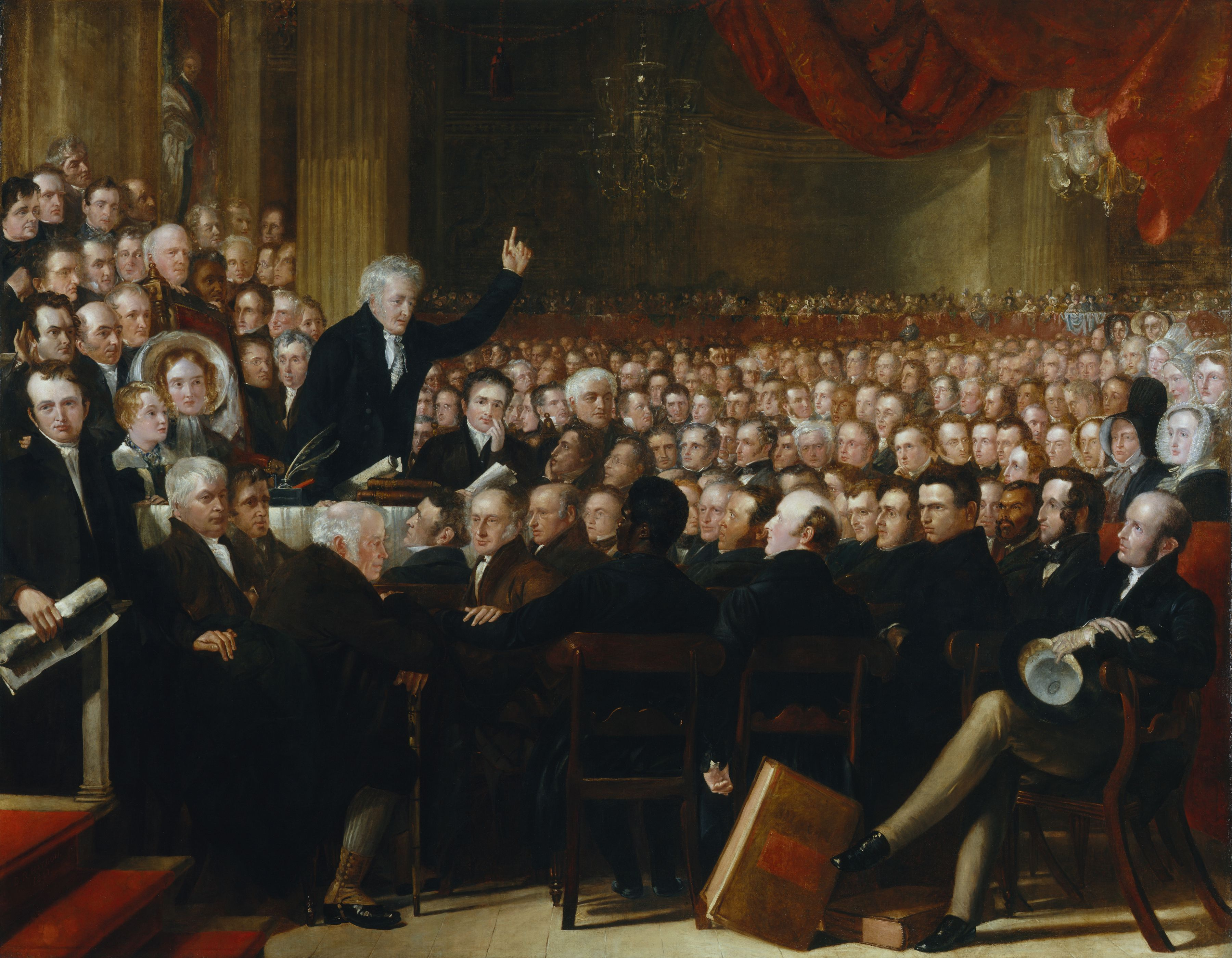
L'"Anti-Slavery Society Convention". Dipinto di Benjamin Haydon (1840).

### Gran Bretagna
Nel 1772 la suprema Corte reale sentenziò, nel caso Somerset contro Stewart, che era illegale portare con la forza uno schiavo all'estero. Da allora in poi essa venne erroneamente dichiarata come un precedente giudiziario il quale avrebbe considerato la schiavitù fuorilegge in territorio britannico, anche se non altrove nell'impero britannico. Un caso simile riguardò lo schiavo africano Joseph Knight importato dalla Colonia della Giamaica e che si svolse in Scozia cinque anni dopo; la sentenza dichiarò la schiavitù essere contraria alla legge scozzese (Knight VS John Wedderburn).
A seguito dell'opera militante a favore dell'abolizionismo compiuta da William Wilberforce e da Thomas Clarkson lo Slave Trade Act 1807 passò l'esame del Parlamento del Regno Unito il 25 marzo del 1807 ed entrò in vigore l'anno seguente; con esso venne fatta approvare la proibizione del commercio schiavista. La legge impose inoltre una multa di 100 sterline per ogni schiavo che fosse trovato a bordo di una nave britannica; l'intenzione fu quella di bandire interamente il commercio della tratta atlantica degli schiavi africani in tutti i territori imperiali.

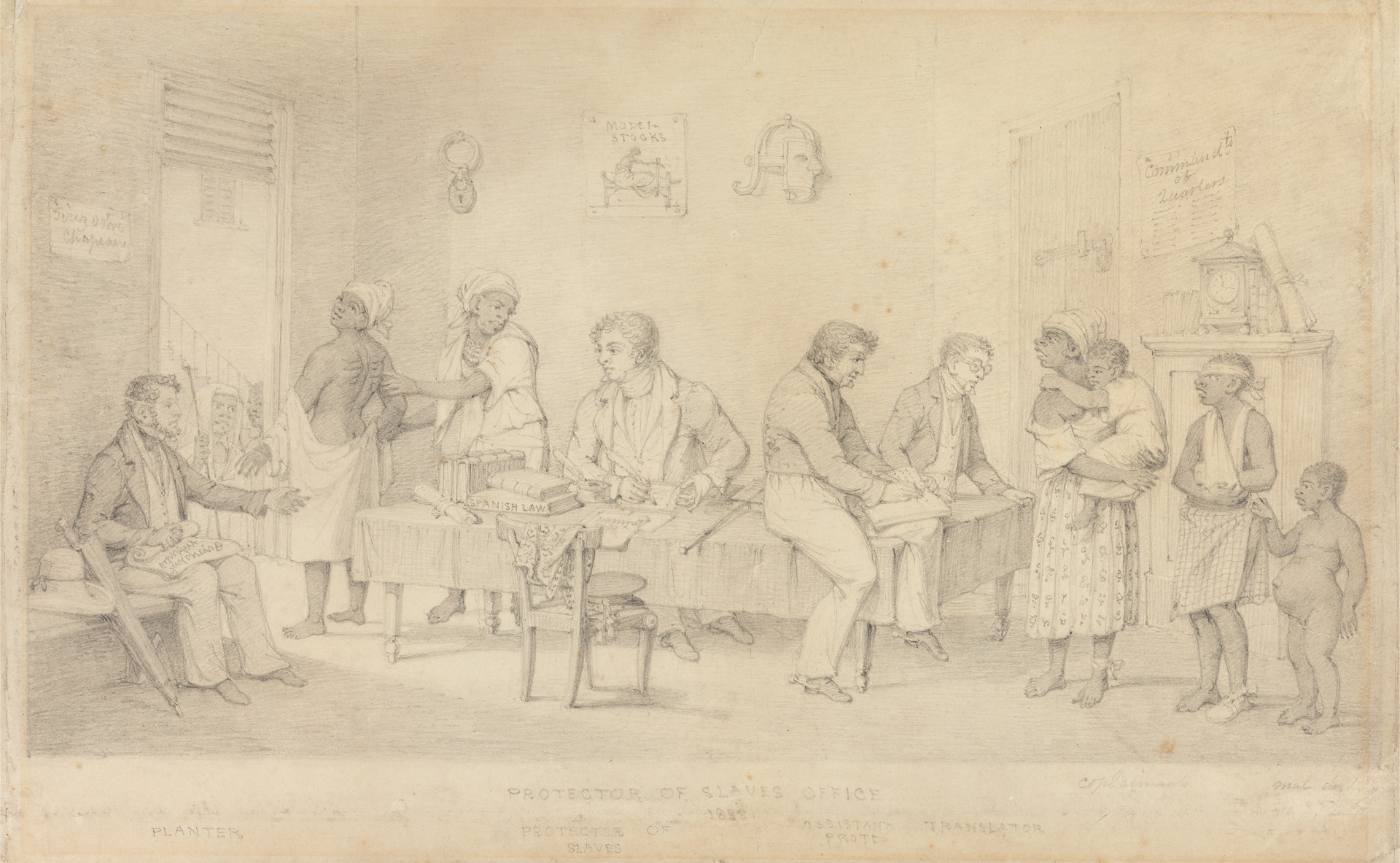
"Protector of Slaves Office" a Trinidad (isola), stampa di Richard Bridgens (1838).

L'importanza dell'abolizione del commercio schiavista britannico è data dal numero effettivo di persone fino ad allora trasportate da navi negriere britanniche per essere vendute oltreoceano: si parla di 2.532.300 africani rapiti e deportati, pari al 41% del trasporto totale di 6.132.900 neri. Questo dato rende l'impero britannico il più grande contributore al mondo della tratta atlantica. L'abolizione agì direttamente, in modo dannoso, sul commercio globale degli schiavi.
I britannici cominciarono ad utilizzare la propria influenza diplomatica nel tentativo di spingere altre nazioni in direzione di una stipulazione di trattati che avrebbero vietato il commercio schiavista e al contempo per dotare la Royal Navy del diritto d'interdire le imbarcazioni che trasportassero schiavi naviganti sotto la loro bandiera nazionale.
Lo Slavery Abolition Act 1833 bandì definitivamente la schiavitù all'interno dell'impero, ad eccezione dell'impero anglo-indiano. Il 1º agosto del 1834 gli schiavi per servitù debitoria vennero mantenuti sotto il controllo dei loro ex proprietari tramite un sistema di apprendistato, il quale sarebbe dovuto durare per sei anni. L'emancipazione completa venne concessa anticipatamente quattro anni dopo. La schiavitù venne abolita nel subcontinente indiano (sia indù che musulmano) attraverso l'Indian Slavery Act, 1843.
La schiavitù domestica praticata dalle élite costiere africane istruite, così come dai governanti tradizionali dell'interno, fu definitivamente abolita in Sierra Leone nel 1928. Una ricerca ha rinvenuto pratiche di schiavitù domestica ancora diffuse nelle aree rurali nel corso degli anni settanta.

### Francia
Esistettero schiavi in territorio francese europeo specialmente nei porti commerciali come Nantes o Bordeaux, anche se l'istituzione non fu mai ufficialmente autorizzata. Il caso Somerset contro Stewart concernente Jean Boucaux nel 1739 chiarì in parte la posizione sullo status giuridico degli eventuali schiavi esistenti nel regno di Francia; l'atto venne seguito da leggi che stabilivano un registro degli schiavi, limitati per un soggiorno di non più di tre anni, per visite o per apprendere un mestiere. Gli schiavi non registrati vennero considerati liberi. Tuttavia la schiavitù rimase di vitale importanza nei possedimenti oltremare delle Antille francesi.

#### Abolizione
Nel 1793, influenzati dalla Dichiarazione dei diritti dell'uomo e del cittadino (1789) e preoccupati per la massiccia rivolta degli schiavi neri del 1791 a Saint-Domingue, la quale minacciava di allearsi con gli inglesi, i commissari Léger-Félicité Sonthonax ed Étienne Polverel dichiararono l'emancipazione generale in un tentativo di riconciliazione.
Il 4 febbraio del 1794 l'abate Henri Grégoire promosse la ratifica ufficiale di quest'azione attraverso un trattato internazionale; fu così abolita la schiavitù in tutti i territori francesi, con l'immediata liberazione di tutti gli schiavi sia per motivi morali che di sicurezza pubblica.

#### Napoleone ripristina la schiavitù
Napoleone Bonaparte conquistò il potere nel 1799 e presto intraprese grandi piani per le colonie francesi esportatrici di zucchero; per poter realizzare il suo progetto reintrodusse la schiavitù. Nel 1803 inviò nei Caraibi 30.000 soldati con l'intenzione di recuperare il pieno possesso di Saint-Domingue contro gli ex schiavi capitanati da Toussaint Louverture. Napoleone intendeva preservare i benefici finanziari che si traevano dalle colture coloniali dello zucchero e del caffè; pianificò pertanto di stabilire una grande base a New Orleans. Riuscì infine a ristabilire temporaneamente la schiavitù sia ad Haiti che a Guadalupa, dov'era stata abolita in seguito alle ribellioni scoppiate.
Gli schiavi e gli stessi neri liberi combatterono accanitamente i francesi in nome della loro indipendenza. Gli ideali della rivoluzione francese svolsero un ruolo centrale nei combattimenti, con gli schiavi e i loro alleati che lottavano per la libertà e l'uguaglianza sociale, mentre le truppe francesi comandate dal generale Charles Victoire Emmanuel Leclerc si battevano per ripristinare l'ordine dell'Ancien Régime. L'obiettivo di ripristinare la schiavitù contraddisse esplicitamente gli ideali rivoluzionari francesi.
I soldati europei non furono in grado di affrontare le malattie tropicali e la maggior parte di loro morì di febbre gialla. Alla fine la schiavitù venne reintrodotta a Guadalupa ma non ad Haiti la quale divenne una repubblica nera indipendente.
I giganteschi sogni coloniali napoleonici nei riguardi dell'Egitto, dell'India, dei Caraibi, della Louisiana francese e persino dell'Australia furono tutti destinati all'insuccesso per colpa della mancanza di una flotta in grado di contrastare la Royal Navy. Rendendosi conto che la sconfitta fosse inevitabile Napoleone liquidò il progetto haitiano, riportò a casa i sopravvissuti e vendette l'immenso territorio della Louisiana agli Stati Uniti d'America nel 1803 (vedi Acquisto della Louisiana).

#### Napoleone abolisce il commercio degli schiavi
In un episodio poco conosciuto della storia Napoleone decretò l'abolizione del commercio degli schiavi al suo ritorno dall'isola d'Elba, durante i Cento giorni, in un tentativo di pacificazione con gli inglesi. La sua decisione fu confermata dal Trattato di Parigi (1815) prima e dall'ordine fatto emettere da Luigi XVIII di Francia l'8 gennaio del 1817. Tuttavia il traffico in buona parte continuò nonostante le sanzioni comminate.

#### Victor Schoelcher e l'abolizione del 1848
La schiavitù nelle colonie francesi venne definitivamente abolita nel 1848, tre mesi dopo l'inizio della rivoluzione francese del 1848 contro la monarchia di luglio. Ciò fu in gran parte il risultato della campagna infaticabile durata ben 18 anni di Victor Schoelcher; il 3 marzo del 1848 fu nominato sottosegretario della Marina e poté pertanto emettere un decreto da parte del governo provvisorio il quale riconosceva il principio dell'affrancamento degli schiavi in tutti i possedimenti francesi. Il 27 aprile il governo annunciò formalmente l'abolizione della schiavitù in tutte le sue colonie.

### Stati Uniti
Nel 1688 quattro affiliati al quaccherismo di Germantown a Filadelfia presentarono una protesta contro l'istituto della schiavitù alla riunione locale della propria chiesa. Essa venne del tutto ignorata per 150 anni, ma nel 1844 fu riscoperta e venne diffusa dal movimento per l'abolizionismo negli Stati Uniti d'America. La petizione originaria del 1688 fu il primo documento pubblico americano del suo genere nella sua qualità di protesta pubblica contro la schiavitù; fu inoltre uno dei primi atti a definire i diritti umani universali.
L'American Colonization Society (ACS), il veicolo principale per il ritorno degli afroamericani ad una condizione libera in Africa, stabilì la colonia della Liberia nel 1821-23, sulla premessa che lì gli ex schiavi neri avrebbero avuto una maggiore libertà ed uguaglianza sociale. L'ACS assistette il rimpatrio di migliaia di persone in terra africana; il suo fondatore Henry Clay dichiarò che ""i pregiudizi inimmaginabili derivanti dal loro colore della pelle umana non avrebbero mai permesso l'integrazione con i bianchi liberi di questo paese. Era auspicabile, perciò, nel massimo rispetto dovuto loro, rimpatriare tutta la popolazione nera".
Abraham Lincoln fu un sostenitore entusiasta di Clay ed adottò interamente la sua posizione, sul ritorno cioè dei neri alla propria terra.
Gli schiavi che riuscirono a fuggire compirono spesso il loro viaggio verso il Canada attraverso l'Underground Railroad. Tra i più famosi abolizionisti afroamericani vi sono gli ex schiavi Harriet Tubman, Sojourner Truth e Frederick Douglass. Molte delle persone che si opposero alla schiavitù e lavorarono per la loro abolizione furono bianchi settentrionali come William Lloyd Garrison e John Brown. La schiavitù venne legalmente proibita in tutto il territorio statunitense nel 1865 grazie alla promulgazione del XIII emendamento della Costituzione degli Stati Uniti d'America.
Mentre gli abolizionisti concordarono sui mali prodotti dalla schiavitù, vi furono pareri divergenti su ciò che avrebbe dovuto accadere dopo che gli afroamericani fossero stati liberati. Al momento del proclama di emancipazione essi erano nativi statunitensi e, per lo più, non vollero lasciare l'America. La maggior parte credette che il loro lavoro avrebbe arricchito sia la propria terra sia quella dei bianchi.

### Congresso di Vienna
La "Dichiarazione delle Potenze sull'abolizione del commercio di schiavi" dell'8 febbraio del 1815 (che costituì anche l' ACT, n. XV. dell'atto finale del Congresso di Vienna dello stesso anno) incluse nella sua prima fase il concetto dei "principi dell'umanità e della moralità universale" come giustificazione per porre termine ad un commercio "odioso nella sua continuità".

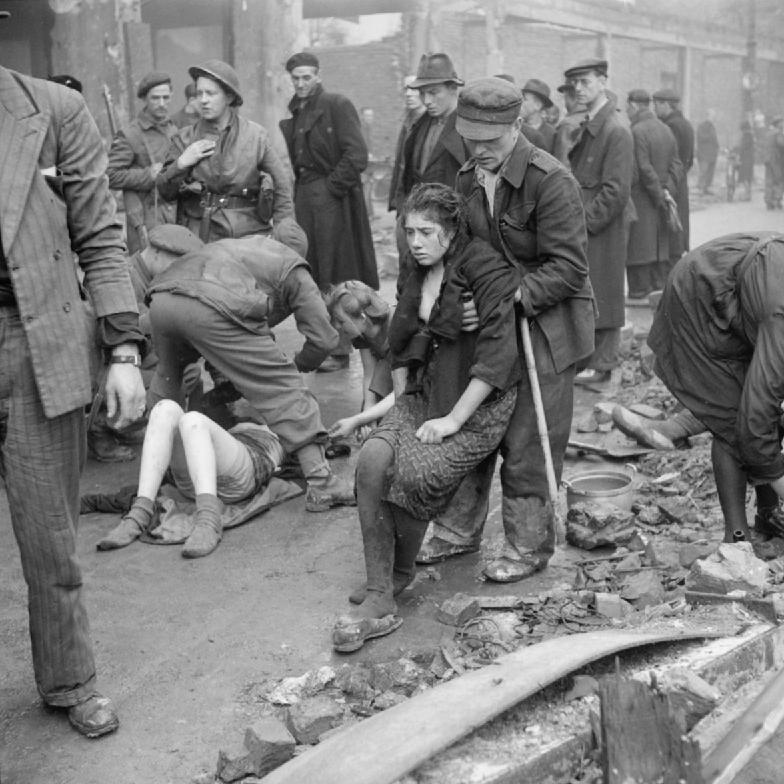
La British Army libera gli operai sovietici schiavizzati dalla Germania nazista (1945).

### XX secolo
La "1926 Slavery Convention", un'iniziativa della Lega delle Nazioni, costituì un punto di svolta nella messa al bando globale della schiavitù. L'art. 4 della Dichiarazione universale dei diritti dell'uomo adottata nel 1948 dall'Assemblea generale delle Nazioni Unite vietò esplicitamente la schiavitù. La "Supplementary Convention on the Abolition of Slavery" del 1956 venne convocata per bandire e vietare la schiavitù in tutto il mondo, inclusa quella infantile.
Nel dicembre del 1966 l'Assemblea Generale adottò la Convenzione Internazionale sui Diritti Civili e Politici, sviluppando la precedente Dichiarazione universale sui diritti umani; l'art. 4 del trattato internazionale vieta la riduzione in stato di schiavitù. Il trattato è entrato in vigore nel marzo del 1976 dopo che era stato ratificato da 35 Stati. A partire dal novembre del 2003 hanno ratificato il trattato 104 nazioni. Tuttavia il lavoro forzato illegale coinvolge ancora milioni di persone nel XXI secolo; il 43% per schiavitù sessuale e il 32% per sfruttamento economico.
Nel maggio del 2004 i 22 membri della Lega araba hanno adottato la Carta araba dei diritti umani, la quale incorpora la Dichiarazione dei diritti umani nell'Islam emanata nel 1990. All'art. 11 essa afferma che "gli esseri umani sono nati liberi e nessuno ha il diritto di schiavizzarli, di umiliarli, di opprimerli o di sfruttarli e non può esservi alcuna sottomissione dell'uomo da parte di altri uomini, ma solo quella più alta rivolta ad Allah".
Attualmente l'iniziativa per il coordinamento contro il traffico di esseri umani, un coordinazione tra i dipartimenti della giustizia, della sicurezza nazionale e del lavoro statunitensi affronta la piaga della tratta. L'organizzazione internazionale del lavoro stima che vi siano ai giorni nostri 20,9 milioni di vittime di tratta di esseri umani a livello mondiale, tra cui 5,5 milioni di bambini e il 55% delle quali sono donne e ragazze.

## Storiografia

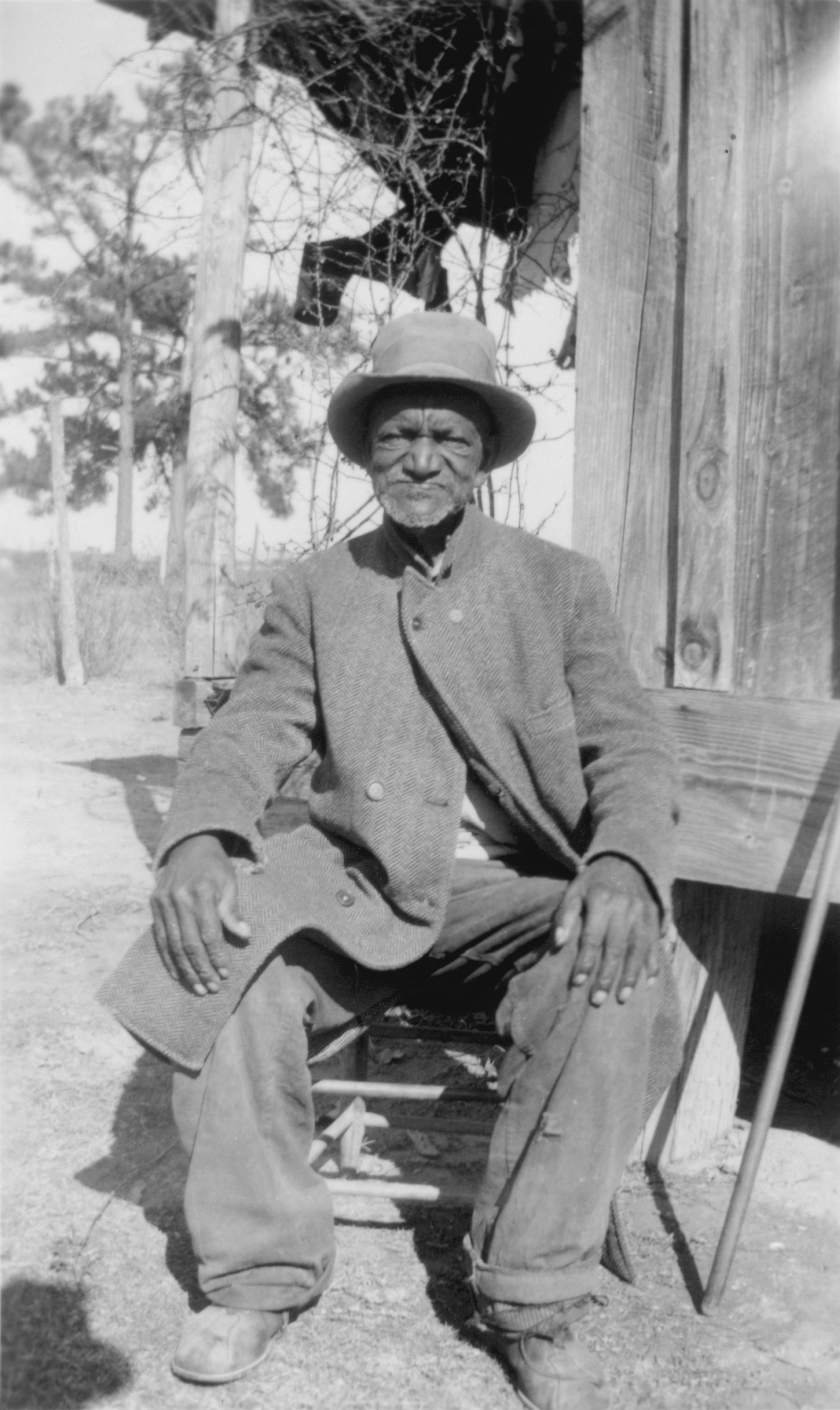
Wes Brady, ex schiavo, a Marshall (Texas) nel 1937. Questa fotografia è stata presa come parte della raccolta Slave Narratives: A Folk History of Slavery in the United States del "Federal Writers' Project", spesso utilizzata come fonte primaria da parte degli storici.

### Storiografia statunitense
La storia della schiavitù fu originariamente la storia delle leggi e delle politiche governative schiaviste e i dibattiti sociali su di esse. La storia afroamericana è stata in gran parte promossa nelle scuole nere. La situazione è mutata radicalmente con l'espansione del movimento per i diritti civili degli afroamericani; a seguito di ciò l'attenzione si è spostata sempre più verso la storia della schiavitù negli Stati Uniti d'America, l'abolizionismo negli Stati Uniti d'America e le lotte della comunità nera contro le avversità.
Lo storico Peter Kolchin descrive lo stato della storiografia all'inizio del XX secolo come segue: "durante la prima metà del secolo una delle componenti principali di questo approccio era spesso semplicemente la storia del razzismo negli Stati Uniti d'America, manifestata nella convinzione del fatto che i neri fossero, al meglio, imitativi dei bianchi. Così Ulrich Bonnell Phillips, l'esperto di schiavismo più celebrato e influente dell'epoca, ha unito un sofisticato ritratto della vita e del comportamento dei piantatori bianche con le generalizzazioni superficiali che si verificano nei riguardi della vita e il comportamento dei loro schiavi neri".
Gli storici James Oliver Horton e Lois Horton descrivono la mentalità, la metodologia e l'influenza di Phillips: "la sua rappresentazione dei neri come persone passive e inferiori le cui origini africane le contribuivano a mantenerli sotto-civilizzati, sembravano fornire testimonianze storiche per le teorie razziste sull'inferiorità che sostenevano la segregazione razziale negli Stati Uniti d'America. Raffigurando testimonianze esclusivamente provenienti dai documenti dei piantatori, lettere, giornali meridionali e altre fonti che riflettevano il punto di vista dello schiavo, Phillips descrisse i padroni di schiavi che procuravano il benessere dei loro schiavi sostenendo che esiste un'autentica forma di affetto tra padrone e schiavo".
L'atteggiamento razzista riguardante gli schiavi venne trasportato nella storiografia dell'epoca dalla Dunning School sull'era della Ricostruzione dominante all'inizio del XX secolo. Scrivendo nel 2005 lo storico Eric Foner afferma: "il loro resoconto dell'epoca è ristretto e fondato, come afferma un membro della scuola Dunning, sull'assunzione dell'"incapacità negra". Trovavano del tutto impossibile credere che i neri potessero essere attori indipendenti sul palcoscenico della storia, con le proprie aspirazioni e motivazioni, Dunning e altri ritraevano gli afroamericani come "bambini", ignoranti sconfitti e manipolati dai bianchi senza scrupoli o come selvaggi con le loro passioni primarie scatenate dalla fine della schiavitù".
A partire dagli anni cinquanta la storiografia si è allontanata con decisione dal tono dell'epoca di Phillips. Gli storici hanno così cominciato a mettere in evidenza lo schiavo come oggetto; mentre Phillips ha presentato lo schiavo come oggetto di benigna attenzione da parte dei proprietari, gli storici come Kenneth Milton Stampp non hanno mancato invece di sottolineare i maltratamenti e gli abusi commessi contro gli schiavi.
Nella rappresentazione dello schiavo essenzialmente come una vittima Stanley M. Elkins nel suo libro dl 1959 Slavery: A Problem in American Institutional and Intellectual Life ha confrontato gli effetti della schiavitù statunitense a quelli derivanti dalla brutalità dei Lager nazisti. Ha dichiarato fermamente che la schiavitù non ha fatto altro che annientare la volontà dello schiavo creando un "effeminato e docile Sambo" totalmente identificato con il proprietario. Questa tesi viene però parzialmente contestata da altri.
Gradualmente si è riconosciuto che oltre agli effetti del rapporto proprietario-schiavo questi ultimi non vivevano in un "ambiente totalmente chiuso, ma piuttosto in uno che permetteva l'emergere di enormi varietà consentendo in tal modo agli schiavi di perseguire rapporti importanti con persone diverse dal proprio padrone, compresi quelli costituiti dalle famiglie allargate, dalle chiese e dalle comunità".
Gli storici economici Robert Fogel e Stanley L. Engerman negli anni settanta attraverso la loro opera Time on the Cross ritraevano gli schiavi per aver interiorizzato l'etica protestante del lavoro dei loro proprietari. Nel ritrarre la versione più benigna della schiavitù nel loro libro del 1974 affermano anche che le condizioni materiali in cui gli schiavi vissero e lavorarono possono essere paragonabili favorevolmente a quelli dei lavoratori liberi dell'agricoltura e dell'industria. Questo fu anche uno degli argomenti principali dei sudisti nel XIX secolo.
Negli anni settanta e ottanta gli storici hanno fatto uso di fonti quali la musica afroamericana e i dati statistici del censimento degli Stati Uniti d'America per creare un quadro più dettagliato e sfumato della vita dello schiavo. Basandosi anche sulle autobiografie ottocentesche degli ex schiavi (note complessivamente come letteratura degli schiavi) e la raccolta Slave Narratives: A Folk History of Slavery in the United States (1936-38), una serie d'interviste condotte con gli ex schiavi dal "Federal Writers' Project", gli storici hanno descritto la schiavitù così come la ricordavano gli stessi ex schiavi.
Lontano nel tempo, pur rimanendo rigorosamente vittime, gli storici hanno mostrato gli schiavi come resilienti e autonomi in molte delle loro attività. Nonostante l'esercizio dell'autonomia e lo sforzo di rendere al meglio la vita all'interno della condizione di schiavitù, gli storici attuali riconoscono l'estrema precarietà della situazione in cui versava lo schiavo. I loro figli impararono rapidamente che si trovavano soggetti alla direzione sia dei loro genitori che dei proprietari; hanno imparato dai loro genitori la disciplina schiavista, propri come hanno capito che anche loro potevano essere abusati fisicamente o verbalmente dai proprietari.
Gli storici che scrivono in questo periodo comprendono John Wesley Blassingame (Slave Community), Eugene Genovese (Roll, Jordan, Roll), Leslie Howard Owens (This Species of Property) e Herbert Gutman (The Black Family in Slavery and Freedom).
Altri lavori importanti sulla schiavitù sono seguiti; nel 2003 Steven Hahn pubblicò il premio Pulitzer A Nation under Our Feet: Black Political Struggles in the Rural South from Slavery to the Great Migration, che ha esaminato come gli schiavi abbiano costruito la comunità e la comprensione politica durante la loro cattività di modo che molto rapidamente cominciarono a formare nuove associazioni e istituzioni quando ottennero l'emancipazione, incluse le chiese nere separate dal controllo bianco.
Nel 2010 Robert E. Wright ha stabilito un modello concettuale il quale spiega il perché la schiavitù fosse maggiormente prevalente in alcune aree piuttosto che in altre e perché alcune aziende (individui, corporazioni, proprietari di piantagioni) scelsero il lavoro schiavizzato mentre altri utilizzarono quello salariato o familiare.

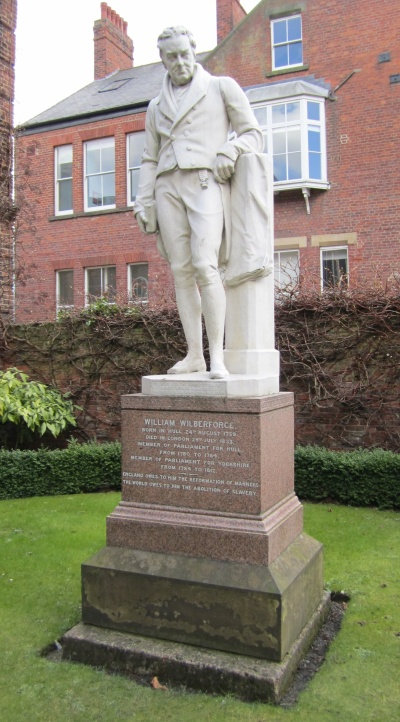
Statua dedicata in onore di William Wilberforce, leader britannico del movimento anti-schiavista.

### Economia e schiavitù nelle Indie occidentali
Uno degli aspetti più controversi dell'impero britannico fu il ruolo svolto prima nella promozione della schiavitù e poi nella causa dell'abolizionismo. Nel XVIII secolo le navi mercantili britanniche costituirono il più vasto contributo al "Middle Passage", che trasportava milioni di schiavi all'emisfero occidentale. La maggior parte di coloro che sopravvissero al viaggio giunsero nei Caraibi, là ove l'impero possedeva colonie produttrici di zucchero altamente redditizie; le condizioni di vita rimasero per lo più pessime e i proprietari continuarono a vivere nella madrepatria.
Il parlamento del Regno Unito pose termine al trasporto internazionale di schiavi nel 1807 e iniziò ad utilizzare la Royal Navy per far valere tale divieto, mentre nel 1833 costrinse i proprietari delle piantagioni ad abolire la schiavitù. Gli storici precedenti agli anni quaranta del XX secolo sostennero che i principali responsabili di questa inversione di rotta fossero stati i riformatori morali come William Wilberforce.
Il revisionismo storico prese le mosse da quando Eric Williams, storico marxista delle Indie occidentali, pubblicò Capitalism and Slavery (1944); egli respinse la spiegazione morale e sostenne invece che a quei tempi l'abolizione fosse divenuta oramai semplicemente più redditizia, dopo che le colture di canna da zucchero cominciarono ad esaurire il suolo delle isole: le piantagioni erano pertanto diventate del tutto inutilizzabili. Risultò allora più conveniente vendere gli schiavi al governo che continuare a mantenerli.
Il divieto del commercio internazionale del 1807, ha sostenuto Williams, impedì l'espansione francese sulle altre isole. Nel frattempo gli investitori britannici rivolsero la loro attenzione all'Asia, dove la forza lavoro risultava essere talmente abbondante da rendere superflua la schiavitù; il sistema schiavista avrebbe così contribuito in maniera fondamentale alla prosperità del Regno Unito. Gli alti profitti del commercio degli schiavi, ha dichiarato Williams, contribuirono in maniera preponderante a finanziare la rivoluzione industriale; i britannici hanno così potuto godere di un alto tasso di agiatezza eminentemente a causa del capitale acquisito grazie al lavoro non pagato degli schiavi.
A partire dagli anni settanta in poi molti storici hanno confutato Williams sotto vari punti di vista e Gad Heuman ha concluso: "ricerche più recenti hanno rifiutato questa conclusione, è ormai chiaro che le colonie britanniche dei Caraibi hanno notevolmente lucrato durante la rivoluzione francese e le guerre napoleoniche".
Nel suo vasto attacco alla tesi di Williams lo statunitense Seymour Drescher sostiene che l'abolizione britannica del commercio schiavista non derivò dalla diminuzione del valore della schiavitù, bensì dalla rivolta morale dell'opinione pubblica che possedeva il diritto di voto. Anche altri critici hanno sostenuto che la schiavitù rimase redditizia ancora negli anni 1830, questo a causa delle innovazioni agricole; pertanto la motivazione del profitto non fu il punto centrale nello scopo sociale dell'abolizione.
Richardson (1998) rileva che le affermazioni di Williams riguardanti la rivoluzione industriale sono esagerate poiché i profitti del traffico sono stati meno dell'1% della totalità degli investimenti nazionali. Egli affronta ulteriormente le dichiarazioni degli studiosi africani sul fatto che il commercio degli schiavi abbia causato uno spopolamento diffuso e una grave sofferenza economica in Africa, che avrebbe anzi prodotto interamente il "sottosviluppo" del continente.
Ammettendo l'orribile sofferenza degli schiavi egli osserva però che molti africani ne beneficiarono in maniera diretta in quanto la prima tappa del commercio rimase sempre saldamente nelle mani degli Stati indigeni. Le navi negriere europee attesero nei porti di acquistare carichi di persone catturate nell'entroterra dai commercianti africani e dai leader tribali. Richardson ritiene che i "termini commerciali" (quanto i proprietari delle navi pagavano per il loro carico di schiavi) si spostarono pesantemente a favore degli stessi africani a partire dalla metà del XVIII secolo. In altre parole le élite indigene all'interno dell'Africa occidentale e dell'Africa centrale crearono grandi e sempre crescenti profitti dalla schiavitù, in definitiva aumentando con la loro ricchezza anche il proprio potere.
Lo storico di economia Stanley Engerman ritiene che anche senza sottrarre i costi associati al commercio degli schiavi (ad esempio i costi di spedizione, la mortalità degli schiavi, la mortalità dei popoli britannici in Africa, i costi di difesa) o il reinvestimento di profitti nel commercio schiavista, i guadagni totali del commercio degli schiavi e delle piantagioni delle Indie occidentali ammontarono a meno del 5% dell'economia britannica durante tutto il primissimo periodo della rivoluzione industriale.
La cifra del 5% di Engerman dà il più possibile i termini di vantaggio del dubbio all'argomento di Williams, non soltanto perché non tiene conto dei costi associati del traffico degli schiavi, ma anche perché assume l'assunzione di occupazione completa dell'economia e il mantenimento del valore lordo dei profitti commerciali degli schiavi come un contributo diretto al reddito nazionale della Gran Bretagna.
Lo storico britannico Richard Pares, in un articolo scritto prima dell'uscita del libro di Williams, respinge l'influenza delle ricchezze generate dalle piantagioni sul finanziamento della Rivoluzione industriale, affermando che qualunque flusso di investimenti sostanziali provenienti dalle Indie Occidentali abbia ottenuto profitti nell'industria solo dopo l'emancipazione, non prima.

### Antica Grecia e antica Roma
- Bradley, Keith. Slavery and Society at Rome (1994)
- Garnsey, Peter. Ideas of slavery from Aristotle to Augustine, Cambridg, Cambridge University Press, 1996
- Cuffel, Victoria. "The Classical Greek Concept of Slavery," Journal of the History of Ideas Vol. 27, No. 3 (Jul. – Sep. 1966), pp. 323–42 JSTOR 2708589
- Finley, Moses, ed. Slavery in Classical Antiquity (1960)
- Westermann, William L. The Slave Systems of Greek and Roman Antiquity (1955) 182 pp

### Africa e Medio Oriente
- Campbell, Gwyn. The Structure of Slavery in Indian Ocean Africa and Asia (Frank Cass, 2004)
- Lovejoy, Paul. Transformations in Slavery: A History of Slavery in Africa (Cambridge UP, 1983)
- Toledano, Ehud R. As If Silent and Absent: Bonds of Enslavement in the Islamic Middle East (Yale University Press, 2007) ISBN 978-0-300-12618-1
- Davis, Robert C., Christian Slaves, Muslim Masters: White Slavery in the Mediterranean, The Barbary Coast, and Italy, 1500–1800 (Palgrave Macmillan, New York, 2003) ISBN 0-333-71966-2

### Tratta atlantica, America Latina e Impero britannico
- Blackburn, Robin. The American Crucible: Slavery, Emancipation, and Human Rights (Verso; 2011) 498 pp; on slavery and abolition in the Americas from the 16th to the late 19th centuries.
- Fradera, Josep M. and Christopher Schmidt-Nowara, eds. Slavery and Antislavery in Spain's Atlantic Empire (2013)  online.
- Klein, Herbert S. African Slavery in Latin America and the Caribbean (Oxford University Press, 1988)
- Klein, Herbert. The Atlantic Slave Trade (1970)
- Klein, Herbert S. Slavery in Brazil (Cambridge University Press, 2009)
- Morgan, Kenneth. Slavery and the British Empire: From Africa to America (2008)
- Stinchcombe, Arthur L. Sugar Island Slavery in the Age of Enlightenment: The Political Economy of the Caribbean World (Princeton University Press, 1995)
- Walvin, James. Black Ivory: Slavery in the British Empire (2nd ed. 2001)
- Ward, J. R. British West Indian Slavery, 1750–1834 (Oxford U.P. 1988)
- Zeuske, Michael. "Historiography and Research Problems of Slavery and the Slave Trade in a Global-Historical Perspective." International Review of Social History 57#1 (2012): 87–111.

### Stati Uniti
- Fogel, Robert, Without Consent or Contract: The Rise and Fall of American Slavery, 1989.
- Genovese, Eugene, Roll Jordan, Roll: The World the Slaves Made, 1974.
- Horne, Gerald, The Counter-Revolution of 1776: Slave Resistance and the Origins of the United States of America, 2014.
- Peter Kolchin, American Slavery: 1619-1877, Farrar, Straus and Giroux, 2003, ISBN 9780809016303.
- Miller, Randall M., and John David Smith, eds. Dictionary of Afro-American Slavery (1988)
- Phillips, Ulrich B, American Negro Slavery: A Survey of the Supply, Employment and Control of Negro Labor as Determined by the plantation Regime, 1918.
- Rodriguez, Junius P. (a cura di), Slavery in the United States: A Social, Political, and Historical Encyclopedia vol. 2, 2007.
- Wilson, Thomas D. The Ashley Cooper Plan: The Founding of Carolina and the Origins of Southern Political Culture. Chapel Hill, NC: University of North Carolina Press, 2016.